# 任天堂の歴史

2016年5月11日から使用されている任天堂のロゴ

任天堂の歴史（にんてんどうのれきし）では、任天堂の歴史を記述する。
任天堂は1889年に山内房治郎が「山内任天堂」を創業し、手作りの花札を製造したことから始まった。創業以来、任天堂は京都府京都市に本社を置いている。1929年から1949年まで山内積良が社長を務め、その後、山内溥が引き継いだ。山内溥の任天堂はウルトラハンドなどの玩具を製造した。1970年代から1980年代にかけて、アーケードゲームや関連アクセサリー、カラーテレビゲームシリーズの家庭用ゲーム機、ゲーム&ウオッチシリーズの携帯型ゲーム機を製造した。
1977年に宮本茂が任天堂に入社し、1981年にはアーケード向けドンキーコングを制作。同作は任天堂初の国際的ヒット作であり、同社のマスコットキャラクターであるマリオの誕生につながった。1983年のアタリショック後、任天堂は1983年に日本国内でファミリーコンピュータを発売した。北米では1985年に「Nintendo Entertainment System（NES）」として発売し、市場の空白を埋めた。ファミリーコンピュータ向けの革新的なゲームのスーパーマリオブラザーズ（1985年）やゼルダの伝説（1986年）は、宮本茂と手塚卓志によって設計され、ゲーム業界に大きな影響を与えた。
1989年には携帯型ゲーム機「ゲームボーイ」、1990年には家庭用ゲーム機「スーパーファミコン」北米では1985年に「Super Nintendo Entertainment System（SNES）」が成功を収めた。一方で、セガとの激しい競争も展開された。1992年から2016年まで任天堂はアメリカの野球チーム「シアトル・マリナーズ」を所有していた。1995年に発売された立体視対応携帯型ゲーム機「バーチャルボーイ」は人気が出ず、経済的な失敗に終わった。1996年には3Dグラフィックス対応の「NINTENDO 64」を発売し、影響力のあるローンチタイトル『スーパーマリオ64』を発表した。また、1990年代から始まった『ポケットモンスター』シリーズは世界的な成功を収めている。
2001年には「ゲームボーイアドバンス」が成功したが、同年発売された家庭用ゲーム機「ニンテンドー ゲームキューブ」はコアなファンには支持されたものの、ソニーの「PlayStation」やマイクロソフトの「Xbox」といった競合機種と比較して販売成績は振るわなかった。2002年には山内溥が退任し岩田聡が社長に就任。岩田はタッチスクリーン搭載携帯型ゲーム機「ニンテンドーDS」（2004年）やモーションコントロール対応家庭用ゲーム機「Wii」（2006年）の発売を指揮し、大成功を収めた。これにより任天堂はカジュアルゲーマーや非ゲーマー層をターゲットとする方向へ舵を切り、一時的にソニーやマイクロソフトとの競争から離れた。『Wii Sports』（2006年）は同社史上最も売れたゲームとなっている。
2011年には3D立体視対応携帯型ゲーム機「ニンテンドー3DS」が成功したが、2012年発売の家庭用ゲーム機「Wii U」は販売不振に終わり、同社の将来性が問われることとなった。この影響で岩田はモバイルゲーム市場への参入を決断。また彼は2015年に死去するまで、「据置型と携帯型」のハイブリッド型ゲーム機「Nintendo Switch」（2017年）の開発も主導した。その後、君島達己が2018年まで社長を務め、現在は古川俊太郎がその役割を担っている。「Nintendo Switch 2」は2025年に発売された。

## 花札の製造（1889年-1949年）

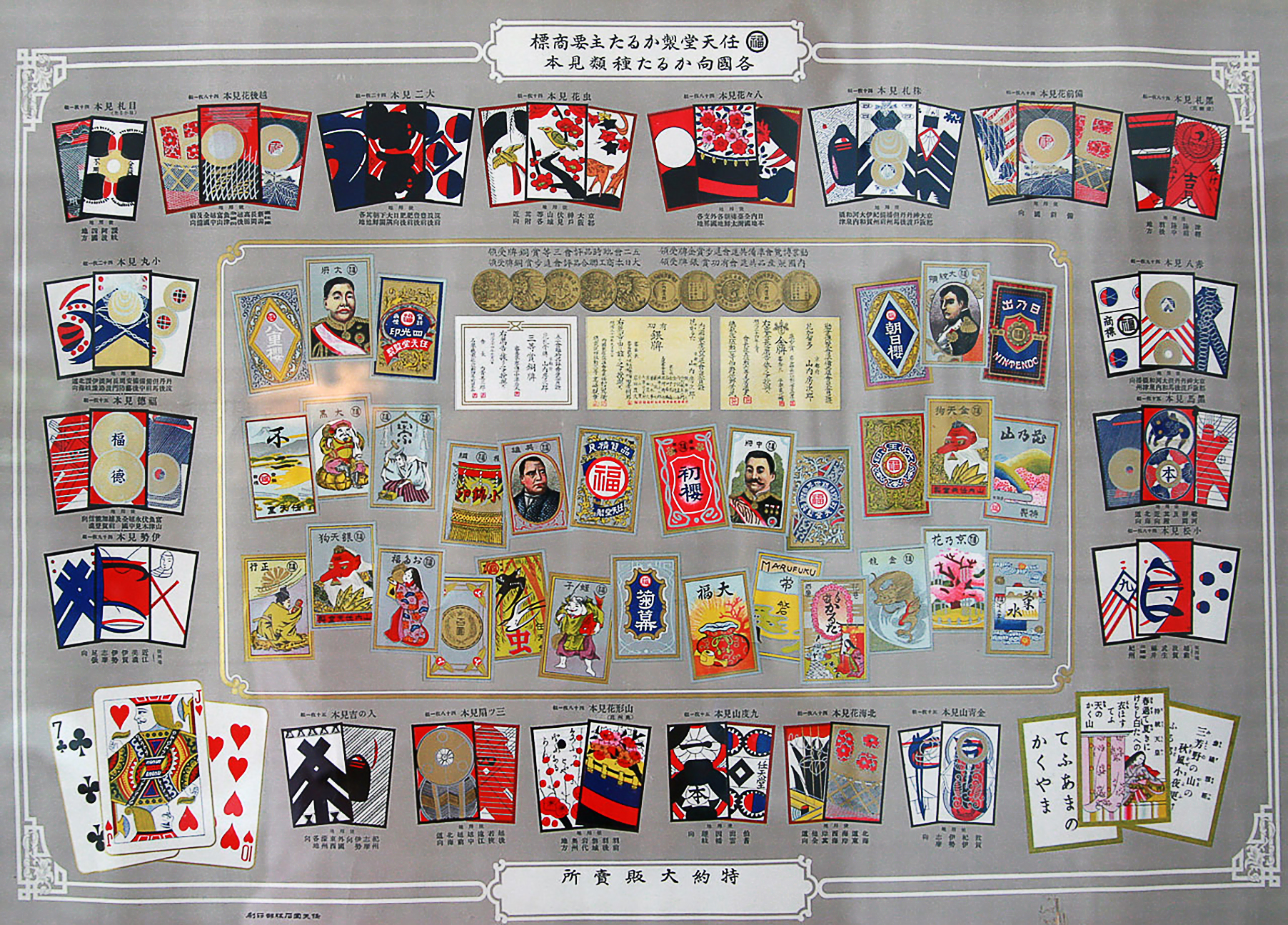
明治時代初期の任天堂のポスター。同社の花札を示している

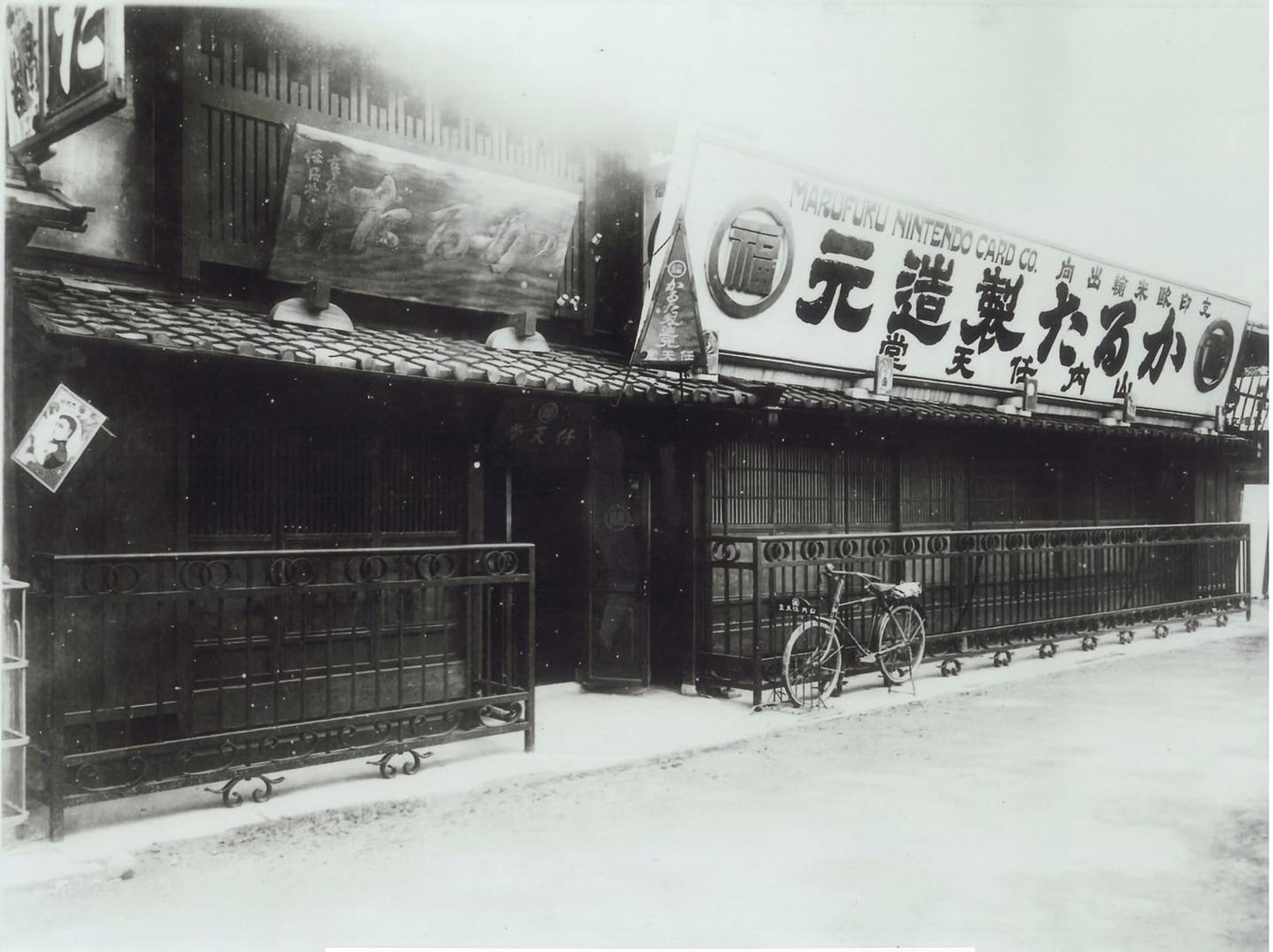
1889年当時の京都にあった任天堂初代本社

任天堂は、1889年9月23日に山内房治郎によって日本の京都府京都市下京区で「山内任天堂」として創業された。当初は「任天堂骨牌（にんてんどうこっぱい）」という名称で、日本の伝統的な花札を製造・販売していた。「任天堂」という名前は「運を天に任せる」という意味だと一般的に考えられているが、それを裏付ける歴史的記録は存在しない。
花札は当時禁止されていた西洋式トランプの代替品として人気を集めた。任天堂の花札が評判を呼び、山内は助手を雇い大量生産を開始した。任天堂は機械印刷を早期に導入し、コスト削減と品質向上を実現することで市場での競争力を高めた。大手たばこ会社との提携も花札の普及に貢献し、任天堂は市場での地位を確立した。さらに、賭博が禁止されていた当時、数字や価値を示すものがなかった花札は当局に黙認され、ヤクザが高額な花札賭博場を設けるようになり、主要な顧客となった。

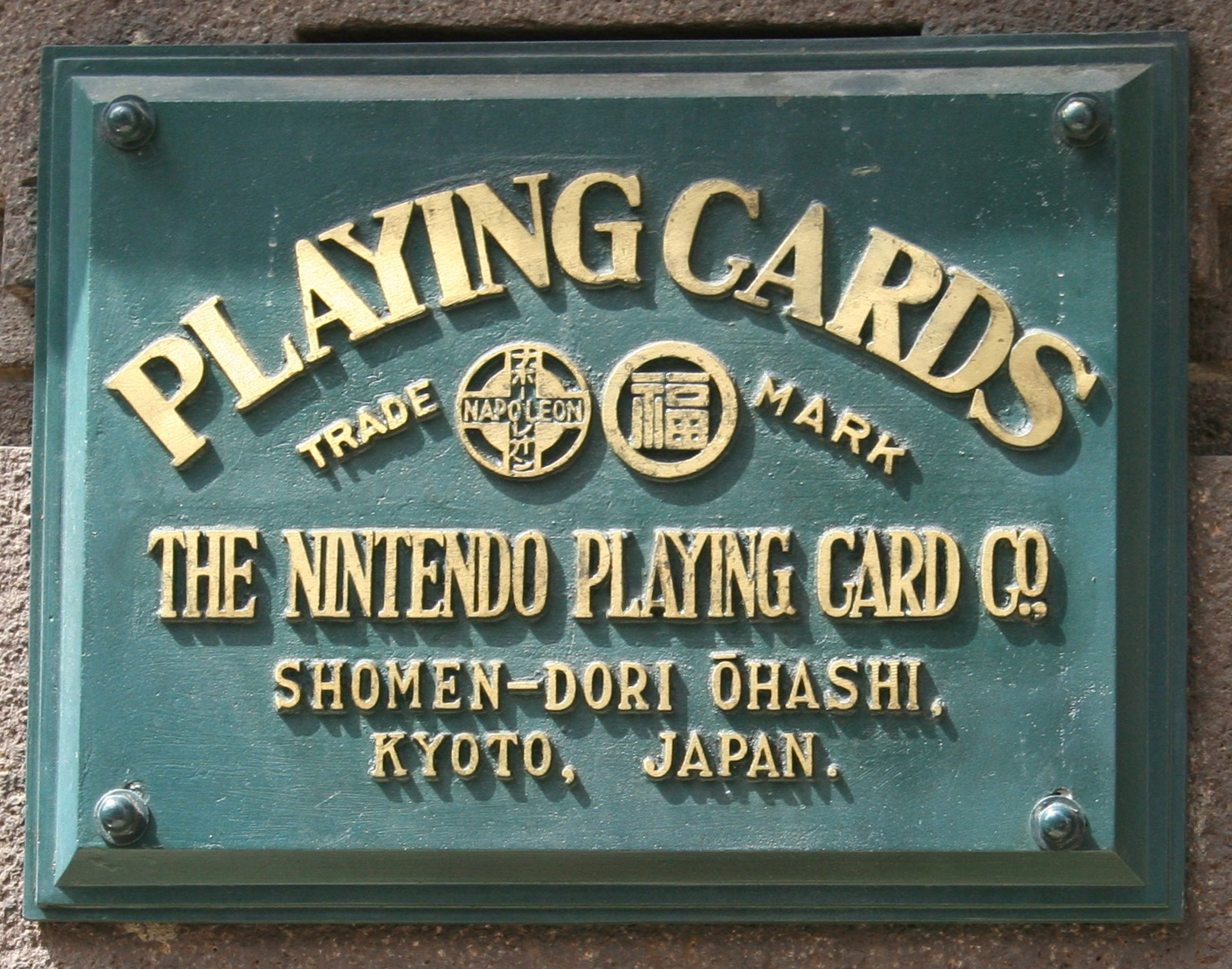
山内任天堂に設置されていた社名プレート

山内房治郎には家業を継ぐ息子がいなかったため、婿養子制度に従い、娘婿である金田積良を養子に迎えた。積良は妻の姓である山内姓を名乗り、1929年に山内房治郎が引退すると社長に就任した。1933年、山内積良は他社との合弁事業を設立し、会社名を「山内任天堂合名会社」に改名した。
1945年、第二次世界大戦中にアメリカ軍が新たに開発した核兵器を日本の都市に使用する準備を進める中で、任天堂の本社は壊滅の危機に瀕した。同年6月には京都が攻撃対象都市として最有力候補となったが、当時のアメリカ陸軍長官のヘンリー・スティムソンが京都への敬意から候補地から除外した。（日本への原子爆弾投下も参照）
1947年、山内積良は京都市東山区今熊野東瓦町に「株式会社丸福」を設立し、花札やその他の種類のカード類の流通業務を担当させた。積良にも娘しかおらず、再び娘婿である稲葉鹿之丞（後に山内鹿之丞と改名）を養子とした。しかし鹿之丞は家族と会社を捨てたため、その息子である山内溥が祖父母によって育てられ、後に父親ではなく溥が会社を継ぐこととなった。

## ディズニーとの提携と株式上場（1949年-1966年）

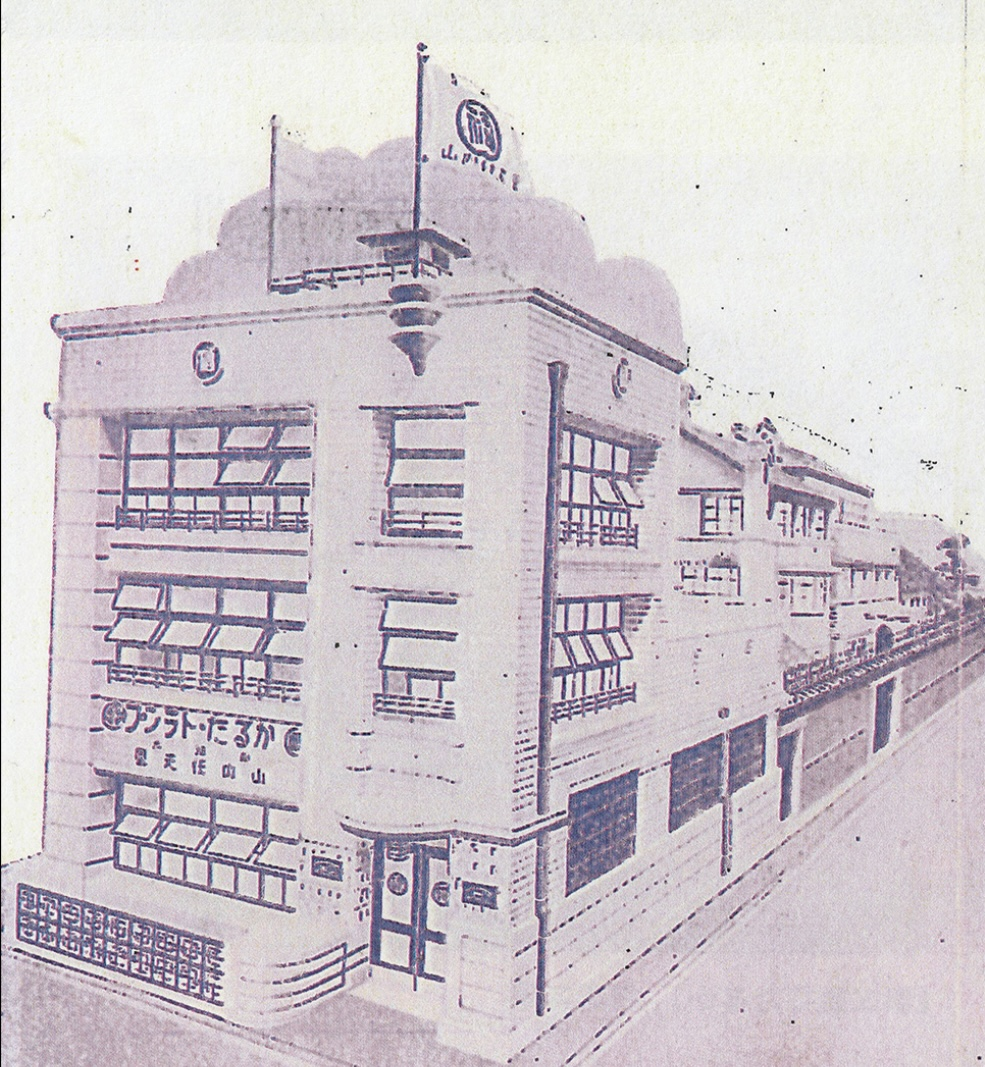
1933年から1959年まで使用された任天堂の2代目本社

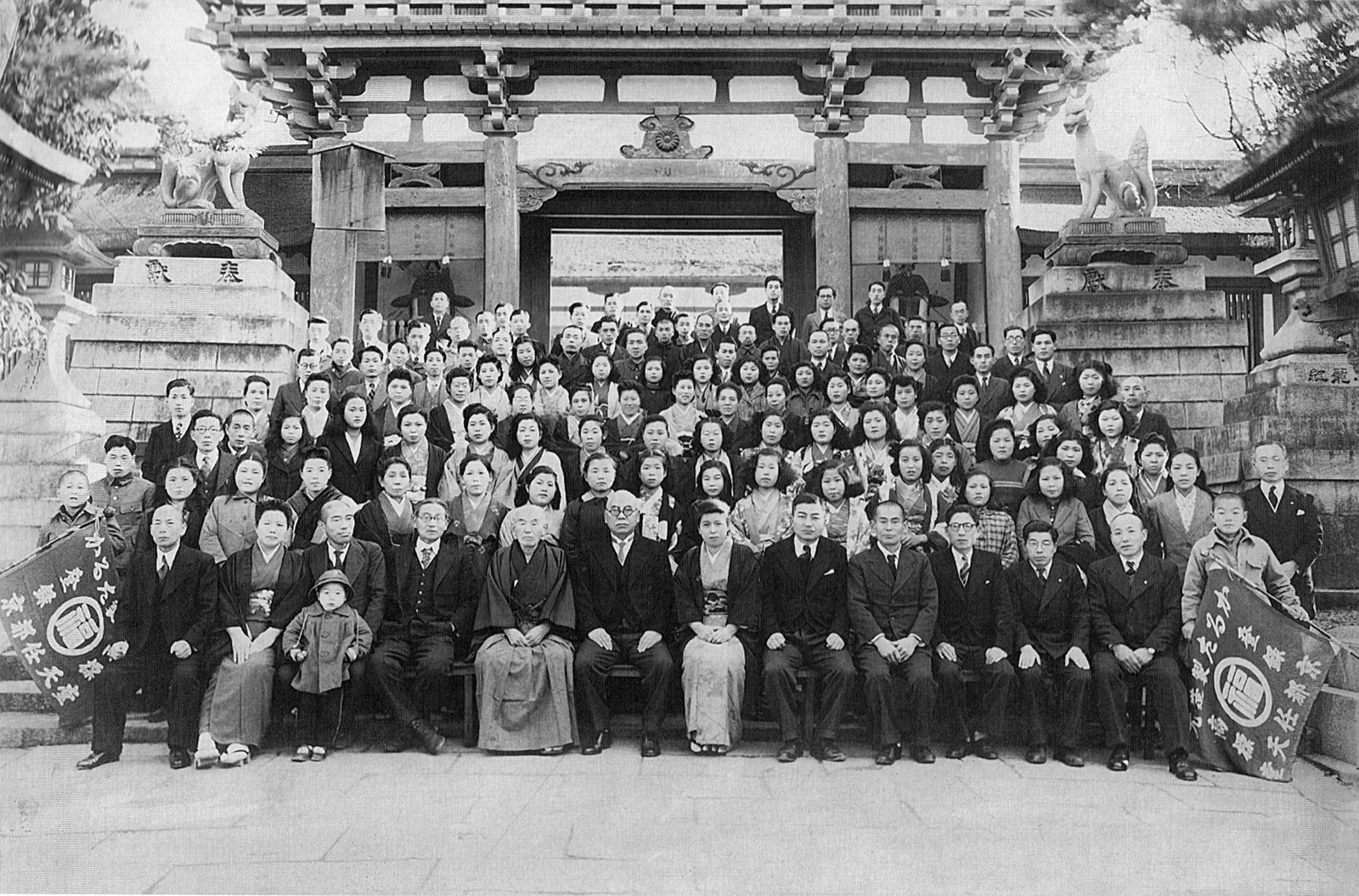
1949年の伏見稲荷大社にて新年記念撮影をする様子

1949年、山内溥は東京都新宿区の早稲田大学に在学していたが、祖父が重篤な脳卒中を患ったため、大学を中退し任天堂の社長に就任した。1950年、山内は「株式会社丸福」を「任天堂かるた株式会社」に改名し、1951年には「任天堂骨牌株式会社」と改名した。1953年、任天堂は日本で初めてプラスチック製トランプの製造に成功した。  
1956年、山内はアメリカを訪れ、U.Sプレイング・カード社（USPCC）との交渉を行った。同社はアメリカで最大のトランプメーカーであり、本社はシンシナティにあった。しかし、工場を視察した際、世界最大のトランプ会社が小規模な工場で運営されていることに衝撃を受けた。この経験を通じて、山内はトランプの限界を認識するようになった。
1958年、任天堂はディズニーと提携し、ディズニーキャラクターをトランプに使用する許可を得て「ディズニートランプ」を発売した。それまで、西洋式トランプは花札や麻雀と同様に賭博の道具と見なされていた。しかし、ディズニーキャラクターを活用し、トランプで遊べるゲームを解説する書籍を販売することで、日本の家庭に商品を普及させることができた。この提携は成功し、1年間で少なくとも60万セットのトランプが売れた。この成功を受けて、1962年に山内は任天堂を大阪証券取引所第二部に上場させた。  
1960年10月、山内は事業の多角化を目指して、タクシー会社のダイヤ交通株式会社（通称：ダイヤタクシー）を設立し、約40台のタクシーの営業車両を保有していた。しかし、運転手の労働組合との交渉が決裂し、問題の解決が困難だったため、1969年11月にダイヤタクシーは名鉄グループに売却され、名鉄交通となった。
1963年、山内は「任天堂かるた株式会社」を「任天堂株式会社」に改名した。新たに得た資金を活用し、食品会社（インスタントライスなどの商品ライン）、掃除機の「チリトリー」などの事業にも進出した。これらの事業はすべて失敗したが、一部の玩具製造事業だけが成功した。これはトランプ販売時代から得た経験に基づいていた。  
1964年、日本が東京オリンピックによる経済ブームを迎える中で、トランプ事業は飽和状態に達した。日本の家庭ではトランプ購入が減少し、任天堂の株価は900円から60円に暴落した。  
1965年、任天堂は横井軍平を生産ラインの保守技術者として採用した。しかし、横井はすぐにコンベヤーベルト修理以上の才能で知られるようになった。

## 玩具会社としての新たな挑戦（1966年-1972年）
1960年代、任天堂は日本の玩具業界で生き残りをかけて奮闘していた。当時の玩具市場はまだ小規模であり、すでにバンダイやトミーといった大手企業が支配していた。玩具の製品寿命が一般的に短いことから、任天堂は新製品を迅速に投入する戦略を採用し、新たな重要な時代の幕開けとなった。  
1966年、山内溥が任天堂の花札工場を訪れた際、整備技師である横井軍平が暇つぶしで作っていた伸縮式のアーム型玩具を目にした。山内はこれをクリスマス商戦向けの商品として開発するよう命じた。この製品は「ウルトラハンド」として発売され、任天堂初期の大ヒット商品となり、数十万台以上が販売された。山内は横井の才能を見抜き、生産ラインから外して商品開発に専念させた。  
横井は電気工学の背景を持ち、電子玩具の開発に非常に優れていることがすぐに明らかになった。これらの電子玩具は従来の玩具よりも新規性が高く、任天堂は各製品に対して高い利益率を設定することができた。横井はその後も多くの玩具を開発し、「テンビリオン」や野球ボール投げ機「ウルトラマシン」、そして「ラブテスター」などが生まれた。  
1970年、任天堂は初の太陽光発電式光線銃「任天堂ビームガン」を発売した。この製品は家庭用として市販された初めての光線銃であり、シャープとの提携によって製造された。  
1972年には、プログラム可能なドラムマシン「エレコンガ」を発売した。この製品は円盤型パンチカードを使用して事前プログラムされたリズムを再生し、ユーザーが異なるパターンをプログラムすることも可能だった。

## アーケードゲーム、カラーテレビゲーム、ゲーム&ウオッチの時代（1972年-1983年）

### ビデオゲームへの参入
1972年に発売された世界初の市販ゲーム機であるマグナボックス・オデッセイには、光線銃アクセサリー「シューティングギャラリー」が付属していた。これが任天堂のビデオゲームへの初めての関与であった。『International Journal of Computer Game Research』によると、1971年に任天堂は、アメリカの先駆者であるマグナボックスと提携し、オデッセイ（1972年発売）用の光電子銃を開発・製造した。この技術は1970年代の日本玩具市場で任天堂が提供していたものと類似していた。
1973年、任天堂は家族向けのアーケード市場に焦点を移し、「レーザークレー射撃システム」を発表した。このシステムは、任天堂の「光線銃」シリーズ玩具で使用されていた光線銃技術を活用し、廃業したボウリング場に設置された。一定の成功を収めたものの、レーザークレは高額なコストと同年の第一次オイルショックによる経済不況が原因で閉鎖された。しかし、この取り組みにより任天堂は新たな市場を創出した。  
任天堂はビデオゲーム市場にも参入した。最初の一歩として、1974年にマグナボックス・オデッセイの日本国内販売権を取得し、1975年には初のアーケードゲームである『EVRレース』を発売した。

### カラーテレビゲームシリーズ

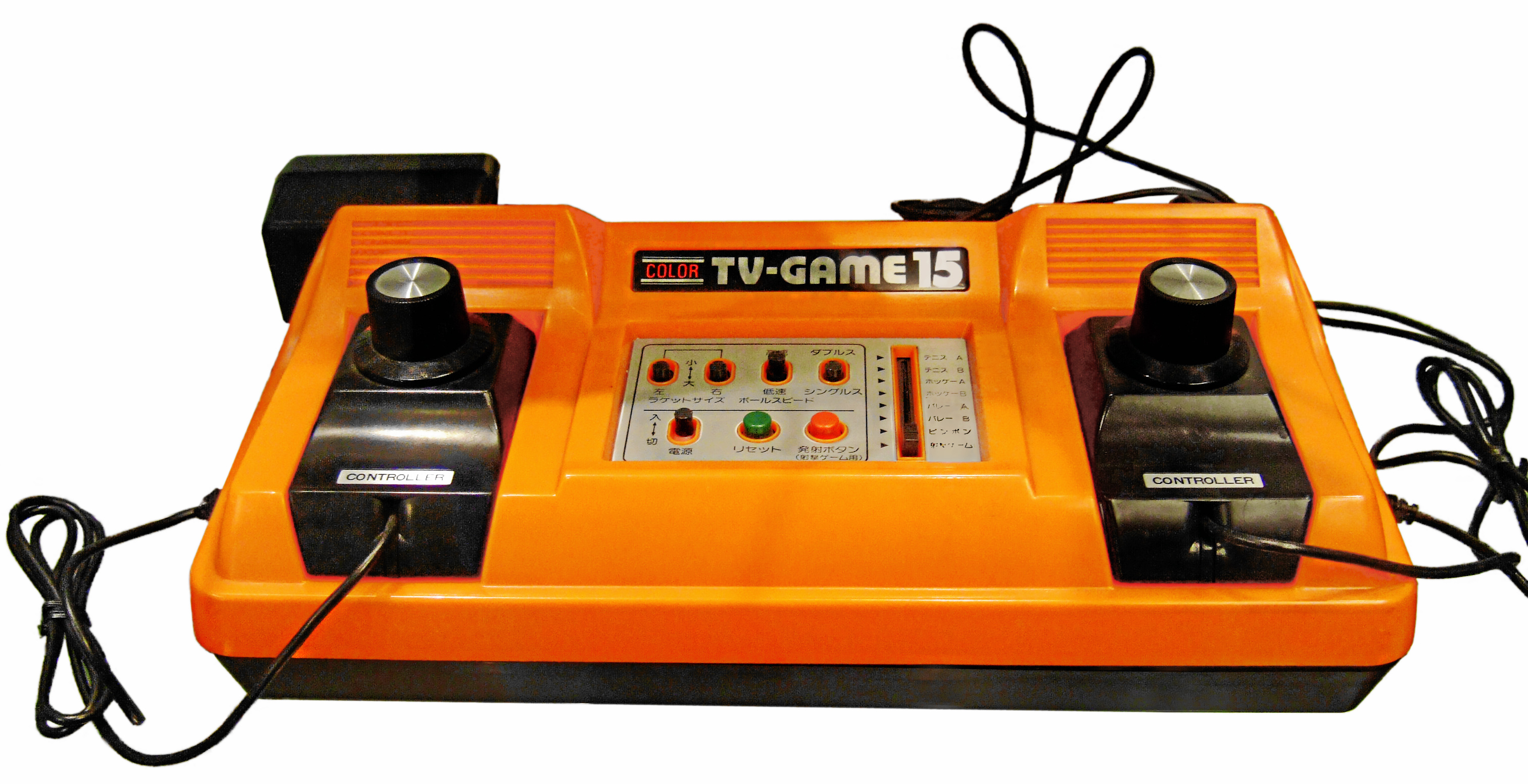
カラーテレビゲーム15

1977年には、三菱電機と共同開発した家庭用ゲーム機「カラーテレビゲーム6」および「カラーテレビゲーム15」を発売した。この機種名の数字は内蔵されたゲーム数を示している。

### 宮本茂とドンキーコング
1980年代初頭には、任天堂のビデオゲーム部門が横井軍平によって率いられ、有名なアーケードゲームが多数制作された。その中でも大ヒット作となった『ドンキーコング』は宮本茂によって設計され、1981年にアーケードで発売された。その後すぐに家庭用版が発売され、コレコによってAtari 2600やインテレビジョン、コレコビジョン向けに移植された。他にも『ドンキーコングJR.』『スカイスキッパー』『マリオブラザーズ』『ドンキーコング3』などが家庭用ゲーム機向けに移植された。  
任天堂は家庭用ゲーム市場に注力するようになり、日本国内では1985年末までにアーケードゲームの製造・販売を終了し、1989年2月28日には日本アミューズメントマシン工業協会（JAMMA）から脱退した。  
ドンキーコングの発売後、ユニバーサル・ピクチャーズが著作権侵害として訴訟を起こしたが、『キングコング』というキャラクターは実際にはパブリックドメインであったため裁判所は任天堂側を支持した。この裁判（ユニバーサル・シティ・スタジオ対任天堂裁判）で勝訴したことを受けて、任天堂は担当弁護士であるジョン・カービィに感謝としてドンキーコングという名前の船（3万ドル相当）と「帆船名として独占的な世界的使用権」を贈り、『カービィ』というキャラクター名も彼にちなんで命名された。 

### ゲーム&ウオッチ

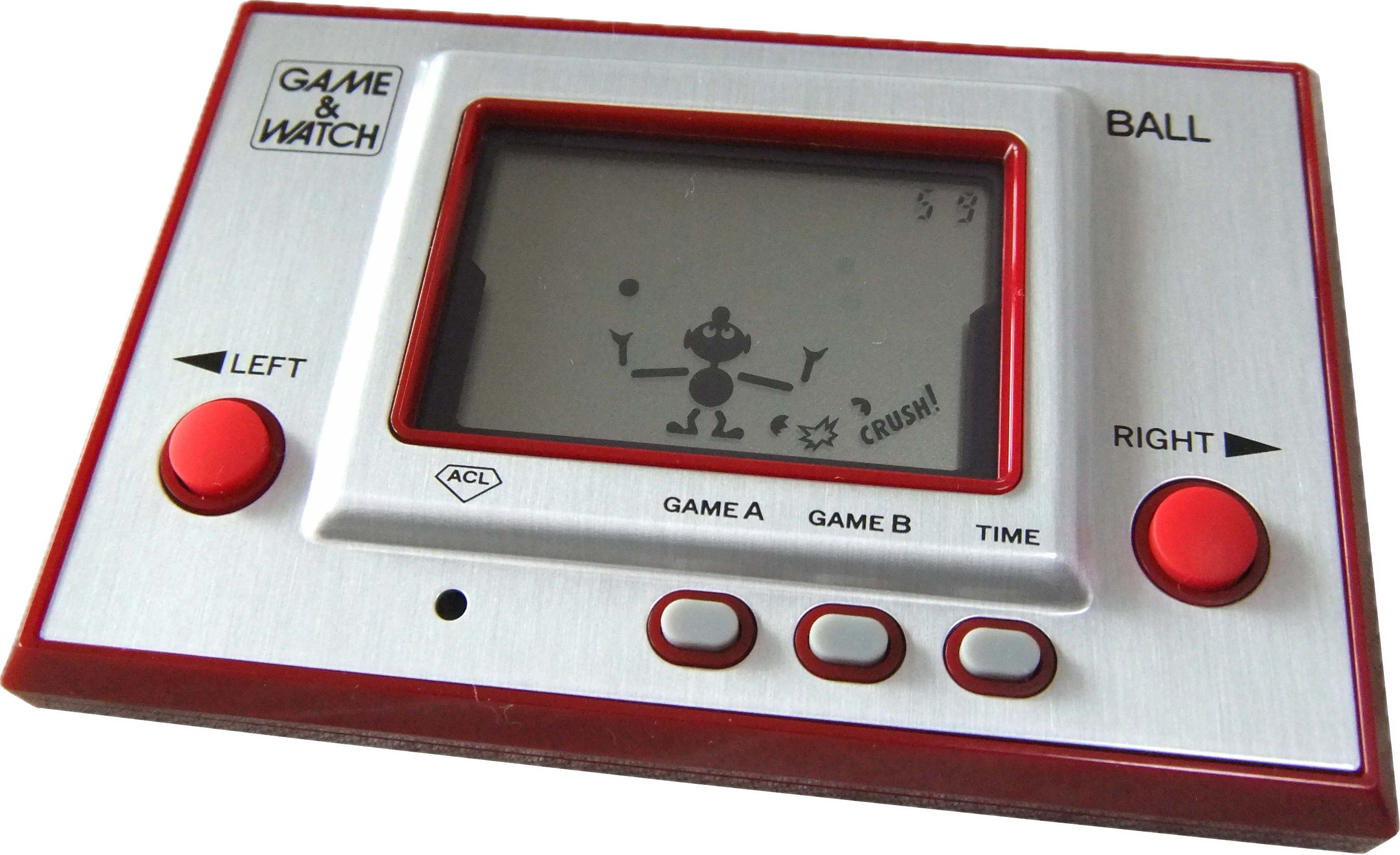
ゲーム&ウオッチシリーズの第一作目である『ボール』（1980年）

アーケードゲームに加え、任天堂は消費者向け携帯型ゲーム市場にも挑戦していた。それが横井軍平によって作られた携帯型ゲーム機「ゲーム&ウオッチ」シリーズである。このシリーズは1980年から1991年まで製造され、それぞれ単一のLCD画面上で遊べる一つのゲームと時計またはアラーム機能を備えている。これは初めて大きな成功を収めた任天堂製品であり、世界中で4,340万台以上が販売された。

## ファミリーコンピュータとNintendo Entertainment Systemの時代（1983年-1989年）

### ファミリーコンピュータ

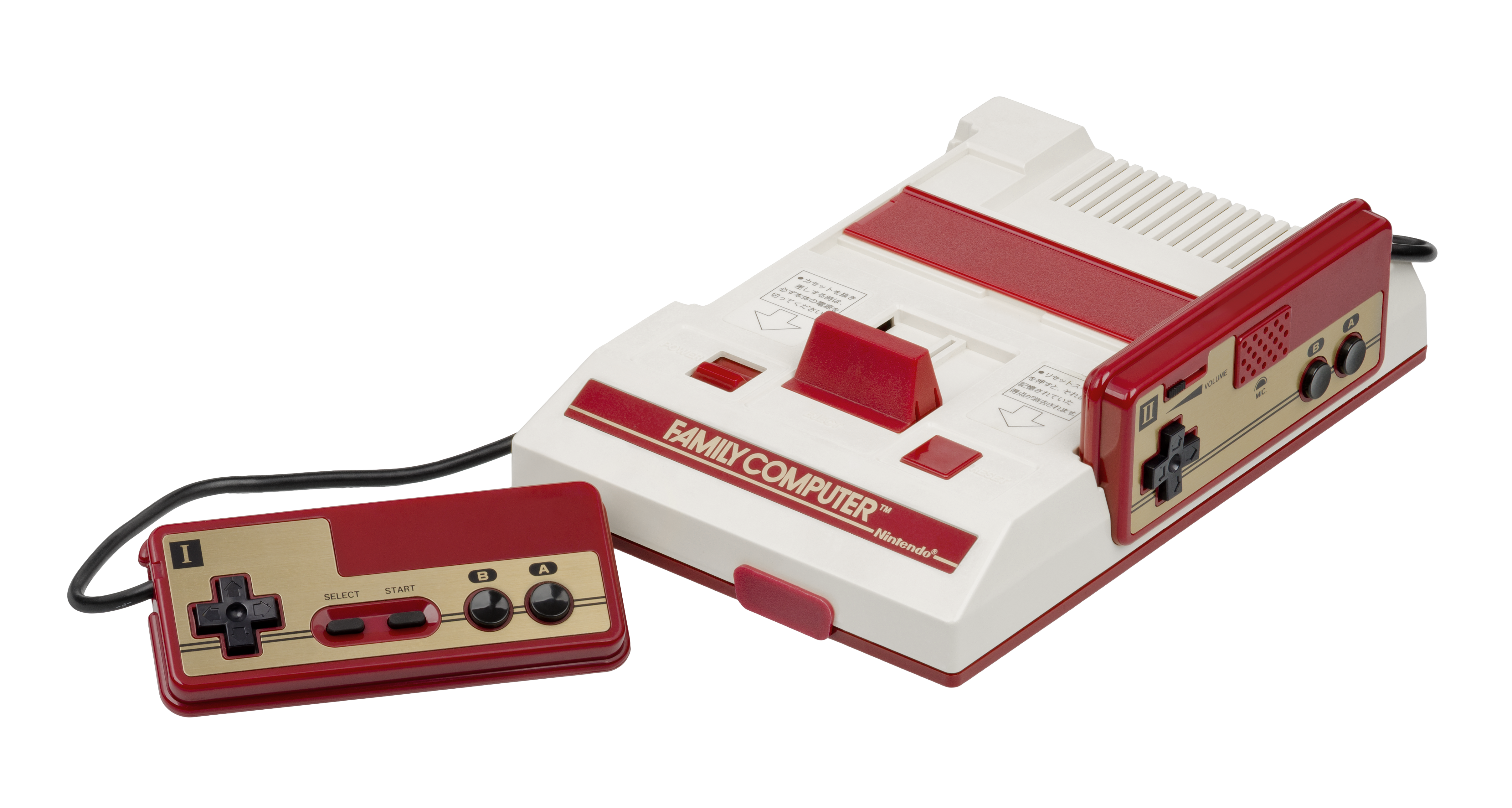
1983年に日本で発売されたファミリーコンピュータ

1982年、任天堂は「Advanced Video System（AVS）」という家庭用コンピュータの試作機を開発した。AVSにはコントローラ、テープドライブ、ジョイスティック、光線銃などの周辺機器も用意されたが、市販されることはなかった。
1983年7月、任天堂は日本でファミリーコンピュータを、同社初のカートリッジ式家庭用ゲーム機として発売した。発売から2か月で50万台を売り上げ、当時1台あたり約14800円で販売された。好調な売れ行きが続いたが、一部のファミコンが特定のゲームでフリーズするとの苦情が寄せられた。その原因は不良チップによるものと判明し、任天堂は店頭在庫すべてを自主回収する決断をした。費用は約50万ドルにのぼったという。

### 1984年の組織再編

1984年から2004年までの任天堂の主要ロゴ（2004年以降はサブロゴとして使用）

1984年から2004年まで、任天堂の社員は4つの研究開発部門（開発部の部門）に分かれていた。特に社内ゲーム開発の中心を担っていたのは、宮本茂が率いる「開発第四部（R&D4）」で、2004年には情報開発本部（EAD）へと改称された。

### Nintendo Entertainment System

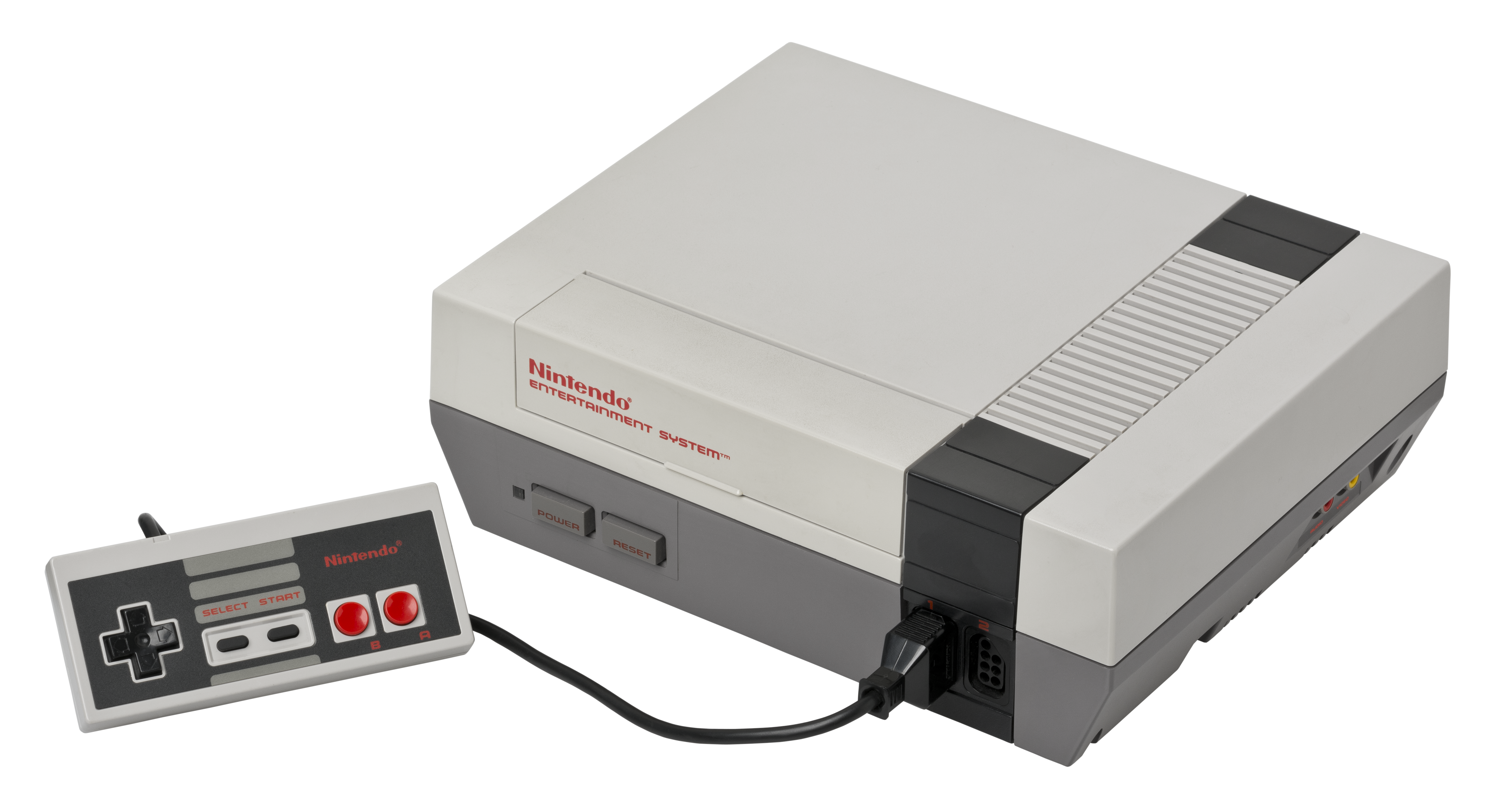
1985年発売のNintendo Entertainment System（NES）本体とコントローラ

1983年、任天堂は当時業界最大手の一つであったアタリと、ファミコンの北米展開に向けて「Nintendo Enhanced Video System（EVS）」の名称で販売契約の交渉を行っていた。しかし、契約目前の1983年のコンシューマー・エレクトロニクス・ショー（CES）で、アタリ幹部がライバルのコレコによるColeco Adam版ドンキーコングのデモを目撃（アタリは事前にこの移植の存在を知らなかった）、これが原因でアタリは交渉から手を引いた。

1978年から1990年までの世界ビデオゲーム業界収益。1983年のアタリショックと1980年代後半の任天堂による復興を示している。

その後、アタリは再び交渉を再開したが、アメリカのゲーム市場は1983年から1985年にかけて大規模な不況に陥っていた。特に北米では、アタリ（Atari 2600）、コレコ（コレコビジョン）、マグナボックス（オデッセイ2）、Mattel Electronics（インテレビジョン）という4大ハードメーカーが大きな打撃を受けた。アタリはその後もゲーム機の開発を続けたが人気は下火となり、1990年代後半に撤退。コレコはゲーム業界自体から撤退、マグナボックスは新型「Odyssey³」の北米発売を中止、マテルはゲーム事業部門を閉鎖した。
このクラッシュには複数の要因があった。1982年のクリスマス商戦向けに、多数のサードパーティー製ゲーム（バグや不具合で遊べないものも多かった）が粗製乱造され、メーカーによる品質管理が行われなかったことで消費者からの信頼が失墜した。さらに、ゲームが遊べるパソコンの価格が下がり家庭用ゲーム機の販売に悪影響を与えたことや、多機種乱立によるプラットフォームの個性喪失、そして赤字で本体を販売しソフトで回収するビジネスモデルが成立しなくなったことも大きかった。

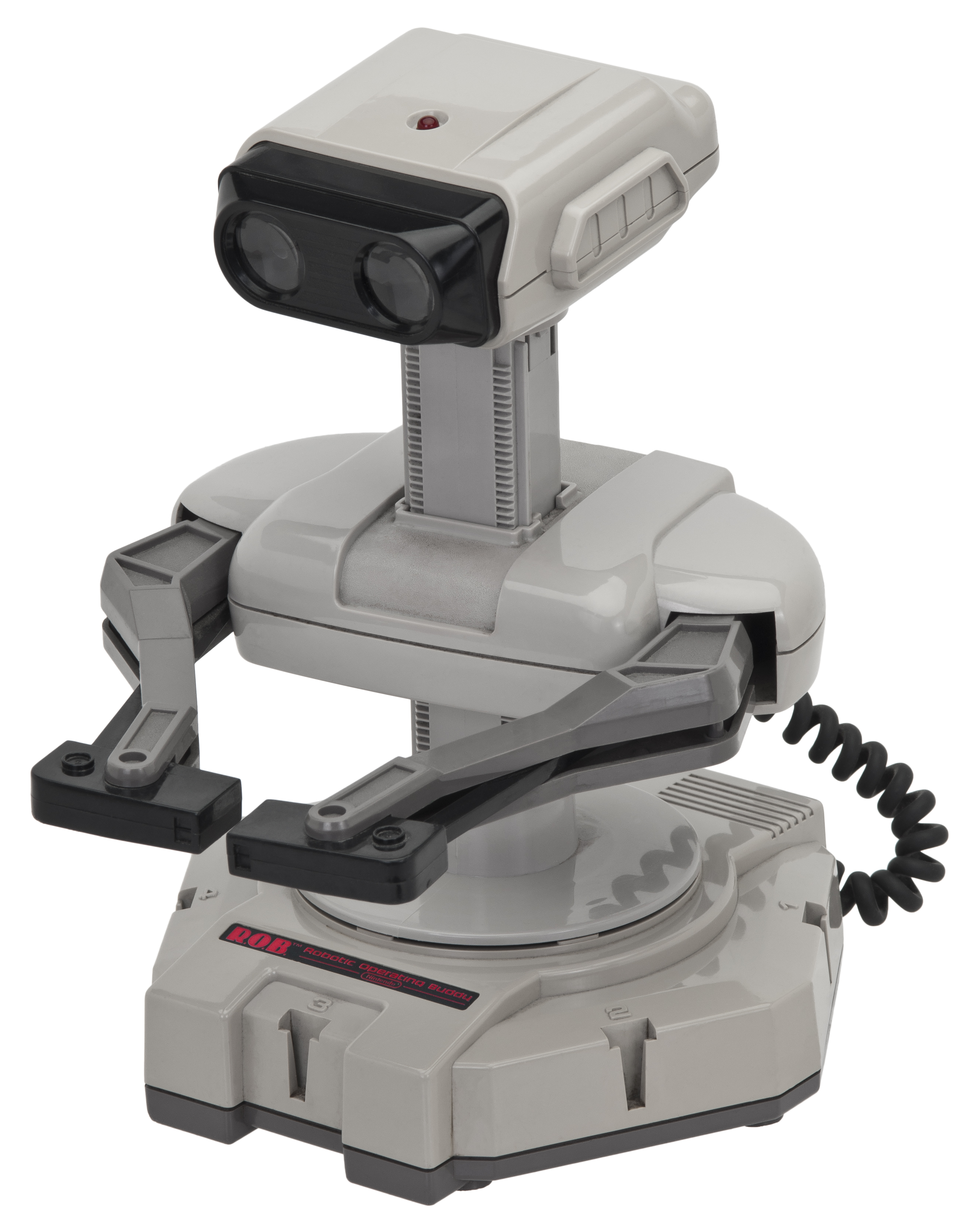
1985年発売のNES用ロボットのファミリーコンピュータ ロボット

任天堂はアタリの協力なしでEVSの北米発売を決断し、「Nintendo Advanced Video System（AVS）」と名前を変えて1985年のコンシューマー・エレクトロニクス・ショーで初披露した。しかし、1983年のゲーム業界クラッシュの影響で来場者の反応は冷ややかだった。そのため、任天堂は北米市場で既存のゲーム機とは全く異なるデザイン・マーケティング戦略を再検討し、ゲーム機本体はAVSから「Nintendo Entertainment System（NES）」へと再改称。「Entertainment System」という表現で従来のゲーム機イメージからの脱却を目指した。
NESのゲームはカートリッジではなくゲームパック、本体はゲーム機ではなく、コントロールデッキとして販売された。外観はビデオデッキやステレオシステムなど当時の家電機器に近いグレーの箱型で「近未来的」スタイルとされ、注目度を集めた。また、ゲーム以外の目玉としてロボット型周辺機器「ファミリーコンピュータ ロボット」も同時展開し、家庭用エンタメ機器として差別化をはかった。
任天堂は1983年の市場崩壊の要因の1つが「質の低いサードパーティー製粗悪ソフトの氾濫」と認識し、NESのカートリッジには特許取得済みの10NESロックアウトチップを内蔵。これは正規開発・ライセンスを受けたゲームだけが起動できる仕組みで、違法コピー品や任天堂非公認のソフトを排除した。後にアタリ傘下のテンゲン(がチップをリバースエンジニアリングして非公認ソフトを発売したが、任天堂は特許侵害で勝訴している。
サードパーティーによるNESのゲーム開発も「競合機種には同じゲームを出さない」「過度な暴力・宗教など物議を醸す表現はNG」「年2本まで」など厳しい規定を設け、任天堂の審査を通過したものだけに「Seal of Quality（品質保証印）」が付与された。このマークは「優れた品質・信頼性・娯楽性の証」として消費者に広くアピールされ、現在もゲームパッケージに用いられている。
任天堂は1985年後半、ニューヨーク市圏でNESのテスト販売を開始。正確な発売日は不明だが、10月ごろとされる。最初に売れた1台は、競合企業の社員が全15本のロンチタイトルとともに購入した記録が残る。1986年2月にはカリフォルニア州ロサンゼルスへ、さらにイリノイ州シカゴ、カリフォルニア州サンフランシスコへと展開。同年末までに全米展開され、北米・カナダで競合を大きく引き離す大成功を収めた。

### スーパーマリオブラザーズ
ファミコン初期の代表作のひとつが『スーパーマリオブラザーズ』であり、宮本茂と手塚卓志がデザインを担当した。当時のマリオを主人公にした別タイトルであり、もともとは任天堂がカートリッジで発売する最後のファミコン用タイトルとして企画されていた。任天堂はこの後はファミリーコンピュータ ディスクシステム（ディスクドライブ型周辺機器）でのゲーム提供へ移行する計画だったためである。
当初、宮本・手塚両名はスーパーマリオブラザーズをシューティングゲームとして開発していたが、最終的には「ジャンプ」を核としたプラットフォーマーへと進化していった。宮本は本作を「それまでのファミコンカートリッジゲームの集大成」と位置づけており、TheGamerのDaniel Alvarezも「おそらく史上最も影響力のあるゲーム」と評している。
『ジャンプバグ』（1981年）、『フリッキー』（1984年）、『パックランド』（1984年）に続き、スーパーマリオブラザーズは初期の横スクロールアクションの代表作のひとつとなった。横スクロール2Dプラットフォーマーとは、プレイヤーキャラクターがステージ内を進むとカメラが水平方向にパンし、マリオが右へ進むにつれて画面もそれに合わせて右にスクロールする仕組みである。
スティーブン・L・ケントは著書『The Ultimate History of Video Games』でこう評している。
マリオはそれまでのドンキーコングやマリオブラザーズの単一画面から解放され、広大で生き生きとした世界へと飛び込んだ。プレイヤーは、終わりのないようなカラフルな田園地帯、洞窟、城、大きなキノコが点在する世界を駆け抜けることになった。景色はとても広く、1画面に収まりきらなかった。
本作では、ジャンプによって敵を踏みつけて倒したり、ブロックを壊したり、コインを集めたりする新たな遊びを実現。さらに、スーパーキノコなどのパワーアップアイテムによってマリオの能力が強化されるなど、当時としては革新的なゲームプレイが多数盛り込まれている。
音楽を担当した近藤浩治は、ファミコン用プログラムにBASIC言語で作曲したデータを書き出す手法を駆使し、何度ループしても飽きない・印象に残るゲーム音楽を目指して制作した。
『Digital Spy』のMark Langshawによれば、「1985年当時のゲーマーは、これほどまでに完成度の高いプラットフォーマーを見たことがなかった」という。スーパーマリオブラザーズは最終的に4000万本以上を売り上げる大ヒットとなり、その後も様々なハードに移植した。その最初はPC-8801やシャープX1向けの『スーパーマリオブラザーズ スペシャル』（1986年）だった。ファミコン版の大成功を受けて、任天堂はディスクシステム登場後もカートリッジでソフト開発を続ける方針に転換した。
1986年以降、アメリカではNES本体とのバンドルとして販売が始まり、スーパーマリオブラザーズは北米のビデオゲーム市場復活の原動力となり、「1983年のクラッシュで終わったかに見えた北米市場を救った」タイトルとしばしば評されている。
『スーパーマリオブラザーズ2』は1986年にファミコン向けに発売されたが、任天堂は「前作に比べて難しすぎる」「奇抜すぎる」「西洋のプレイヤーには日本的すぎる」と判断し、NES版としては発売しなかった。
1988年、西洋市場向けには別タイトル『夢工場ドキドキパニック』をベースに、キャラクターやグラフィックをマリオの仕様に変更したNES版スーパーマリオブラザーズ2がリリースされた。このバージョンは大ヒットし、1,000万本を販売。逆輸入という形で『スーパーマリオUSA』として日本にも移植された。
『スーパーマリオブラザーズ3』（1988年）はファミコン・NES両方で発売され、多数の新ゲームシステムを導入したことで「史上最高のゲーム」との評価も多い。販売本数は1,800万本以上に及んだ。
スーパーマリオブラザーズ3がもたらした新たなゲーム性や数々の発明は、以降のマリオシリーズのみならず多くのゲームタイトルにまで大きな影響を与えている。

### ゼルダの伝説
『ゼルダの伝説』は1986年2月にファミコン向けに発売された。宮本茂がストーリーライターの手塚卓志と共にデザインを担当。ゲームの根幹となる「ハイラル」というハイファンタジー世界の探索体験は、宮本が子供時代に京都の田舎で味わった自然の中の発見や迷い込む感覚に着想を得ている。『Den of Geek』のRyan Lambieは「子供のころに森や洞窟を探検して感じた驚きと興奮、迷路で迷う不安や発見の喜びをビデオゲームで再現したかった」と解説している。
ゼルダの伝説は初期のオープンワールドゲームであり、プレイヤーは多方向に自由に移動でき、攻略順序も自ら選べる非線形構造だった。主人公リンクを操作し、ハイラル王国を冒険して魔法のトライフォースの破片を集め、悪役ガノンから姫ゼルダを救うのが目的である。従来はパソコン向けが主流だったRPG的要素モンスター、ダンジョン、クエスト、会話が家庭用ゲーム機で実現されている、とLambieは指摘している。音楽は近藤浩治が作曲した。

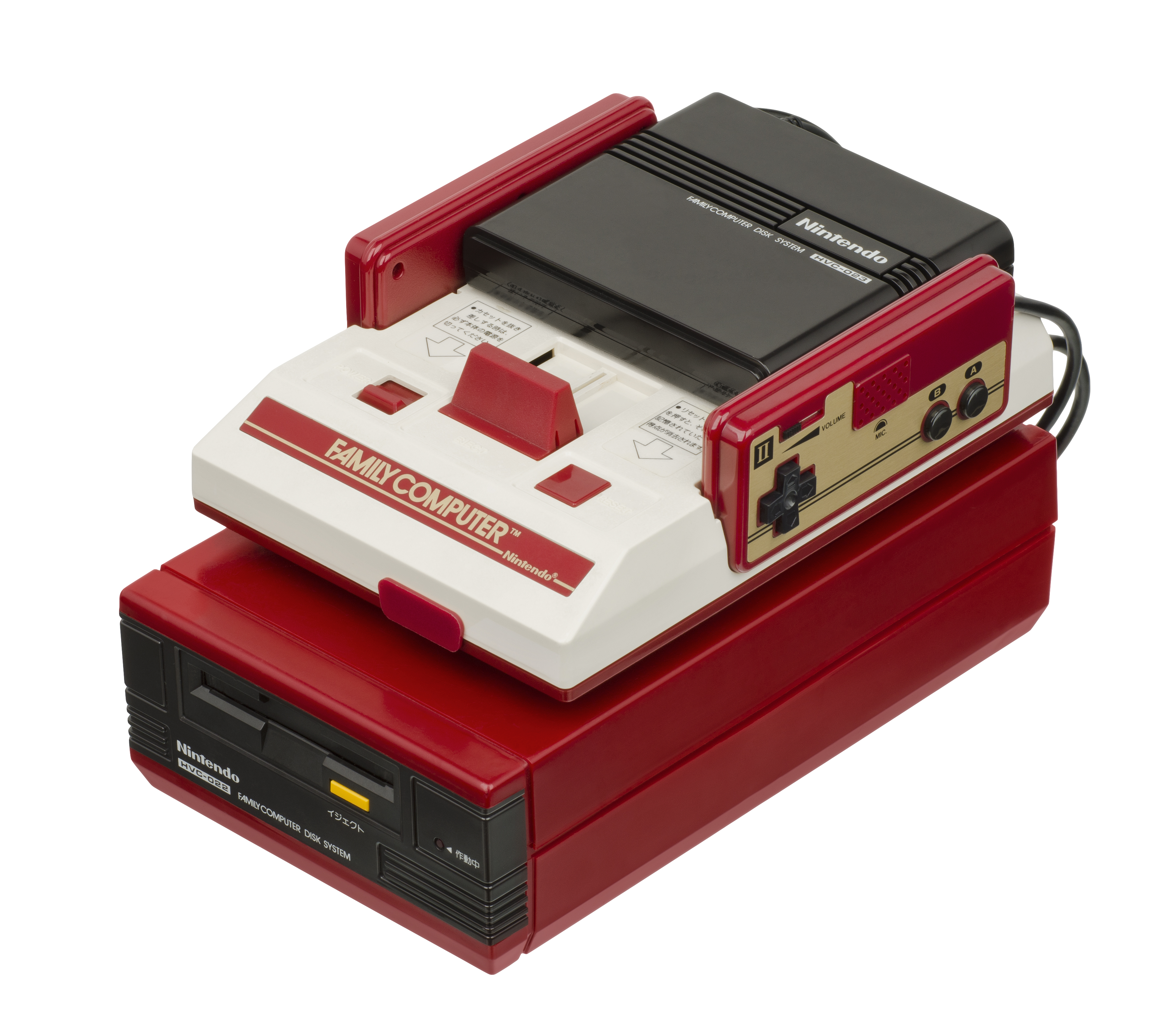
1986年発売のファミリーコンピュータ ディスクシステム（上）。下はファミコン本体

本作はファミコンカートリッジの容量の限界を超える野心的な内容だったため、まずは大容量（112KB）のファミリーコンピュータ ディスクシステムで発売された。後に北米NES版ではバッテリーバックアップを搭載したROMカートリッジとして1987年に発売した。
ゼルダの伝説は、ゲームとしては初めてセーブ機能を導入し、長時間にわたるプレイや複雑なストーリー展開を可能とした。これはディスクシステムのバックアップメモリや、NESカートリッジのバッテリーバックアップ技術、さらにFamicom/NESのメモリマップコントローラ（MMC）によるグラフィック技術の向上によるものである。こうした保存機能は以降のゲームのストーリーやシステムの複雑化の礎となった。
Lambieは、家庭用ゲーム機上でRPG的体験を実現したことで『ドラゴンクエスト』（1986年）や『ファイナルファンタジー』（1987年）といった国産RPGブームのきっかけにもなり、またオープンワールド・非線形構造は『グランド・セフト・オートV』（2013年）など後のサンドボックスゲームにも多大な影響を与えたと評している。

### メトロイド
1986年8月、任天堂はファミコン向けに2Dアクションアドベンチャーゲーム『メトロイド』を発売した。本作はジャンルに独自のレベルデザインを導入したことで知られる。主人公サムス・アランが、巨大なマップのX軸・Y軸の両方向を自由に探索できる構造で、従来のアクションアドベンチャーが一方向的な進行だったのに対し、迷路のような閉塞感ある世界を隅々まで探し回る感覚が醍醐味となった。プレイを進めるごとに新たなアイテムや能力を得て通路やゲートが開き、探索範囲がどんどん広がる仕組みは、後のゲームデザインにも大きな影響を与えている。
1987年には、コナミによるファミコンソフト『ドラキュラII 呪いの封印』が、このメトロイドのようなマップ探索型のレベルデザインを採用。任天堂とコナミの作品が協調して、後に「メトロイドヴァニア」と呼ばれるサブジャンルの礎となった。
また、メトロイドは、サムス・アランがアクションゲームで初期の女性主人公の一人として登場した点でも特筆される。当時はマニュアルや公式攻略本でも「彼」と呼ばれており、多くのプレイヤーがサムスを男性と誤解したままゲームを進めたが、真エンディングのカットシーンで正体が女性であることが明らかになる。この衝撃的な事実によって、「女性がゲームの中でこれだけの活躍・偉業を成し遂げられる」という認識が広まり、サムスはフェミニストアイコンとして度々言及されている。

### Nintendo Power

Nintendo Powerの2005年から2012年までのロゴ

1988年、北米の任天堂現地法人Nintendo of Americaは、同社ハード向けゲームのニュースや攻略情報を掲載する隔月誌『Nintendo Power』を創刊した。この雑誌は「主に今後発売される任天堂製品のプロモーションを目的」としており、記事の文体も「任天堂のマーケティングチームが作成した販促資料を若干手直ししたような内容」と『ザ・ニューヨーカー』のReeves Wiedemanは記しているが、編集部には一定の独立性もあった。
Nintendo Powerは当時、任天堂ファンが新作情報を入手できる最良の手段の一つとしてすぐに熱心な購読者を獲得。誌面ではゲームをテーマにしたポスター、詳細な攻略記事、批評家によるレビュー（概して肯定的）、さらには読者投稿による高得点ランキングなども掲載されていた。
2007年には、出版と流通がFuture plcに移管され、2012年に最終号を迎えて刊行終了となった。これは、ゲームニュースがインターネットやモバイルで簡単に手に入るようになった時代の変化によるものと見られている。

## ゲームボーイ、スーパーファミコン、バーチャルボーイの時代（1989年-1996年）

### ゲームボーイ

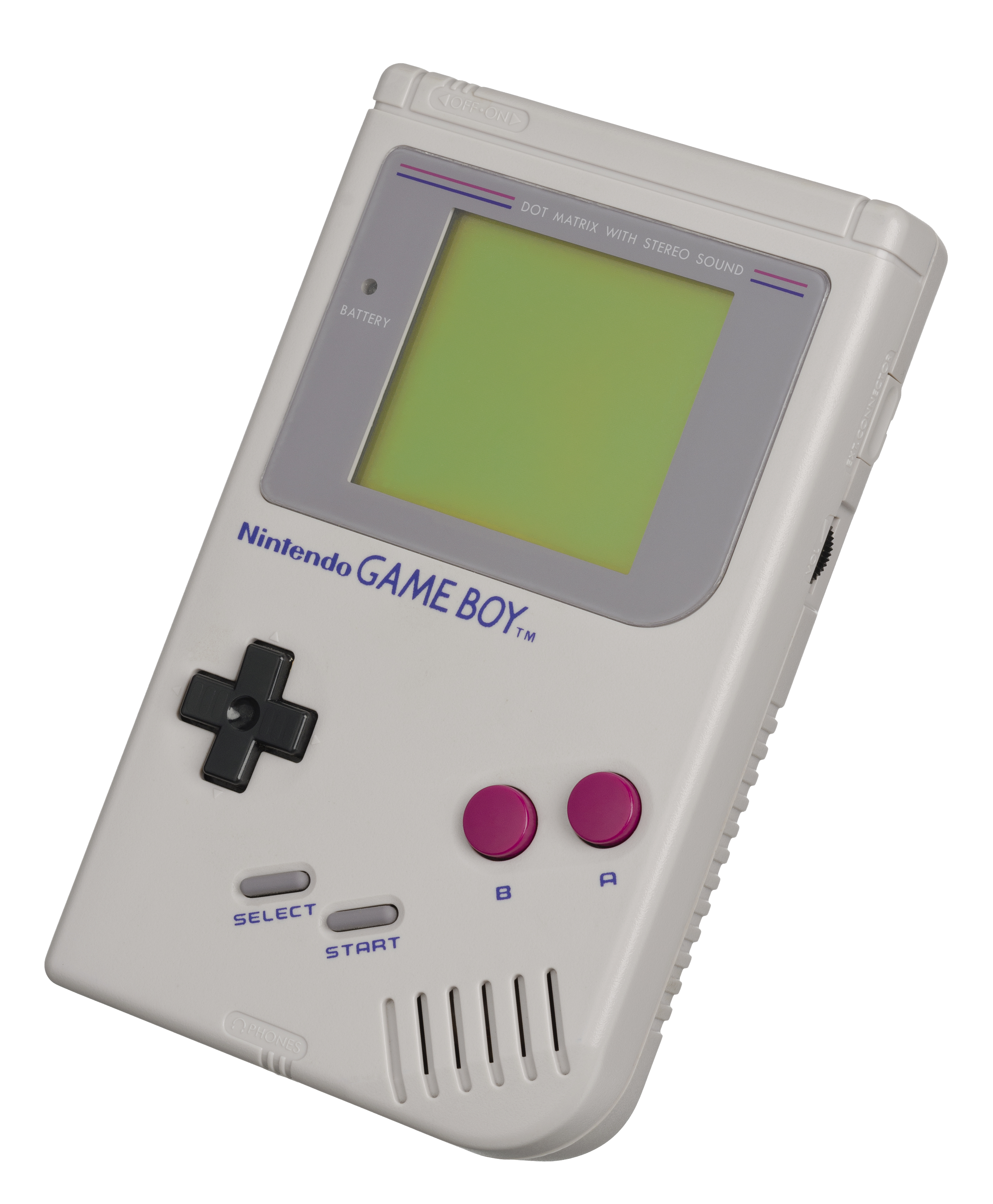
1989年発売のゲームボーイ

1989年4月、任天堂は横井軍平が手がけたゲームボーイを発売し、同梱ソフトとして名作『テトリス』が提供された。手ごろな価格、テトリスの魅力、そして（先行したミルトン・ブラッドリーのMicrovisionと異なり）耐久性の高さによって、ゲームボーイシリーズは最終的に世界で1億1800万台を販売する大ヒットとなった。
また同年、『スーパーマリオランド』も本体と同時発売され、全世界で1400万本を販売した。さらに1989年には、ファミコンの後継機スーパーファミコンの開発が公式発表された。

### スーパーファミコン
スーパーファミコンは1990年11月に日本で発売された。発売は非常に好調で、日本全国で3日以内に完売し、1991年6月までに160万台が販売された。
1991年8月には、「Super Nintendo Entertainment System（SNES）」の名前でアメリカでも発売され、続く1992年にはヨーロッパでも展開された。
スーパーファミコンはファミリーコンピュータと同様、当時としては非常に高い技術仕様を持っていた。スーパーファミコンのコントローラもファミコンより改良され、丸みを帯びたフォルムや4つの新しいボタンが加わり、現代の多くのコントローラの標準となった。このように、日本ではスーパーファミコンが簡単に市場の主導権を握った。
1991年には、連邦取引委員会およびニューヨーク・メリーランド両州の司法長官による価格固定疑惑について、任天堂が和解に応じた。任天堂は、システムの価格を値下げする小売店への出荷を打ち切ると脅したとされており、和解にかかった費用は約3,000万ドル未満だった。
1992年7月には、Nintendo of Americaがアーケード機器の製造から撤退することを発表した。

### 映画・テレビ展開
1980年代から1990年代にかけて、任天堂は自社のIPをアメリカのDICエンターテインメント制作による5本のテレビ番組にライセンス供与した。そのうち4作品はNBCのサタデーモーニング・カートゥーン枠で放送された。具体的には『Captain N: The Game Master』（1989年から1991年）、『The Super Mario Bros. Super Show!』（1989年、アニメと実写のハイブリッド作品。ゼルダの伝説の短編アニメも含む）、『King Koopa's Kool Kartoons』（1989年。『ベティ・ブープ』などの古いアニメーションを紹介するブロック番組で、実写のクッパがバンパーとして登場した。ロサンゼルスのFOX系列のKTTVで放送した）、『The Adventures of Super Mario Bros. 3』（1990年）、そして『Super Mario World』（1991年）。このうちSuper Mario Worldは、1990年にアメリカで制定された児童向けテレビ番組規制法の影響を最初に受けた作品であり、道徳的な教訓を盛り込むことが義務付けられた。この法律により、NBCは土曜朝のカートゥーン放送を取りやめることとなった。
1993年には、ゲームを原作とした世界初の映画『スーパーマリオ 魔界帝国の女神』が劇場公開された。マリオ役をボブ・ホスキンス、ルイージ役をジョン・レグイザモが演じた実写映画であったが、商業的にも批評的にも失敗し、この反省から任天堂は長きにわたり映画化に慎重な姿勢を取るようになった。

### セガとのゲーム機戦争
1990年代初頭、任天堂は世界のテレビゲーム市場の80%を占めていた。他の競合3社で残り20%を分け合っていたが、その中で「もっとも有望」だったのが、セガという新興企業であったと、フランク・シファルディは『Kotaku』で述べている。セガは日本企業であり、1988年に新型据え置き型ゲーム機のメガドライブを日本で発売した。1989年にはアメリカで「Genesis（ジェネシス）」として発売した。当初、日本ではメガドライブは「控えめに名を知られつつあった」が、北米ではメガドライブは「任天堂の8ビット帝国にはほとんど影響を与えられなかった」ただし、メディアの注目は集めていた。
セガは「表面的にはあまり失うものはなかった」。1990年、マーケティング担当としてマテル出身のトム・カリンスキーをSEGA of Americaのマーケティングチーム責任者として起用した。カリンスキーとマーケティングチームは異例で過激なキャンペーンを展開し、セガを有力な競争相手とすることに成功した。シファルディが「攻撃的な中傷キャンペーン」と呼ぶ、任天堂を標的としたキャンペーンに数百万ドルを投じた。チームは、任天堂の主なターゲット層である子供には注力せず、ティーンエイジャーにクールな印象を与えることに力を注いだ。

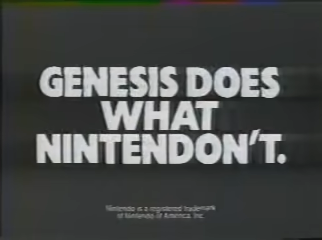
セガのテレビ広告で使用された「Genesis does what Nintendon't」のキャッチフレーズ。数多くのキャッチコピーとフレーズが、任天堂製品への攻撃に使われた

キース・スチュワートは『The Guardian』で、SEGA of Americaが「産業界の生意気な悪ガキ」のポジションを作り、「任天堂とその古風で家族向けゲーム機を貶めることを目的としたテレビ・印刷広告キャンペーン」を展開したと述べている。彼らのテレビCMは、「攻撃的でロック音楽を使い、ジャンプカット満載で、ティーンエイジャー向けに直球で仕掛けた」スタイルであり、「Genesis does what Nintendon't」といったキャッチコピーで任天堂を直接狙った。セガは全米のショッピングモールを巡り、任天堂と比較した自社ゲームのデモを行った。メガドライブの方がスーパーファミコンより高性能だと宣伝した「ブラストプロセッシング」というハードウェア機能を強調した。セガはこのフレーズを徹底的にマーケティングに使い、任天堂はこれに反論するためゲーム雑誌に見開き広告を出した。実際には、ブラストプロセッシングはメガドライブ独自の本物の機能だったが、セガが主張するほどスーパーファミコンに技術的な絶対的優位性をもたらすものではなかった。
セガはアメリカのゲーム会社のアコレード、エレクトロニック・アーツ（EA）、スペクトラム・ホロバイトなどにメガドライブ独占タイトルの開発を働きかけた。Nintendo of Americaを上回る金額でNFLの選手であるジョー・モンタナの利用権を獲得し、EAの『ジョー・モンタナ・フットボール』（1990年）として発売した。開発会社がメガドライブに流れたことで、任天堂はファミコン時代から続いた厳格なライセンス基準、たとえば1タイトルを任天堂機と他社機両方で発売できない規則などを緩和することを余儀なくされた。
カリンスキーはまた、メガドライブのアメリカでの小売価格を引き下げ、「最も有望な新作ゲーム」として『ソニック・ザ・ヘッジホッグ』（1991年）を無料で同梱する施策を行った。これにより、1台売るごとにセガは大きな赤字を出したが、「できるだけ多くの家庭にメガドライブを届け、ソフト売上で損失を取り戻す」戦略をとった。ソニック・ザ・ヘッジホッグはプラットフォーマーで、1991年にメガドライブ独占で登場した。青いハリネズミのソニックは超高速で走ることができるキャラクターで、ブリタニカ百科事典は「任天堂のマスコットであるマリオよりも現代的に見えるようデザインされた」と記している。初登場作が大成功した後、ソニックはセガのマスコットとなり、「任天堂との長きにわたるビデオゲームの覇権争い」が始まった。
最終的に、メガドライブはアメリカでもっとも人気のあるゲーム機になり、 任天堂の市場シェアは約35%にまで低下した。しかし数年後には、スーパーファミコンが北米でメガドライブを再逆転する。これは一部、スーパーファミコン独占のゲームラインナップによるものであった。スーパーファミコンの全世界累計販売台数は最終的に4,910万台となり、メガドライブは約4,000万台と推定されている。1993年5月時点で、任天堂は世界の有数企業トップ10入りしたと報じられている。

### アメリカ上院のビデオゲーム公聴会（1993年-1994年）
1990年代、ゲームが暴力描写や性的な主題を一般的に描写するようになったことで、アーケードゲーム『Mortal Kombat』（1992年）やPCゲーム『DOOM』（1993年）のような作品が現れたため、アメリカの議員は、当時最大の消費者層であった子供たちへの業界の影響を懸念するようになった。ビデオゲームはすでにアメリカで「若い心を荒廃させるもの」としての評判を得ていたため、山内溥は1990年、任天堂に300万ドルをマサチューセッツ工科大学に寄付させ、「考えるゲームの創造」を助けることとなったと『AP通信』は書いている。その後まもなく、Mortal Kombatの登場を受けて、アメリカ議会の一部の議員はこのようなゲームを検閲すべきだ、あるいは上院議員のジョー・リーバーマンの言葉を借りれば「憲法で禁止すべきだ」と主張し始めた。それが1993年から1994年アメリカ上院におけるビデオゲーム公聴会につながった。任天堂とセガはこの問題に対して立場が異なった。メガドライブ版と異なり、Mortal KombatとDOOMのスーパーファミコン版では、任天堂のファミコン時代の要件により血の表現を削除された。議会の主な問題となったのは『Night Trap』（1992年）であり、これは10代の少女に対する性的動機の暴力を描写していた。このゲームはメガCDでプレイ可能だった。それに対し、Nintendo of Americaの会長のハワード・リンカーンは上院で「Night Trapは任天堂のシステムには決して登場しない」、「それは女性への暴力を助長しており、そのようなものは我々の社会に居場所がない」と証言した

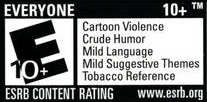
任天堂、セガ、その他は、ゲーム内容の検閲をアメリカ議会から防ぐことに成功した。パッケージにこのようなESRBレーティングを表示したことによる

ゲーム内容が政府による監督から自由になることを望み、任天堂とセガは、北米のゲームパッケージへの年齢および内容レーティングを作成・表示するESRBという民間組織の設立に参加した。この団体は、ゲームパブリッシャーがESRBと協力することのみを議会に求め、議会が検閲的な法律を制定するのを防ぐためにロビー活動した。『Mortal Kombat』のようなゲームには「M」や「Mature」のレーティングがパッケージに表示され、それが18歳以上のみに販売されるべきだということを小売業者に知らせた。任天堂は、規制を一部緩和し、『Mortal Kombat II』（1993年）の1994年のスーパーファミコン版で血の表現を許可するようになった。Night Trapは2018年にNintendo Switch向けに発売された。

### ソニーとフィリップスとの協業

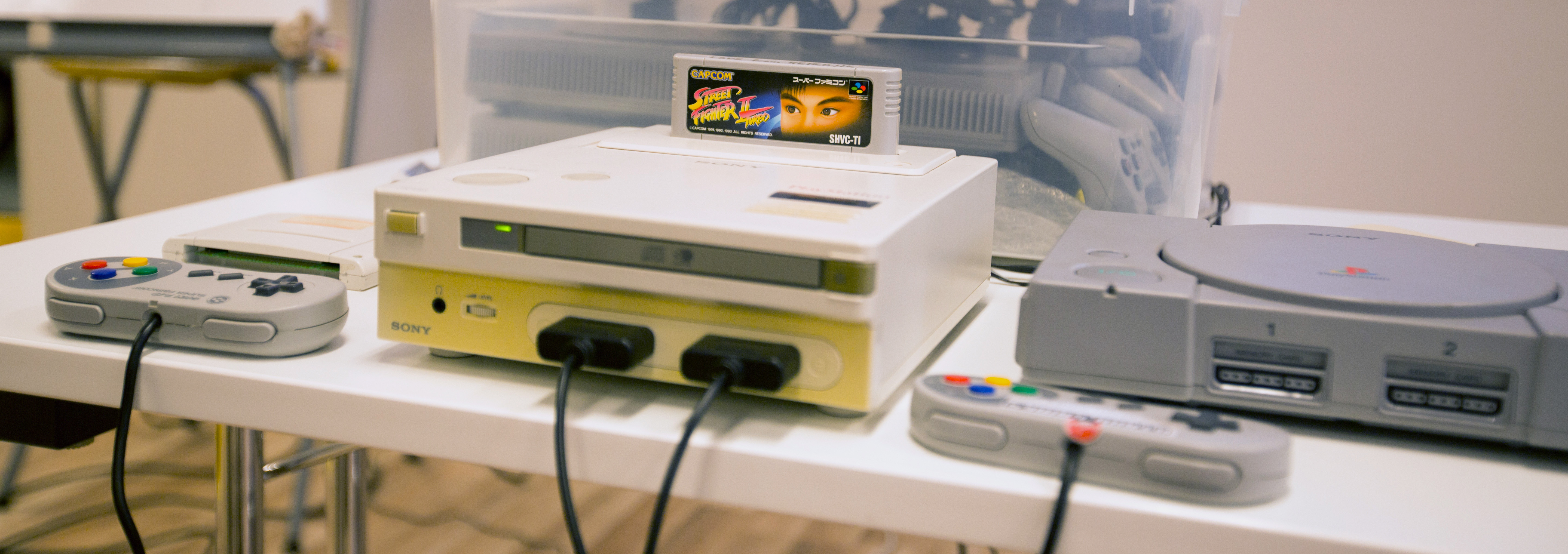
任天堂とソニーが共同開発した未発売の「Nintendo PlayStation」プロトタイプ（中央）。右は最終的に発売されたPlayStation。

1988年以前、任天堂がスーパーファミコンを開発していた際、日本のテクノロジー企業のソニーと提携し、エンジニアの久夛良木健率いるソニーチームがSPC700音源チップを開発した。1988年には協力を強化し、より大容量で高品質なグラフィックやサウンドのゲームが動作するCD-ROMディスクドライブ周辺機器の共同開発に着手。1990年に両社による共同開発が発表され、1991年にはこの機器の名称が「Nintendo PlayStation」と公表された。試作機は約200台ほどしか製造されなかった。
しかし、開発終盤、任天堂はソニーとのライセンス契約内容を見直し、CDベースゲームの収益分配がソニーに有利だと判断。再交渉を試みるも合意に至らず、1991年のコンシューマー・エレクトロニクス・ショーでソニーが提携を公表した翌日、任天堂が電撃的にフィリップスとの提携を発表し、ソニーを驚かせた。
その後、Philips Interactive Mediaは任天堂IPを用いた4本のゲームを独自のマルチメディア機器のCD-i向けに開発。『Link: The Faces of Evil』（1993年）、『Zelda: The Wand of Gamelon』（1993年）、『ホテルマリオ』（1994年）、『Zelda's Adventure』（1995年）はいずれも批評家から酷評された。
久夛良木健率いるソニーは、その後、Nintendo PlayStationの開発を継続し、単独のPlayStationとして1994年に発売した。任天堂の厳しいライセンス管理に不満を持つサードパーティー開発者が集まり、フル3Dグラフィックスが可能な新時代のゲーム機となった。2014年には本機の技術資料がネット上に流出し、2009年にはペンシルバニア州で実機の動作するプロトタイプが発見され、2015年にオーナーが詳細を公開した。
1995年、セガが32ビットのセガサターンを発売、ソニーも32ビットのPlayStationを発表し、熾烈な市場争いが始まることとなる。

### 会社の拡大

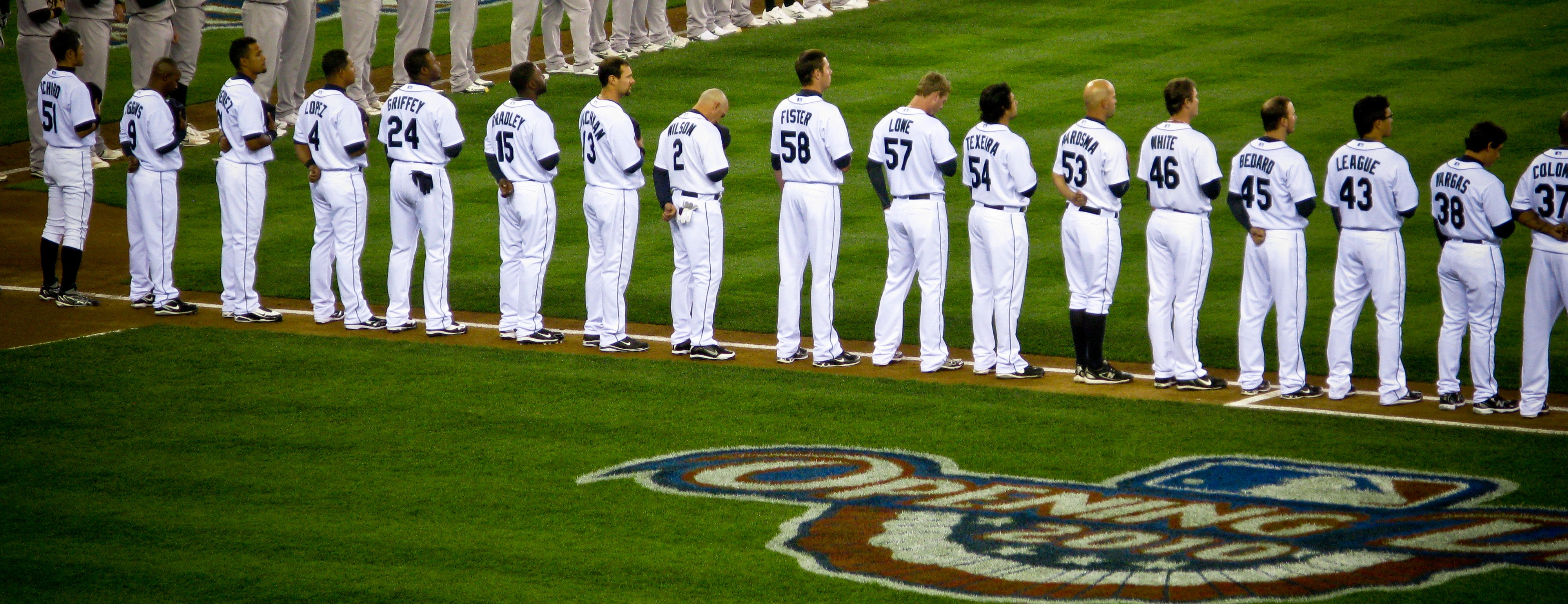
任天堂は1992年にアメリカの野球チームであるシアトル・マリナーズを買収した

1992年6月、山内溥の主導により、任天堂はアメリカのワシントン州シアトルを本拠地とするメジャーリーグベースボールチーム「シアトル・マリナーズ」の筆頭株主となった。マリナーズは1991年12月に大量の負債で身売りを発表しており、球団存続が危ぶまれていた。当時、外国企業がアメリカのスポーツチームを買収することや、山内が実際の球団経営をアメリカ人マネージャーに委ねる判断は極めて珍しかった。山内は「この決断はビジネスではなく、コミュニティサービスの一環」と語り、日本の戦後経済発展と任天堂自身のアメリカ事業の成功に対しアメリカ社会への恩返しであると述べている。その後、任天堂は2016年8月にマリナーズの経営権を売却し、10%の株式のみを保持している。
また、ハル研究所は、1984年のファミコン用ゲーム『ピンボール』の技術協力をきっかけに、任天堂と強固なパートナー関係を築いていた。1993年、経営危機に瀕したハルを任天堂が買収し、セカンドパーティとして傘下に迎える。条件として、プログラマー出身の岩田聡が社長に就任した。岩田はそれまでにファミコンの『バルーンファイト』や『アドベンチャーズ オブ ロロ』などを手がけていた人物で、その後も『MOTHER2』（1994年）、『ポケモンスタジアム』（1999年）、『ポケットモンスター 金・銀』（1999年）、『大乱闘スマッシュブラザーズ』（1999年）などの開発・発売に大きな役割を果たした。
さらに、1985年のファミコン以来オーストラリアでマテルが販売を担当していたが、1994年に現地任天堂法人を設立。初代マネージングディレクターにはマテル・オーストラリアからグラハム・ケリーと、Nintendo UKから田中進が就任した。
1995年には、イギリスのゲーム開発会社レアの一部株式も取得している。

### プロジェクト・リアリティ
1993年、任天堂は「Project Reality（プロジェクト・リアリティ）」というコードネームで、完全な3Dコンピュータグラフィックス環境やキャラクターの描画が可能な新型の64ビットゲーム機の開発計画を発表した。1994年には、アメリカ市場で「Project Reality」を「Ultra 64」に改名する予定であることも明らかにされる。
「Ultra 64」という名称は、アーケードゲーム『Killer Instinct』や『Cruis'n USA』の筐体にて初披露された。『Killer Instinct』は後にスーパーファミコンでもリリースされている。しかし間もなく、任天堂は「Ultra」ブランドの使用権がコナミにあることに気付く。コナミは「Ultra Football」や「Ultra Tennis」といった名称のゲームを同新ハード向けに展開できる独占権を持っていたためである。
このため、1995年に最終的な製品名を「NINTENDO 64」に変更し、1996年発売予定であることが発表された。システム本体やいくつかのタイトルの中でも『スーパーマリオ64』などはマスメディアや一般公開イベントで事前に披露された。

### バーチャルボーイ

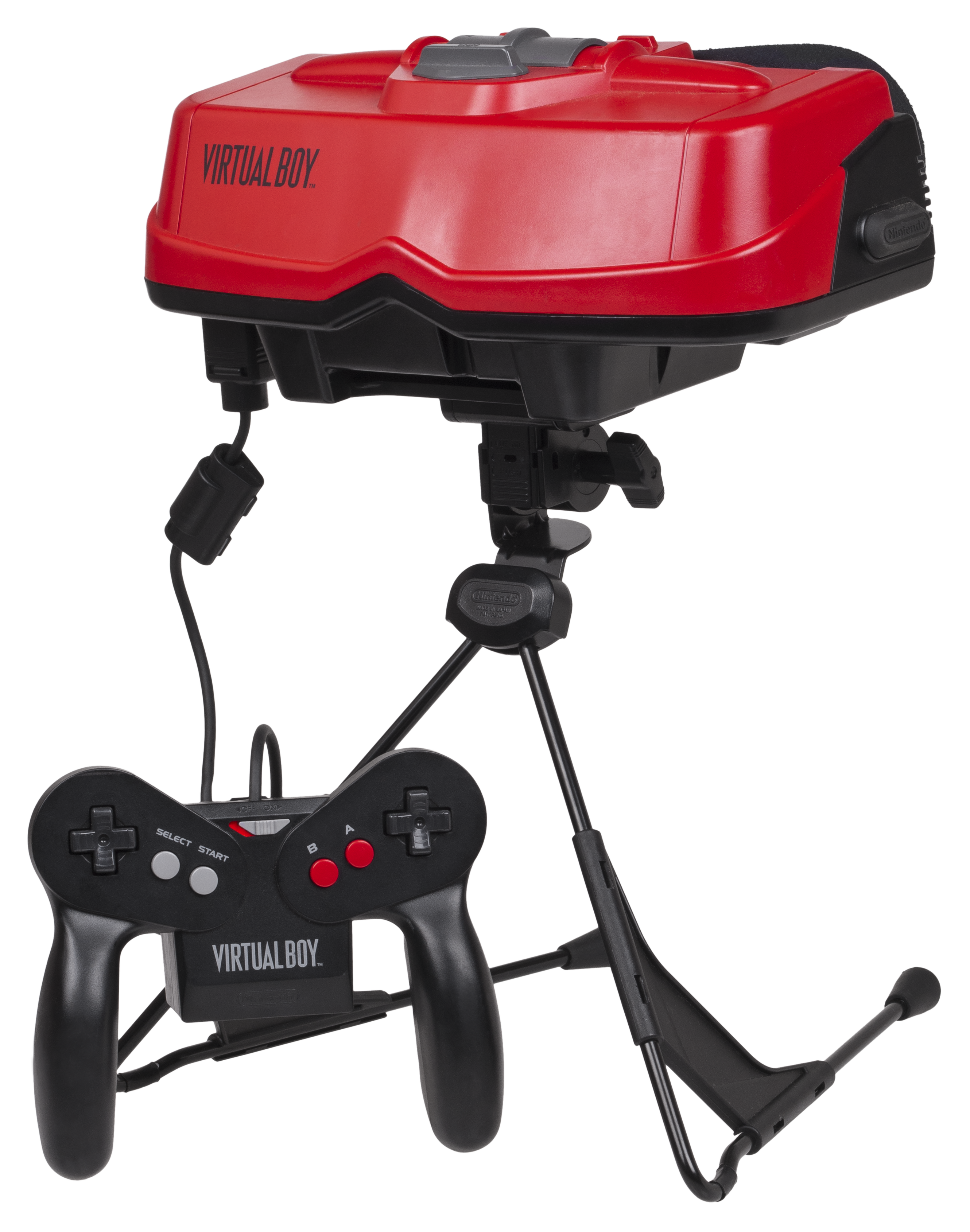
1995年発売のバーチャルボーイ本体とコントローラ。赤いデバイスがヘッドセット型の本体部分で、立体視3D表示が可能

1995年7月、任天堂はバーチャルボーイを日本で発売した。本機は横井軍平によって設計されたバーチャルリアリティの卓上型ゲーム機であり、ヘッドセット状の本体内側にモニターが内蔵され、据え置きでプレイヤーが覗き込む形でプレイする。操作は従来型のコントローラを用いる。  
モニターは立体視3D表示に対応しており、2枚の「平面型・振動式ミラー」を使うことで、左右の目それぞれに異なる映像を投影し、3D感覚を生み出す構造になっていた。表示できる色は黒と4段階の赤のピクセルのみと、非常に限定的だった。
『The Escapist』のJohn Frisciaはのちに、バーチャルボーイについて「驚くべき点や本当に称賛すべき特徴は多かったものの、任天堂史上最悪のハードウェアの失敗作」と評しており、同社最大の商業的失敗として名を残している。
立体視3Dと赤単色のビジュアルの組み合わせで、ユーザーの目の疲れや頭痛を頻繁に引き起こす問題があり、すべてのバーチャルボーイ用ソフトには15分から30分ごと自動でプレイを中断する機能と、長時間プレイによる頭痛や稀なケースとして発作を警告する注意書きが付属していた。
ゲームソフト自体も評価は低く、全世界で発売されたタイトルはわずか22本にとどまった。日本では1995年12月に生産終了となり、その後も北米市場では数か月間のみ販売が続けられた。

## NINTENDO 64とゲームボーイカラーの時代（1996年-2001年）

### ポケットモンスター
ゲームフリークは1982年に日本で設立され、当初はゲーム雑誌として始まった。1989年、共同創業者の田尻智がこの出版物をゲーム開発会社へと転換し、任天堂やセガの各種ゲーム機向けに『ヨッシーのたまご』（1991年）、『マリオとワリオ』（1993年）、『パルスマン』（1994年）などのゲームを制作した。
1990年前後、田尻はポケットモンスターというアイデアを思いつく。これは動物を集めて戦わせるゲームであり、自身が子供のころに森で昆虫やオタマジャクシを捕まえて遊んだ経験から着想された。田尻はこのゲーム案を任天堂に提案し、任天堂は当初は消極的だったものの、開発を許可した。田尻を中心に、ゲームフリークは宮本茂の助言も得ながら、ポケットモンスターのゲームボーイ向け開発に6年を費やした。

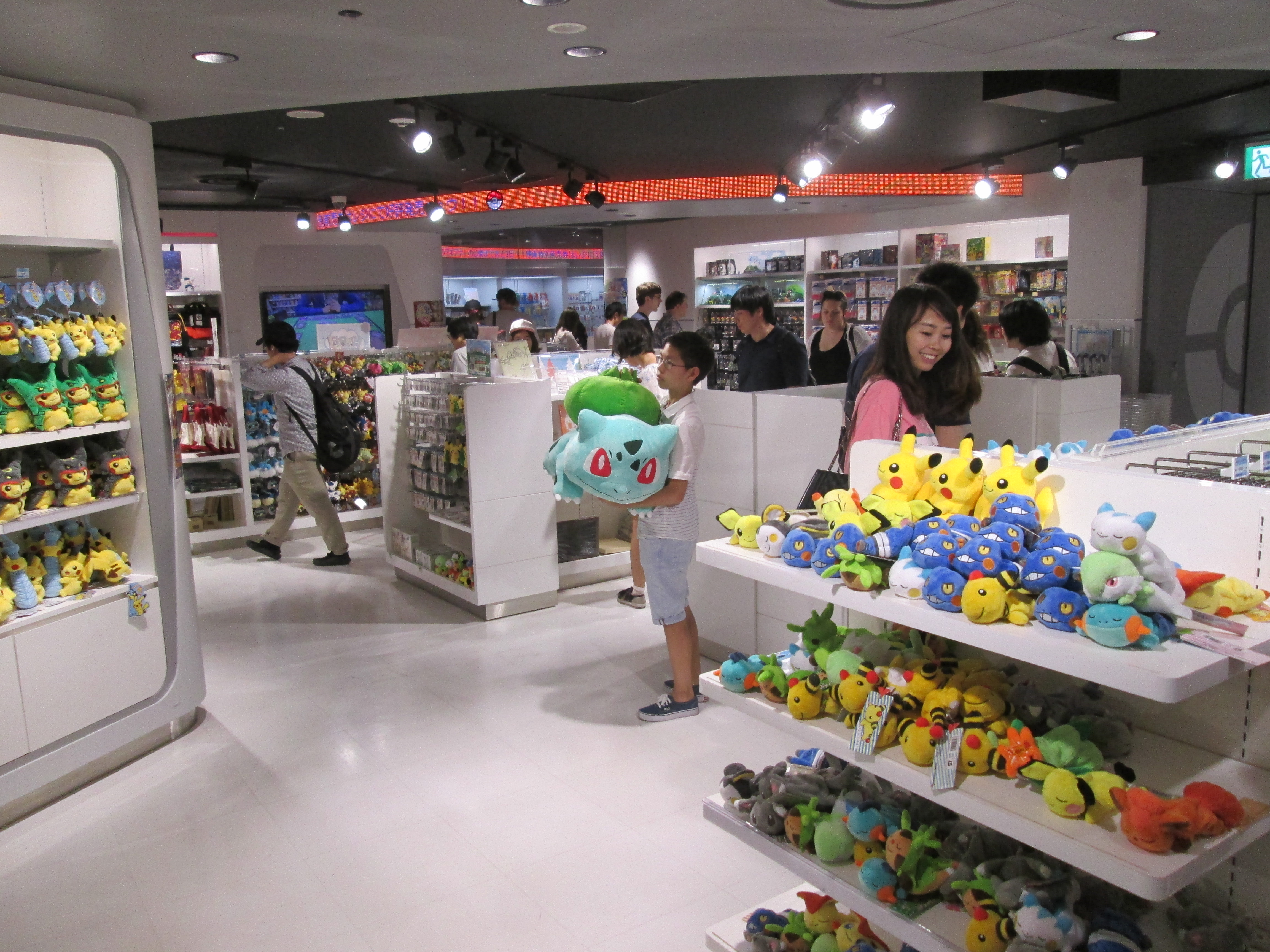
東京都豊島区東池袋のポケモンセンターメガトウキョー店で販売されたモンスターモンスターのグッズ（2016年撮影）

1996年2月、ポケットモンスターは日本でゲームボーイ向けに発売され、わずかな違いのある2バージョン（『ポケットモンスター 赤・緑』）として店頭に並んだ。日本国外ではポケットモンスターの名称がPokémonに変更され、2バージョンは『Pokémon Red Version』と『Pokémon Blue Version』（日本版の緑に該当）として発売された。
ポケットモンスター 赤・青は全世界で数百万本を売り上げる大ヒットとなり、その後も豊富なラインナップを持つポケットモンスターシリーズへと発展、やがてシリーズ展開の中心的存在となった。赤・緑はアニメ化され、1997年に日本でアニメ版ポケットモンスターの放送が開始、各国でもシンジケート （ローカル局ネット）で放送された。1998年にはポケモンセンタートウキョー店が開業し、をテーマにした国際的な小売店舗展開が始まったほか、アニメを原作とした映画『劇場版ポケットモンスター ミュウツーの逆襲』が日本で公開された。1999年には『ポケモンカードゲーム』が発売され、その後、ポケットモンスター関連グッズやサービスも急拡大した。
2000年、日本の小売事業を管理していた「ポケモンセンターカンパニー」が株式会社ポケモンへと社名変更し、ブランド管理や商品化展開を担うようになった。2001年にはアメリカ現地法人「Pokémon USA, Inc.」が設立され、のちに「The Pokémon Company International」となって、日本国外全体のブランドおよび商品展開を統括する体制が構築された。
赤・青の発売から何十年が経った現在もポケットモンスターシリーズは世界的な文化現象として存在し続けているが、特に1990年代後半の人気は非常に高く、一部メディアはこの社会的ムーブメントを「ポケマニア」と呼んだ。
1999年の『Time』誌はこの現象を以下のように表現している。

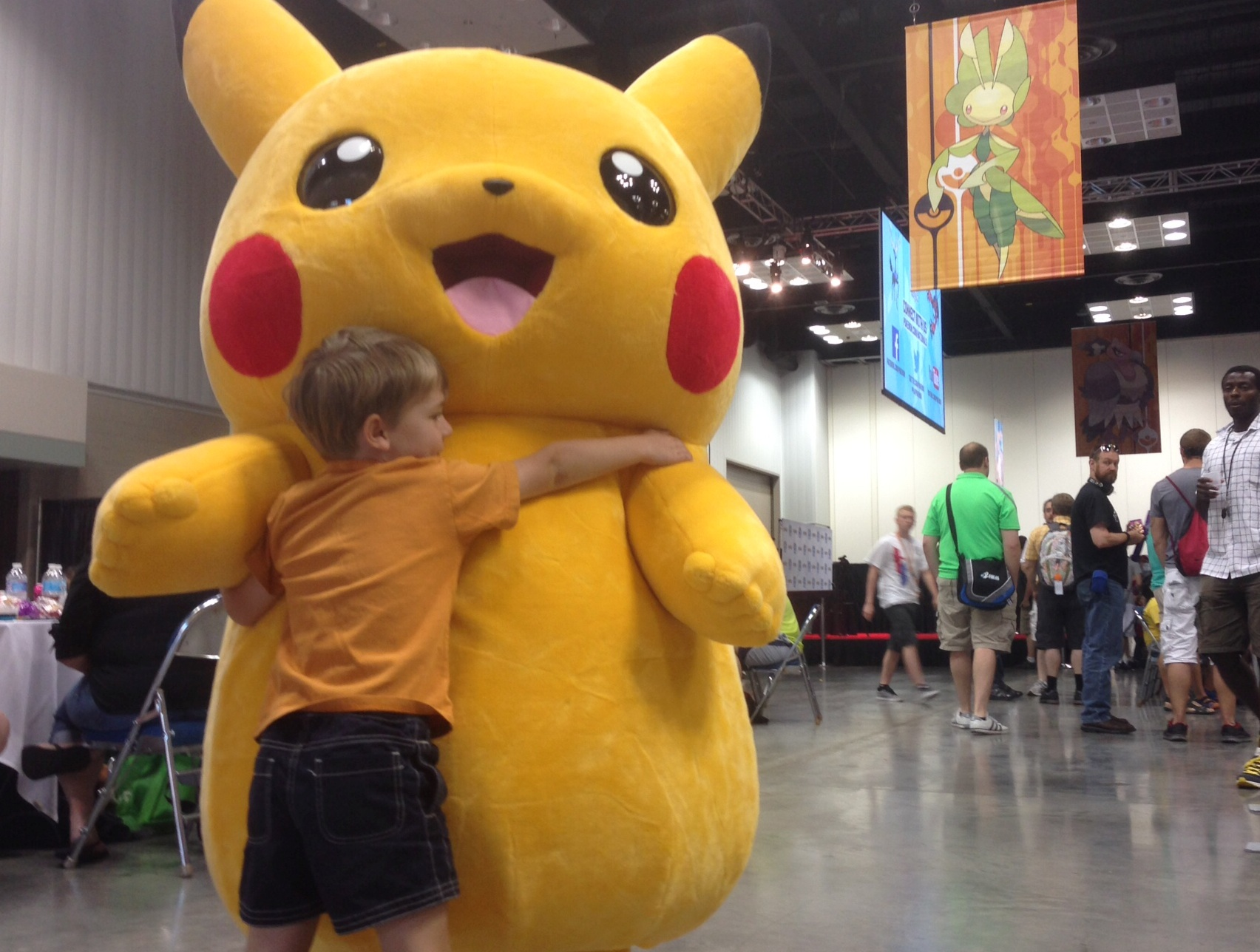
ピカチュウ（ポケモンのマスコット的キャラクター）に扮したパフォーマーをハグする子供（2014年撮影）

欧米諸国では、モンスターモンスターシリーズの子ども層での人気があまりに高かったため、特に保護者など大人の間で否定的な反応が広範囲に生じた。文化人類学者のクリスティーン・ヤノは、こうした現象をモラル・パニックの一種と位置付けている。一方でこのような過剰な否定的反応は日本国内ではほとんど見られなかった。
特にポケモンカードゲームは欧米で強い反発を招き、1999年のロサンゼルス・タイムズは、アメリカの多くの学校関係者の声として「カードが学習の妨げとなり、友人関係を壊し、子どもたちはカードの入手に夢中になるあまり宿題や授業を忘れ、バスにすら乗り遅れる」と報道した。アメリカの小学校ではポケモンカードがほぼ全面的に持ち込み禁止となり、他国でも同様の禁止措置が取られた。アメリカやイギリスでは、カードを巡る暴力事件や盗難も顕著に報告されていた。
また2000年には、キリスト教信者の一部がモンスターモンスターを悪魔的パニックだと主張したことを受け、カトリック教会所有のテレビ局のSat2000は「有害な道徳的副作用は一切ない」と公式に声明を出している。
モンスターモンスターは現在、世界で最も収益を上げているシリーズとなっており、2024年時点で累計売上は1,470億米ドルに達している。なお、ゲームフリークや株式会社ポケモンは任天堂の子会社ではなく、モンスターモンスタービジネスは任天堂・ゲームフリーク・クリーチャーズの3社による共同所有形態で運営されている。任天堂もこの知的財産から収益を得ている。ポケモンの共同創業者である増田順一は2017年に「ゲームフリークも理論上は任天堂以外のゲーム機向けにポケットモンスターゲームを制作できるが、任天堂への配慮からそうしていない」と語っている。

### NINTENDO 64

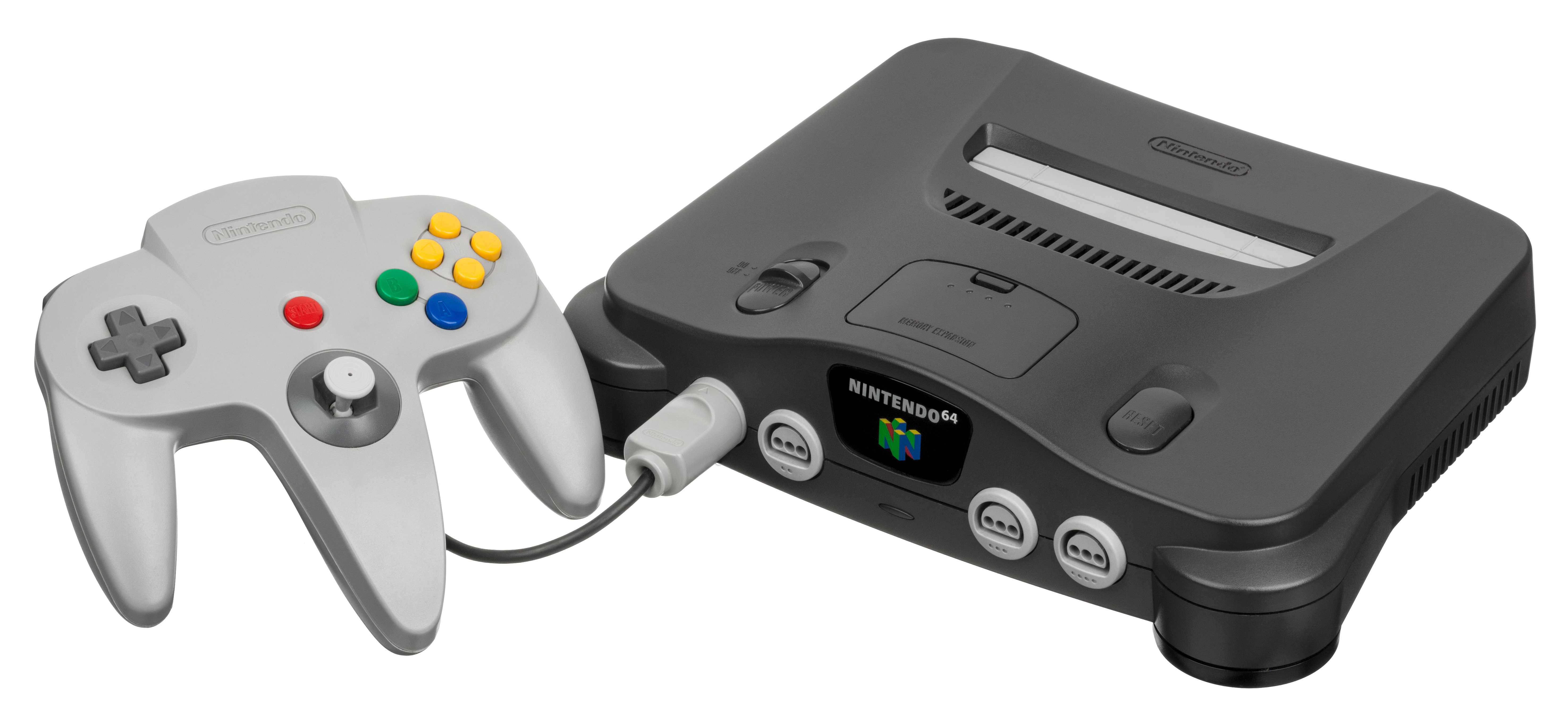
黒のNINTENDO 64本体とグレーのコントローラ

1996年6月、NINTENDO 64は日本で発売され、初日に50万台以上を売り上げた。北米では同年9月に発売され、出荷初回分の35万台が即日完売となった。発売当時はライバルメーカーとの競争が非常に激化しており、多くのサードパーティーが他社ハード向けに主力ゲームを即座に発売したことによって加速した。多くの会社の多くは、カートリッジ形式と比較して、CD形式の方が開発費と製造コストが安価であると主張した。ロンチタイトルの一つである『スーパーマリオ64』は、任天堂情報開発本部が開発した3Dプラットフォーマーで、シリーズ初の完全3Dのスーパーマリオ作品であり、ゲーム史上でも初期の3Dプラットフォーマーの一つである。長期にわたる開発期間の中で、宮本茂はまずキャラクターの3D空間における操作性を徹底的に追求し、納得がいくまで磨き上げた上で、ステージ設計に着手した。スーパーマリオブラザーズ以来、マリオの操作は現実の物理（質量、慣性、モーメント）を意識しつつも、空中での方向転換など現実離れした動きも可能で、プレイヤーはこれらの要素を考慮してジャンプや移動を行う必要があった。スーパーマリオ64以前の3Dプラットフォーマーはこれらを十分に再現できておらず、操作が難解になりがちだったが、本作では「2Dアクション同様に直感的な操作感」を実現させ、3Dアクションゲームの新たな基礎を築いた。
リッチ・スタントンは後に『Eurogamer』誌で「本作は初めて2Dゲームと同じくらい気持ちよく操作できる3Dゲームだった」と評し、以降の3Dプラットフォーマー作品における動きのルールを確立したと述べている。
最終的にスーパーマリオ64はNINTENDO 64において最も売れたタイトルとなった。

### ゲームボーイポケットと横井軍平の退社

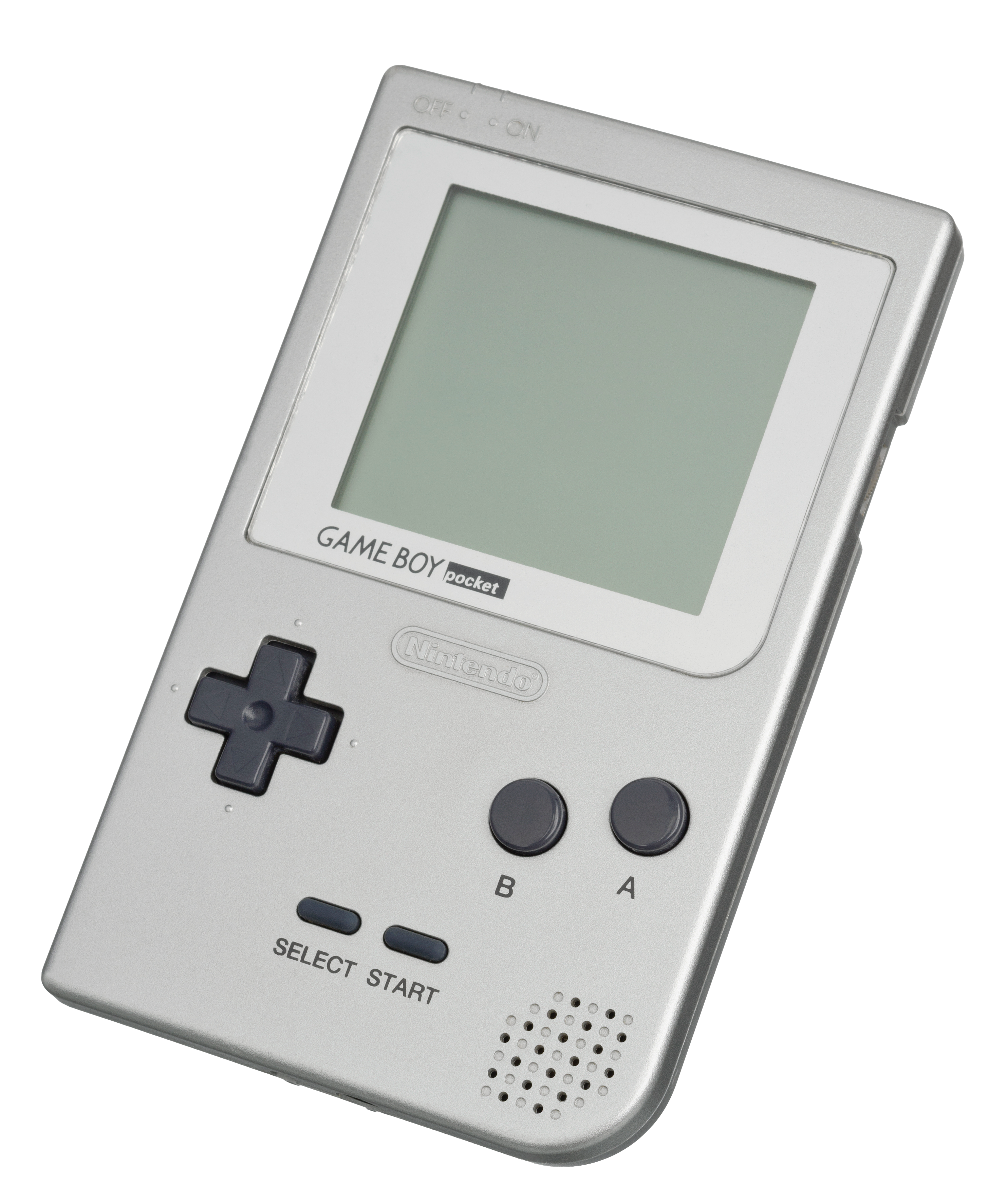
1996年発売のゲームボーイポケット（銀）

1996年7月、任天堂は初代ゲームボーイの小型版であるゲームボーイポケットを発売した。このモデルは横井軍平が同社で手がけた最後の商品となった。ゲームボーイポケットの発売から1週間後、横井は任天堂での役職を辞任した。その後、彼は競合する携帯ゲーム機のワンダースワンの開発を支援した。
1997年10月、横井軍平は56歳で交通事故により亡くなった。北陸自動車道の石川県能美郡根上町（現：能美市）付近を運転中、前方の車に追突した。車の損傷を確認するため降車したところ、通りかかった別の車にはねられ重傷を負い、事故から2時間後に死亡した。

### 法的問題
1997年、欧州経済共同体（EEC）は、任天堂に対してサードパーティー製ライセンス契約を大幅に改訂するよう要求した。この判決により、任天堂はライセンスが発売可能なゲームの数を制限すること、ゲームに事前承認を要求すること、サードパーティー製ゲームを任天堂のみが製造することを義務付けることができなくなった。  
1998年12月、任天堂はポルノ画像にリンクしていた「zelda.com」ドメイン名の所有者を訴えた。
1999年12月、イスラエル系イギリス人のイリュージョニストであるユリ・ゲラーは、自分の肖像がポケモンの種族『フーディン』に反映されていると主張し、任天堂を相手に6000万ポンドの訴訟を起こした。この訴訟は2003年に取り下げられたが、その後もゲラーは複数回訴訟を起こした。2020年、ゲラーはこの法的戦いについて謝罪した。
2000年3月、任天堂は、ニューヨーク州司法長官との間で、コントローラのジョイスティックを回転させる5つのミニゲーム（1998年の『マリオパーティ』内のミニゲーム）のプレイ中に子供たちが手に負った怪我に関して、8000万米ドルの和解を行った。同社は将来的な怪我を防ぐため、ゲーム用手袋を配布した。
2000年6月、任天堂は、香港で大量の海賊版任天堂ゲームを製造していた大手香港企業のApollo Ltd. （同社は任天堂ゲームの違法コピーの生産元）を、香港の法執行機関によって閉鎖させたと発表した。

### レトロスタジオの設立

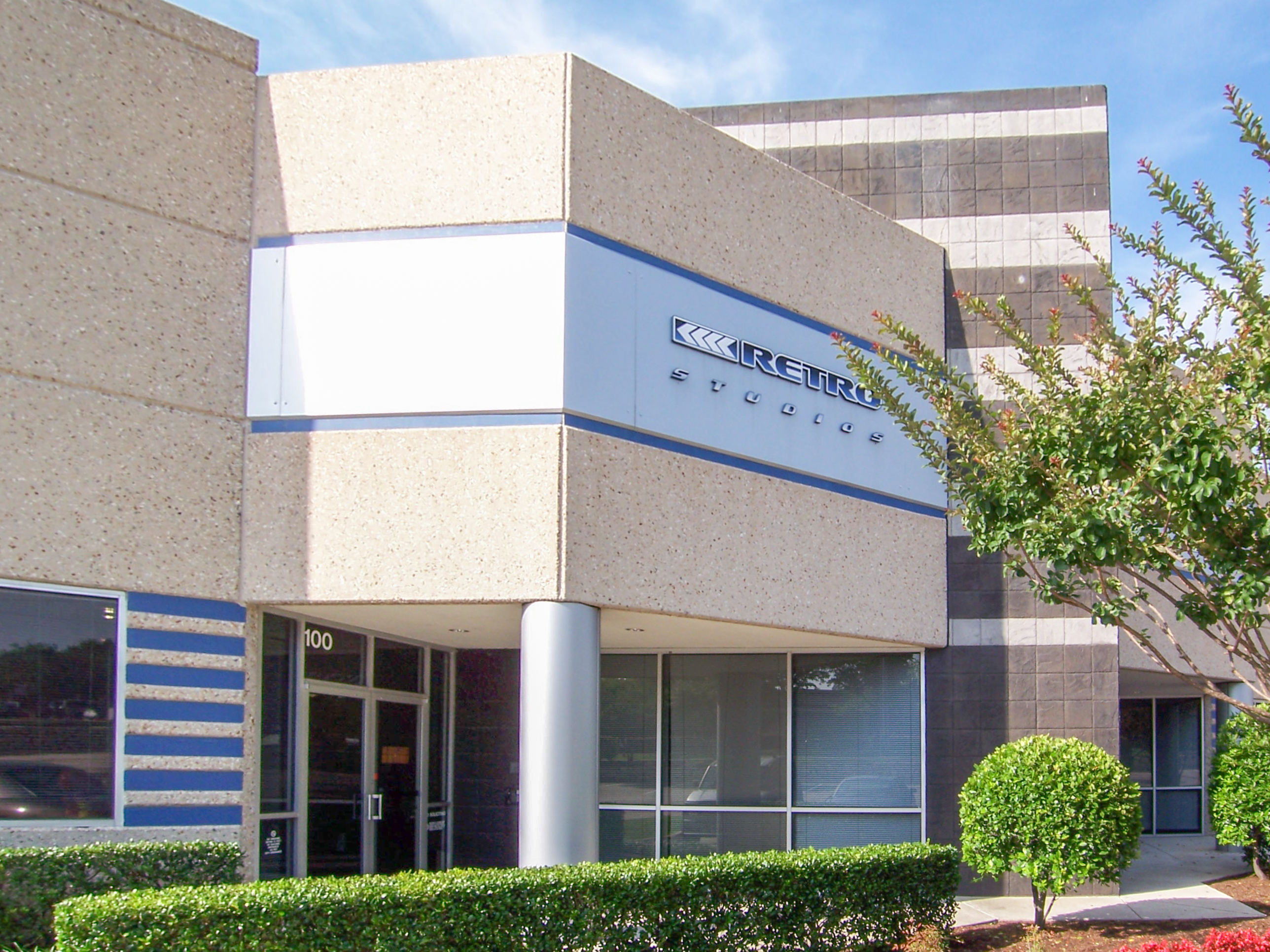
テキサス州オースティンにあったレトロスタジオの初代本社ビル。2011年に別の建物に移転した

1998年、任天堂は次世代家庭用ゲーム機の『ニンテンドー ゲームキューブ』の開発を進めていた。当時は「Dolphin（ドルフィン）」というコードネームで呼ばれていた。任天堂は、アメリカのゲームプロデューサーであり、かつてアクレイム・エンタテインメント在籍、『Turokシリーズ』のパブリッシャーで活動していたジェフ・スパンゲンバーグと提携し、テキサス州オースティンを拠点とするゲーム開発スタジオレトロスタジオを設立した。スパンゲンバーグは同年初めにアクレイムを解雇された後、Nintendo of Americaと契約し、Dolphin向けの開発を行うことになった。任天堂はレトロの40,000平方フィートのスタジオに資金を提供した。その数年後には、スタジオの従業員数は約150人に達した。

### ゲームボーイカラー

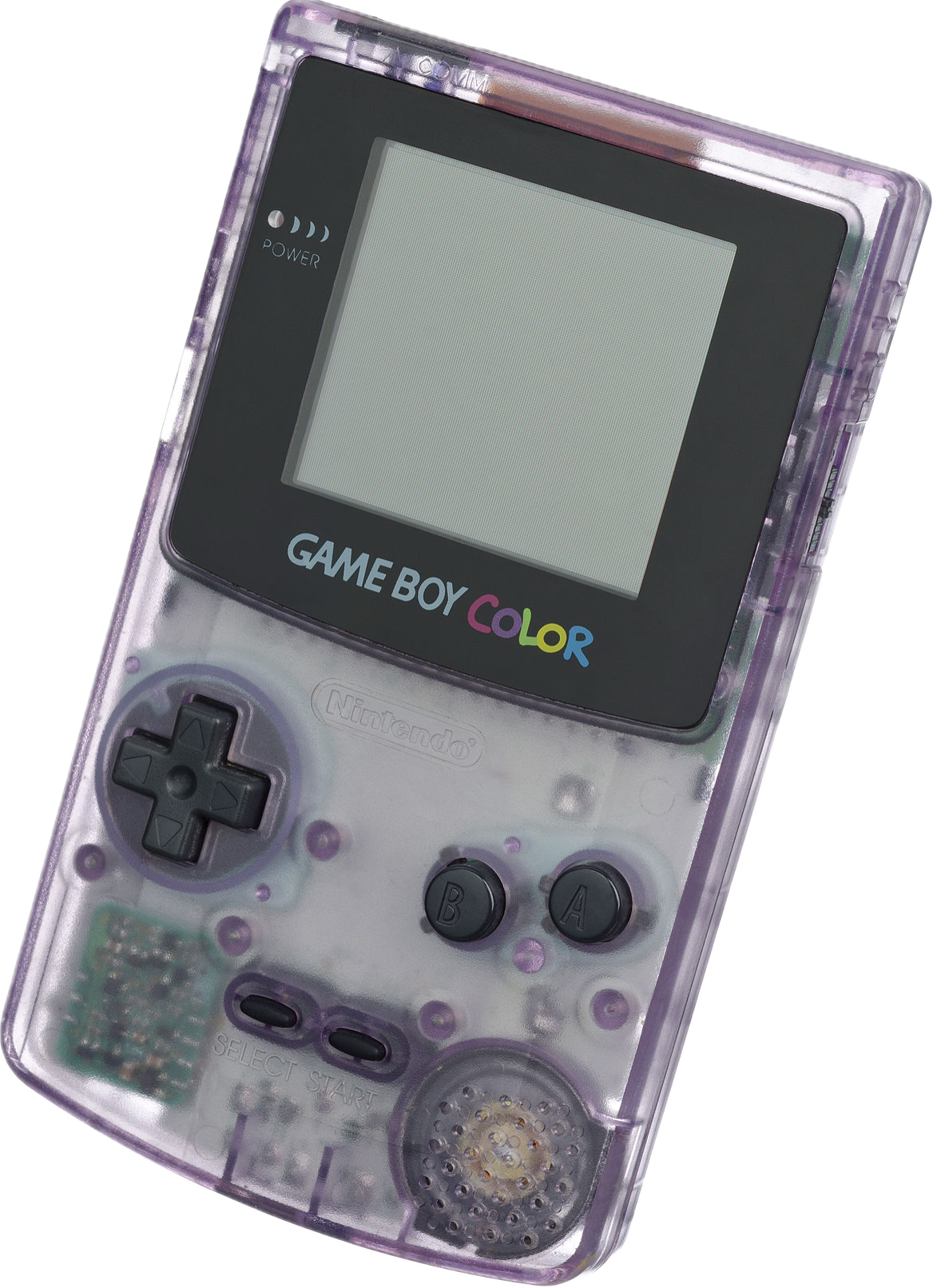
1998年発売のゲームボーイカラー（アトミックパープル）

1998年10月、日本でゲームボーイカラーが発売され、1か月後に北米およびヨーロッパでも発売された。ゲームボーイカラーは、従来のモノクロ表示しかできなかった初代ゲームボーイに対し、多彩な色付きピクセルの表示が可能となった改良版である。新しい本体向けに開発された専用ソフトだけでなく、従来のモノクロ版ゲームボーイ用カートリッジにも後方互換性を有しており、従来ソフトを使用する際はプリセットされた4種類のカラーパレットから選んで全体表示色を自動的に変更できる仕様となっていた。
本体はベリー、グレープ、キウイ、ダンデライオン、ティールという5色展開で発売され、後に透明なプラスチック筐体を特徴とした「アトミックパープル」が追加された。

### ゼルダの伝説 時のオカリナ
『ゼルダの伝説 時のオカリナ』は、NINTENDO 64向けに1998年に発売された完全3Dグラフィックスエンジンを初めて採用した『ゼルダの伝説』シリーズの作品である。これにより、「コンテキスト感応型ボタン」というゲームメカニクスが普及した。このメカニクスでは、ゲーム内のプレイヤーの場所に応じてコントローラのボタンが複数の異なる用途を持つことが可能となる。また、「カメラロックオン」も採用され、これにより特定の敵を中心としてカメラが3D空間で回転するようになり、敵との戦いが容易になった。
『1Up.com』は2012年に、これらの追加要素が時のオカリナを「直感的」に感じさせたと述べた。一方で「90年代中期から後期にかけての3Dアクションアドベンチャーゲームの大半はひどいプレイ感だった」と指摘している。ゲームは批評家から一斉に絶賛された。
2025年現在、『ギネス世界記録』は時のオカリナを「史上最も批評家に絶賛されたビデオゲーム」として評価し、『Metacritic』における批評家の平均スコアは100点中99点であると記録している。

### 64DD

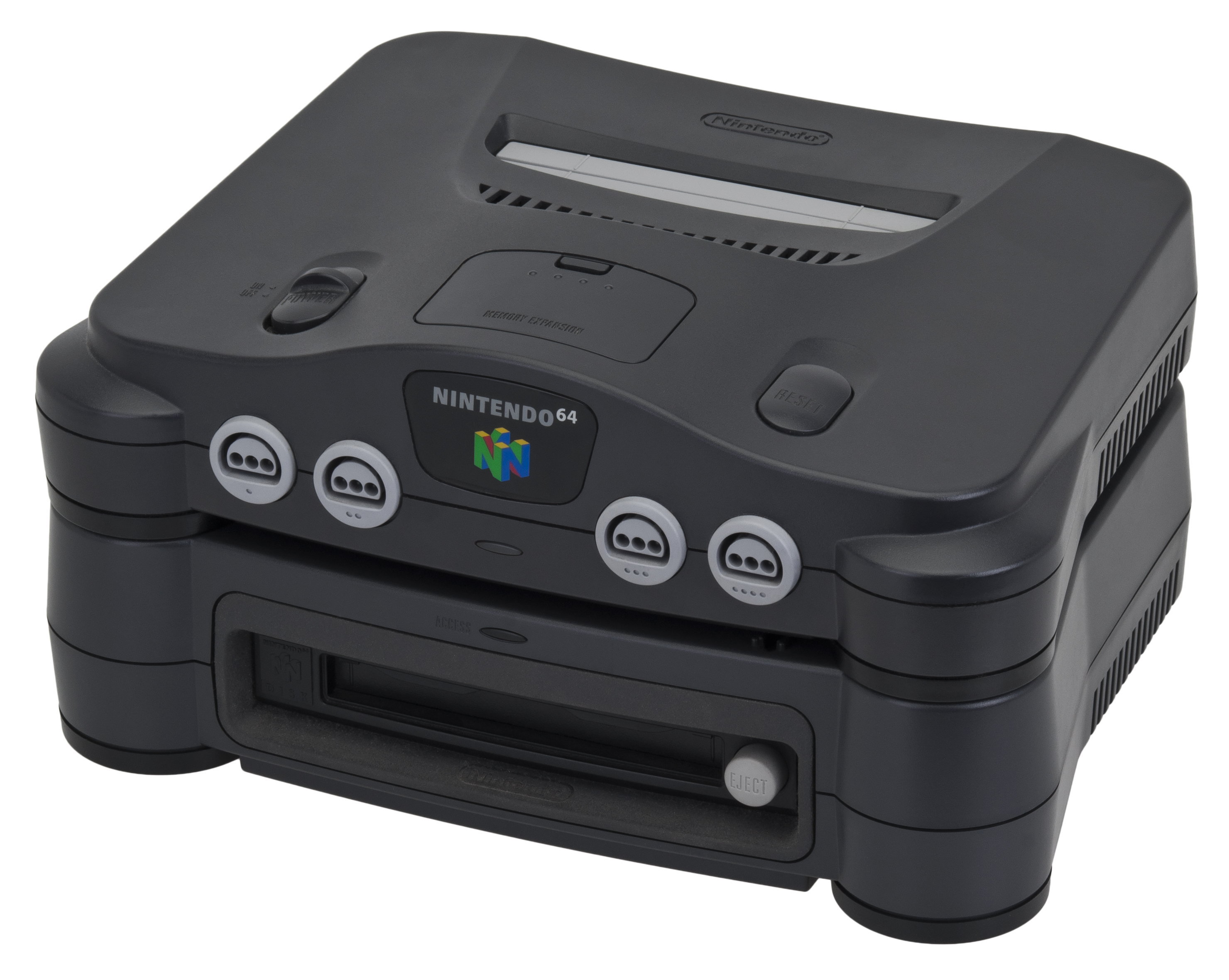
1999年発売の64DD、NINTENDO 64本体の下に装着

1999年、任天堂は64DDを発売した。これはディスクストレージ型の周辺機器で、NINTENDO 64がディスクベースのゲームをプレイできるようにするものである。同社は国際的なゲーム雑誌で数年間にわたりこのデバイスを宣伝し、「ゲームの遊び方を変える」と主張していた。しかし、64DDは日本でのみ販売され、対応したゲームはわずか7本しか制作されなかった。この周辺機器は主に「Randnet」というウェブサイトを通じて販売され、7本のゲームがすべてセットになったバンドルとして提供された。

## ゲームボーイアドバンスとニンテンドー ゲームキューブの時代（2001年-2004年）

### ゲームボーイアドバンス

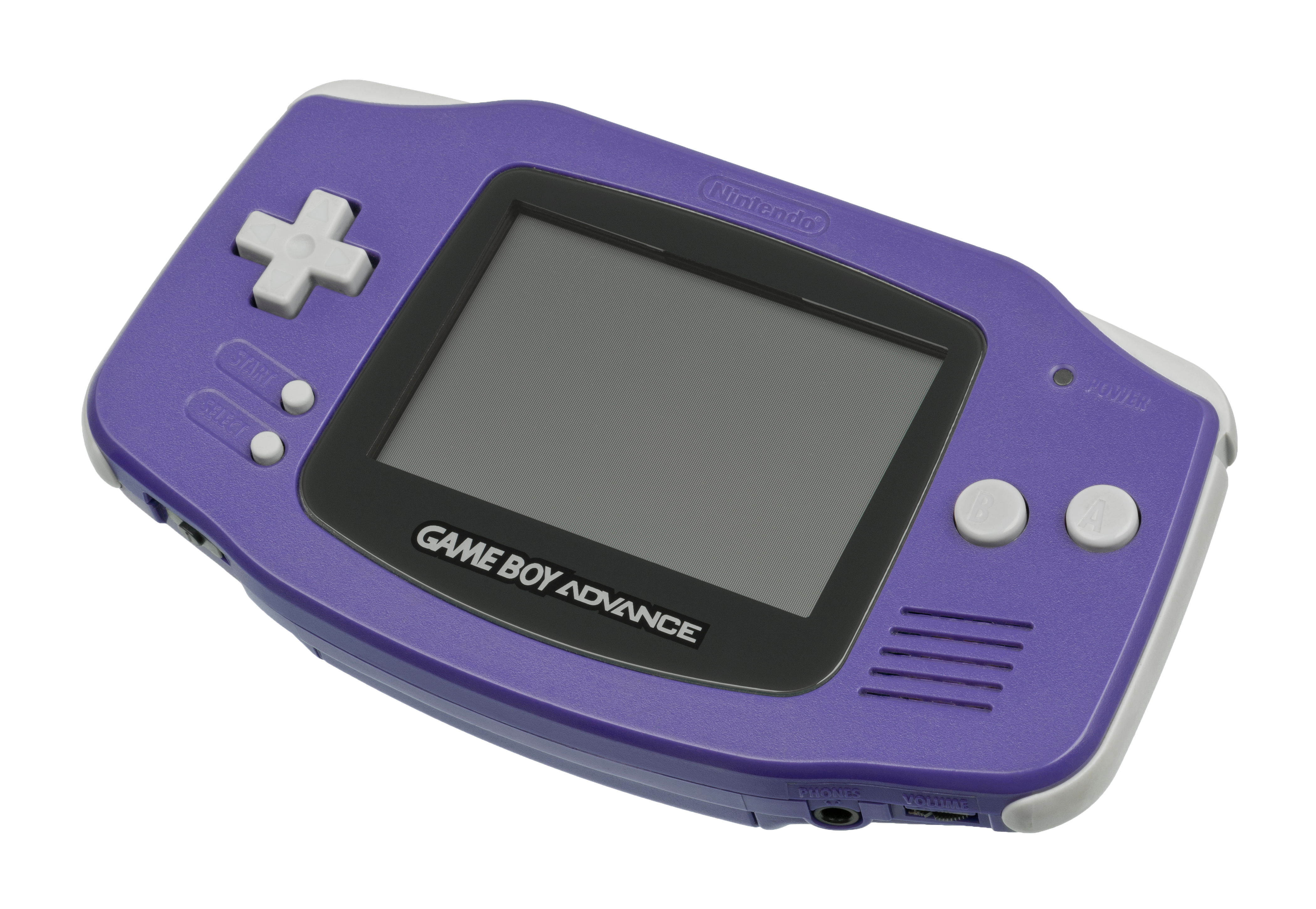
2001年に発売された初代ゲームボーイアドバンス（インディゴバージョン）

任天堂は2001年3月、日本で携帯型ゲーム機のゲームボーイアドバンスを発売し、6月には北米と欧州でもリリースした。ゲームボーイアドバンスは従来のゲームボーイシリーズよりも大きな画面を持ち、ゲームボーイカラーよりも多くの色を表示可能だった。
また、ゲームボーイアドバンスはゲームボーイやゲームボーイカラーのカートリッジとも後方互換性を持ち、さらに「リンクケーブル」を使ってゲームキューブと接続し、対応ソフトではセカンドディスプレイのように利用することもできた。
北米ではゲームボーイアドバンスの発売当初から大ヒットし、発売約1か月で50万台を売り上げ、当時任天堂史上最速の販売ペースとなった。

### ニンテンドー ゲームキューブ
2000年代初頭、セガは1998年に発売され財政的に失敗した家庭用ゲーム機のドリームキャストの影響を受け、ゲーム機の製造を中止した。以降、セガはゲームの開発および販売に専念し、任天堂向けに開発会社のゲームをリリースするようになった。中でも注目すべきは、2002年にゲームボーイアドバンス向けに発売された任天堂ハード初の『ソニック・ザ・ヘッジホッグ』シリーズである『ソニックアドバンス』である。  
任天堂の主要な競争相手はソニーとなったが、両社は新たにマイクロソフトとも競争することになった。マイクロソフトは2001年に家庭用ゲーム機のXboxを発売した。
Dolphinは1999年のE3で任天堂の次世代家庭用ゲーム機として正式に発表された。Nintendo of Americaの社長であるハワード・リンカーンは、このシステムが「ソニーがPlayStation 2向けに開発できるものをすべて上回るか、少なくとも同等である」と宣言した。2000年の任天堂スペースワールド 2000では、Dolphinについてのさらなる詳細が発表され、その正式名称がニンテンドゲームキューブであることが明かされた。

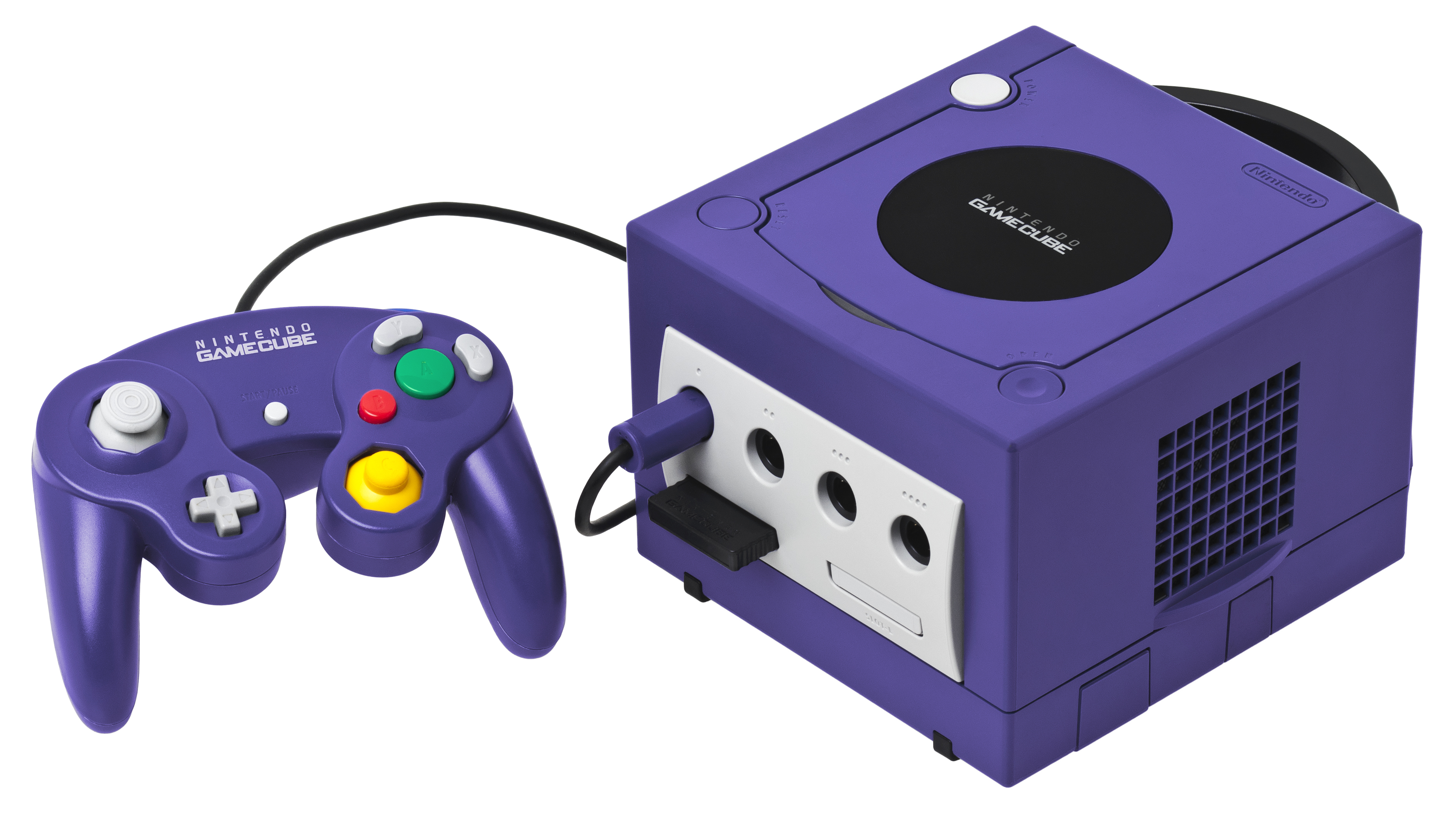
ニンテンドー ゲームキューブとコントローラ、251ブロックメモリーカード

ゲームキューブは従来の任天堂のゲーム機よりも人間工学に基づいたコントローラを備えており、持ち運びが容易なようにハンドルが付属していた。ゲームはディスク形式で発売され、理論上はNINTENDO 64の相対的な性能不足を補い、サードパーティーの開発者をシステムに取り戻すのに十分な性能を持っていた。しかし、MiniDisc形式が採用され、海賊版を防ぎ、DVDフォーラムコンソーシアム（ゲームディスクなどのDVD技術を開発した団体）への支払いを避けるために使用された。このため、ゲームキューブのディスクは1.6ギガバイトのデータしか保存できず、任天堂の競合他社と比較して再び性能が劣ることとなった。
このシステムを開発する中で、任天堂はLCD画面を含む周辺機器を製作した。この周辺機器は、ゲーム機自体に接続されたモニターとは別にゲーム用のセカンドディスプレイとして機能し、3次元映像を表示することが可能であった。これはバーチャルボーイに似たものであった。任天堂の開発者は、この周辺機器上でルイージマンションを動作させることに成功したが、大量生産は同社にとってコストが高すぎるため断念された。

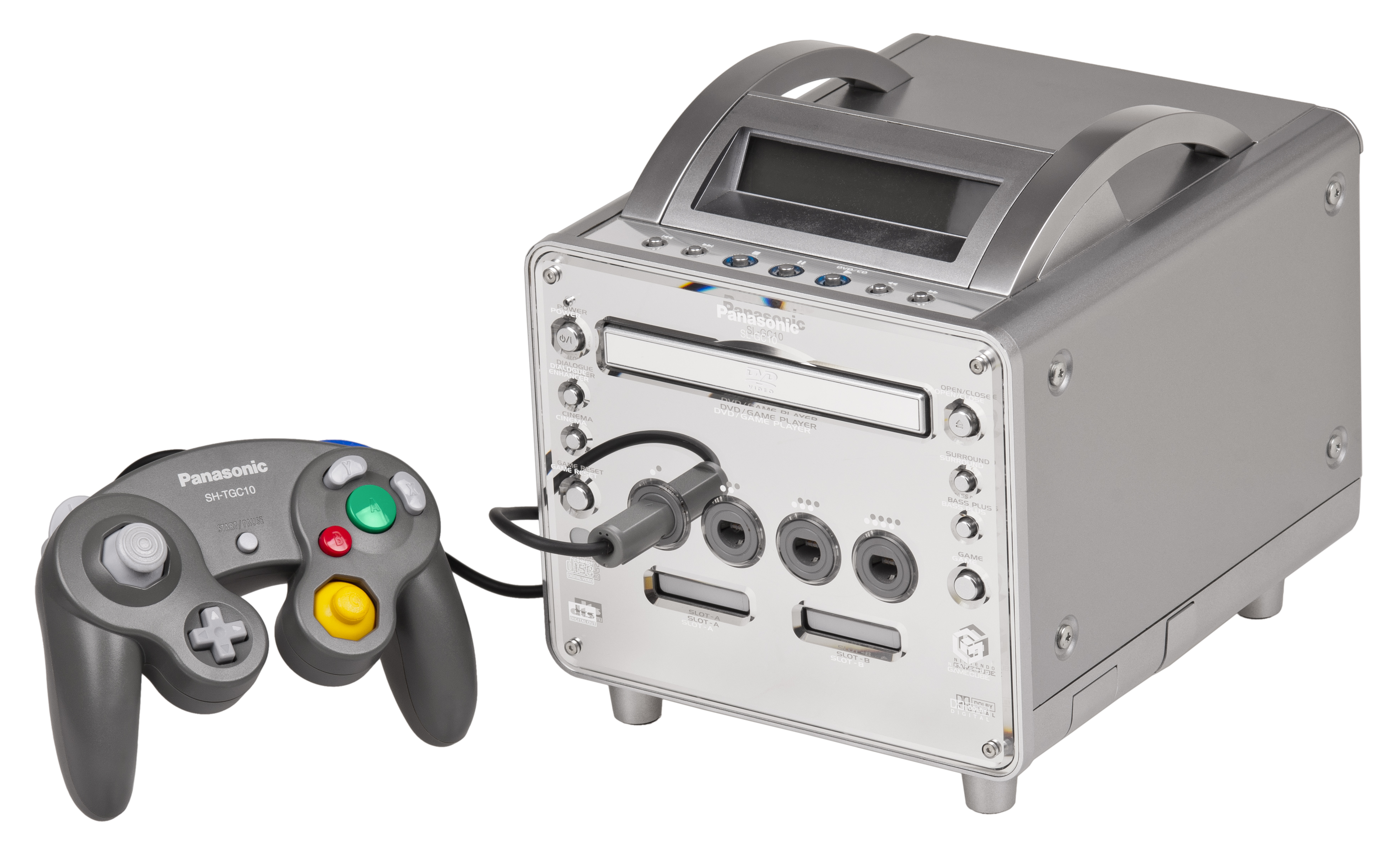
日本限定モデルのPanasonic Qバージョンのゲームキューブ

ニンテンドー ゲームキューブは、2001年9月14日に日本、2001年11月に北米、2002年5月にヨーロッパで発売された。システムは発売当初は好調であり、任天堂はPlayStation 2やXboxを上回るスタートだったと述べたが、その後の数か月間の売上は予想を下回った。これは、初期のライブラリに同梱されていた『ルイージマンション』（2001年）が期待外れと見なされたことや、システムのゲームラインナップが少なかったことが一因であった。さらに、ゲームキューブには内蔵のDVDプレイヤーが搭載されておらず、PS2にはDVD再生機能が含まれていた。一方で、DVDを再生できるゲームキューブの特別版『パナソニックQ』は、日本限定で発売された。

### 経営陣の交代
岩田聡は『ニンテンドウオールスター!大乱闘スマッシュブラザーズ』の発売後、2000年にハル研究所の社長を辞任し、任天堂本社の経営企画室長に就任した。ただし、その直後は大乱闘スマッシュブラザーズDX（2001年、ゲームキューブ向け）のデバッグ作業でも中心的役割を担っていた。
2002年1月、荒川實がNintendo of Americaの社長を辞任し、後任として君島達己が任命された。
2002年5月、山内溥は岩田聡に対し、任天堂の社長への就任を打診し、岩田はこれを受諾した。同月中に任天堂の社長へ就任した。岩田は山内家以外で初めて選出された任天堂の社長となった。山内は2005年まで社外取締役に留まり、10%の株式保有で死去（2013年9月）まで最大個人株主でもあった。2013年4月の『Forbes』推計では、純資産が21億ドルで日本13位の富豪となっている。
2003年、レジナルド・フィサメィ（後のNintendo of Americaの社長兼CEO）が、同社のアメリカ部門において営業およびマーケティング担当上級副社長として入社した。それ以前は、パンダエクスプレス、ピザハット、プロクター・アンド・ギャンブルなどの企業でマーケティングチームに所属していた。

### ゲームキューブの評価と経営難
ゲームキューブは技術的な進歩を遂げていたにもかかわらず、サードパーティーは全般的に同機種を避け続けた。任天堂はシステム発売に向けた準備期間中、ソフトウェア開発キット（SDK）をサードパーティーの開発者に提供するのが遅れた。後にギャビン・レーンは『Nintendo Life』で、ゲームキューブが苦戦した理由として、任天堂が過去のハード所有者という高年齢層を抱えながらも、引き続き若年層を対象にしていたことを挙げた。一方、ソニーは「子供じみたものから距離を置きたいと願う不安な十代」をうまく取り込むことで、PS2の成功を遂げたと分析した。また、ゲームキューブ版『ゼルダの伝説 風のタクト』（2002年）のアニメ調のグラフィックや、本体に付属した持ち運び用のハンドルも、ゲームキューブが子供向けのものであるという印象を強め、サードパーティーが敬遠する理由の一つとなった。
ゲームキューブは競合他社のゲーム機と比較して、顕著な差別化要素に欠けていたが、『大乱闘スマッシュブラザーズDX』（2001年）や『スーパーマリオサンシャイン』（2002年）といった独占タイトルが称賛された。『メトロイドプライム』（2002年）は、レトロスタジオが完成させた初のゲームであり、それまでいくつもの未完成プロジェクトに取り組んでいた同スタジオを破産から救った。任天堂はリスクを冒して同スタジオに『メトロイド』シリーズの開発を託し、プライムは成功を収めた。同作は後に複数の出版物により「史上最高のゲームの一つ」と評価された。これによりレトロスタジオの将来は確保され、同スタジオは『メトロイドプライム2 ダークエコーズ』（2004年）の開発に着手した。
2002年9月、任天堂は、『スーパードンキーコング』等の開発を手掛けたレアの株式の49%をマイクロソフトに売却した。これにより、レアはXbox向けにゲームを開発することになった。この動きは、セカンドパーティの開発に依存しないという任天堂の戦略の一環であった可能性が高い。代わりに、ハル研究所のような子会社をより有効活用し、山内溥が構築を始めた金融的な「戦費」を用いてサードパーティーの開発に資金を提供するという方針に転換した。レアはまた、2001年と2002年の任天堂の利益にほとんど貢献していなかった。業界評論家やレアのデザイナーであるマーティン・ホリスは、後に任天堂がスタジオを売却した決定を批判した。その理由として、レアがオリジナルのXboxおよびXbox 360でリリースした作品が期待外れであるか、任天堂が貴重な資産を手放したと考えているからである。
任天堂の積極的なビジネス手法は、2002年10月に欧州委員会により問題視された。同委員会は、任天堂が少なくとも1990年代初期に遡る競争抑制的行動として価格操作を行っていたと判断した。この結果、任天堂に対し1億4900万ユーロもの巨額の罰金が科されることになった。これは同委員会の歴史の中でも最大級の独占禁止法違反に対する罰金であった。  

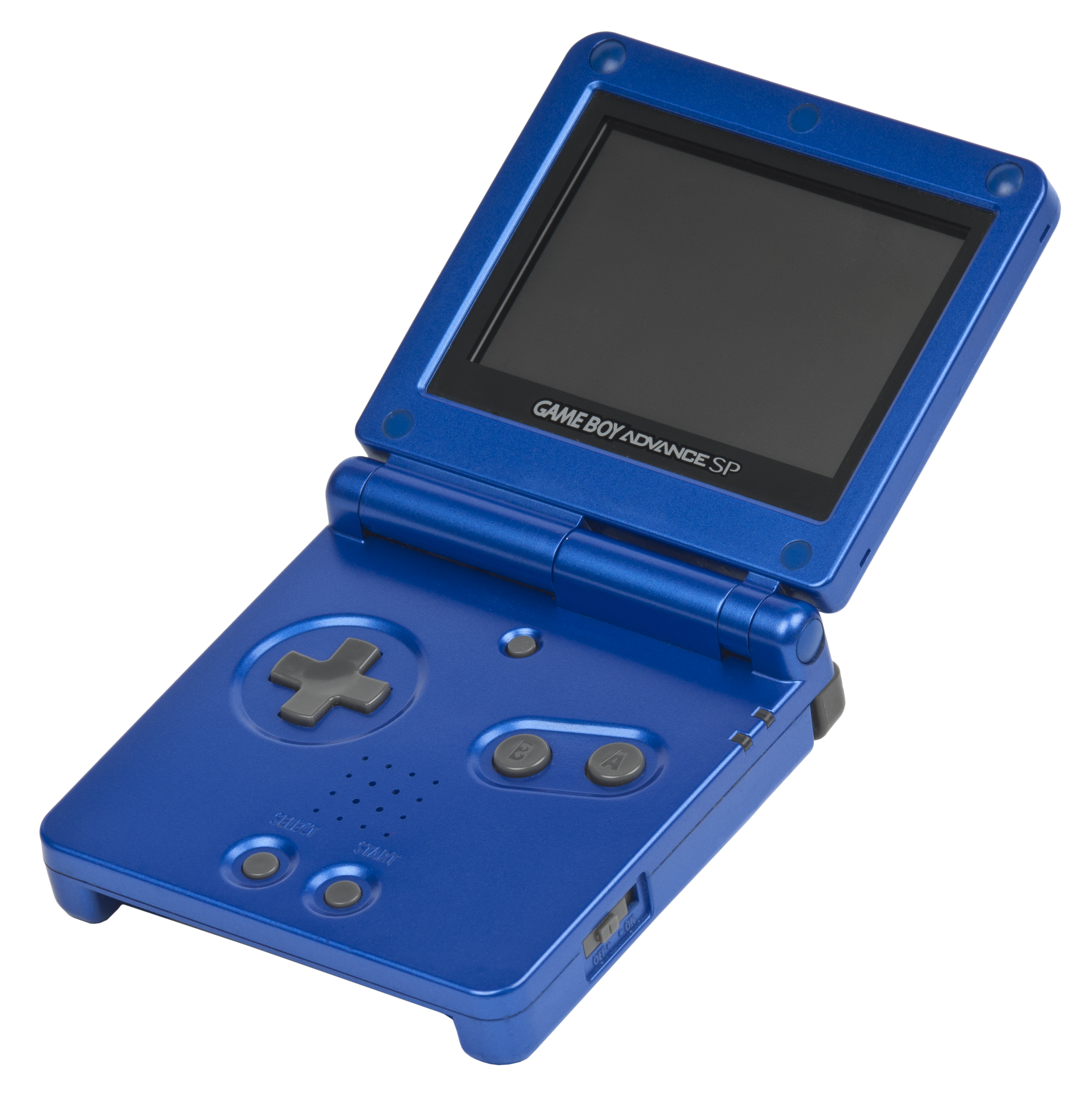
ゲームボーイアドバンスSP（コバルトブルー版）

この時代において、任天堂は携帯型ゲーム市場での売上によって支えられていた。同社は携帯型ゲーム市場を「実質的に独占」していた。2003年1月、ゲームボーイアドバンスの改良版である『ゲームボーイアドバンスSP』が発表され、日本では2月、アメリカでは3月に発売された。一方、フィンランドの技術企業のノキアが開発した携帯型ゲーム機のN-Gageが2003年10月に発売され、ゲームボーイアドバンスと競合しようとしたが、商業的には失敗に終わった。  
2003年夏、任天堂はゲームキューブの生産を一時停止した。同社は倉庫に蓄積されていた在庫を販売する必要があったためである。同時期、社長の岩田聡は、2002年の業界全体のビデオゲーム売上の減少に対応するため、「ますます高度化し、時間がかかるゲーム」制作をやめる方針を発表した。また、Xboxとの競争も始まっていた。  
Nintendo of Americaは、2003年のホリデーシーズン向けにゲームキューブの販売に1億ドルを投入し、価格を99.99ドルに引き下げた。これはXboxやPS2の179.99ドルよりも大幅に安価であった。しかし、この変更にもかかわらず、ゲームキューブは当時任天堂で最も売上が売れないゲーム機となり、PS2には大きく差をつけられた。PS2は1億1800万台を売り上げたのに対し、ゲームキューブは2100万台にとどまった。
サードパーティー開発会社のカプコンは、任天堂と「比較的緊密な関係」を築いてきた歴史を持つ。同社は『バイオハザード4』（2005年）を発売時にゲームキューブ独占タイトルとした。この作品は、2002年12月にカプコンが発表した「カプコン5」の一つであり、カプコンが発表した5つのゲームがゲームキューブ独占タイトルになると約束されたものだった。しかし、Luke Plunkettは『Kotaku』において、2003年1月になってこの約束が「任天堂への企業の善意によるものではなく、広報の誤解による結果」であることが明らかになったと述べた。カプコンはバイオハザード4以外の4つのゲームがマルチプラットフォームを計画していると表明した。最終的にはバイオハザード4もPS2で発売された。

### iQueの設立

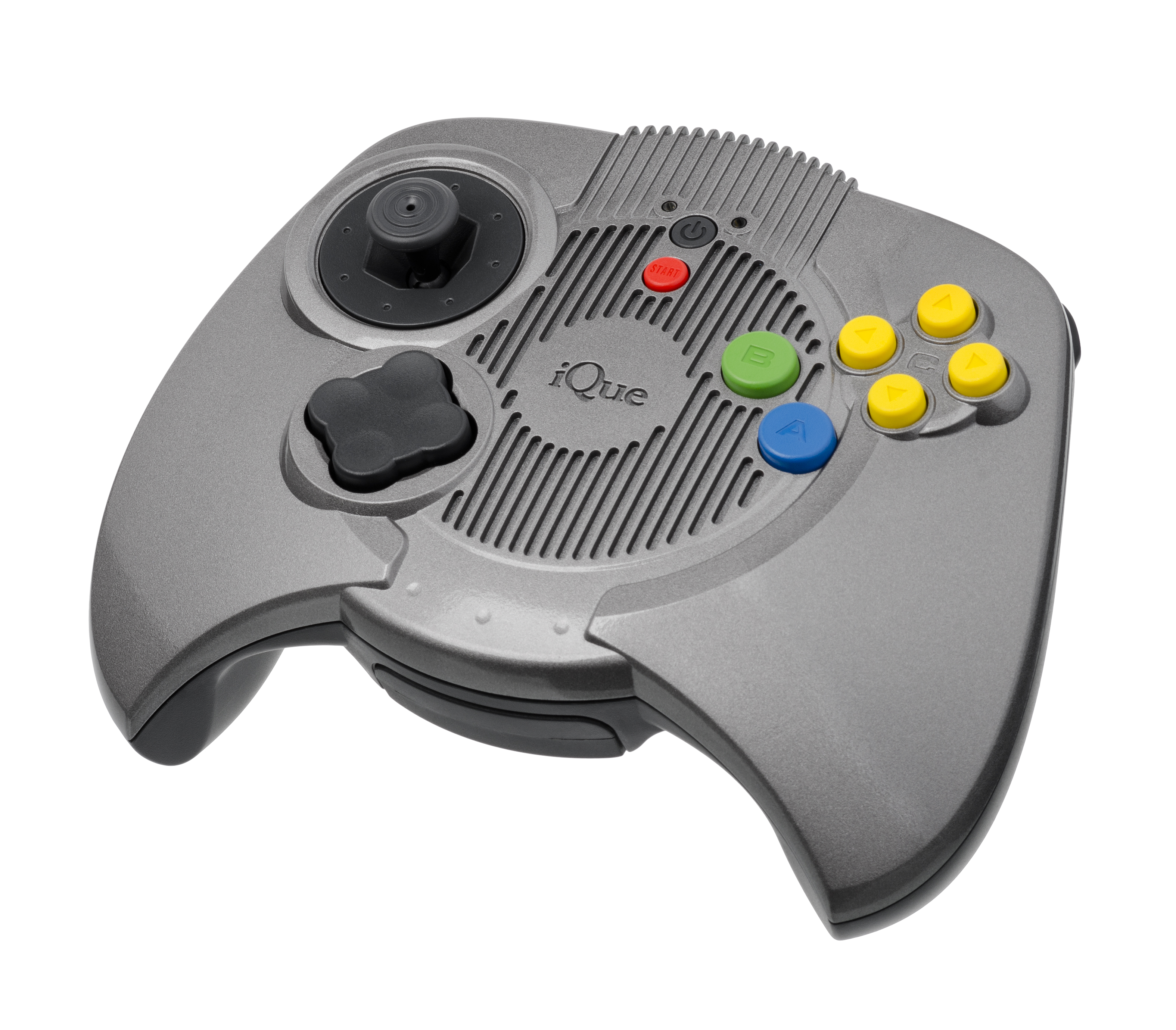
『iQue Player』とコントローラを兼ねるデバイス。2003年、中国で発売

2003年、任天堂は中国系アメリカ人の科学者のウィ・イェンと共同で、iQueという会社を設立した。この会社は、任天堂の公式ゲームを中国本土内で製造および販売するための合弁事業であった。2000年、中国の文化部が国内でゲーム機の販売を禁止していた。この結果、国内のビデオゲーム販売は偽造ゲーム機上で動作する海賊版ゲームに占められるようになった。任天堂は自社ゲームの海賊行為に対抗するため、iQueを設立し、中国独占のゲーム機である『iQue Player』向けに合法的なゲームを販売するため政府と協力した。しかし、iQue Playerで発売されたゲームはわずか14タイトルにとどまり、販売面でも海賊行為への対抗という面でも成功を収めることはなかった。しかし、iQueは現在も中国で任天堂のゲームを販売している。2011年までに文化部による禁止はほとんど形骸化し、ソニーやマイクロソフトは他国と同様に自社のゲーム機を販売し始めた。

### 2004年の組織再編
2004年、岩田聡により任天堂は大規模な組織再編を実施し、従来の4つの研究開発部門（R&D）を廃止して新たな4部門体制へ移行した。このうち任天堂情報開発本部は引き続き存続し、宮本茂のもとでEADは8チーム（情報開発本部は1から8）に細分化され、各チームが独立してタイトル開発を担当する形になった。旧R&D1・R&D2でゲーム開発に携わっていたスタッフもEADに移籍した。
また、ハードウェア開発専任の新部門として「統合開発本部（IRD）」がゲーム機（据え置き機）を、「開発技術部（RED）」が携帯機を担当する体制に。4つ目の新部門「ソフトウェア企画開発本部（SPD）」は、情報開発本部よりも小規模なタイトルや、京都本社外に拠点を置く社内チームによる開発監修・サポートを担った。この4部門体制は2015年まで維持された。

## ニンテンドーDSとWiiの時代（2004年-2011年）

2004年11月21日から2016年5月11日まで使用された任天堂のロゴ

2004年、岩田聡は任天堂の組織を再編し、それまで存在していた4つの研究開発部門を廃止し、新たに4つの部門を設立した。この中で、宮本が引き続き率いる任天堂情報開発本部（EAD）は存続し、8つのチーム（情報開発本部は1から8）に分割され、それぞれが独立してゲーム開発を行う体制となった。それ以前の研究開発1部と2部に所属していた社員は情報開発本部に統合された。また、ハードウェア開発を担当する2つの部門が設立された。統合開発本部（IRD）は据置型ゲーム機を、研究開発本部（RED）は携帯型ゲーム機を担当した。さらに、企画開発本部（SPD）が設立され、情報開発本部チームよりも小規模なタイトルの開発や、京都本社外に拠点を置く社内チームによる外部第一パーティー開発の監督を行った。この組織構造は2015年まで続いた。  

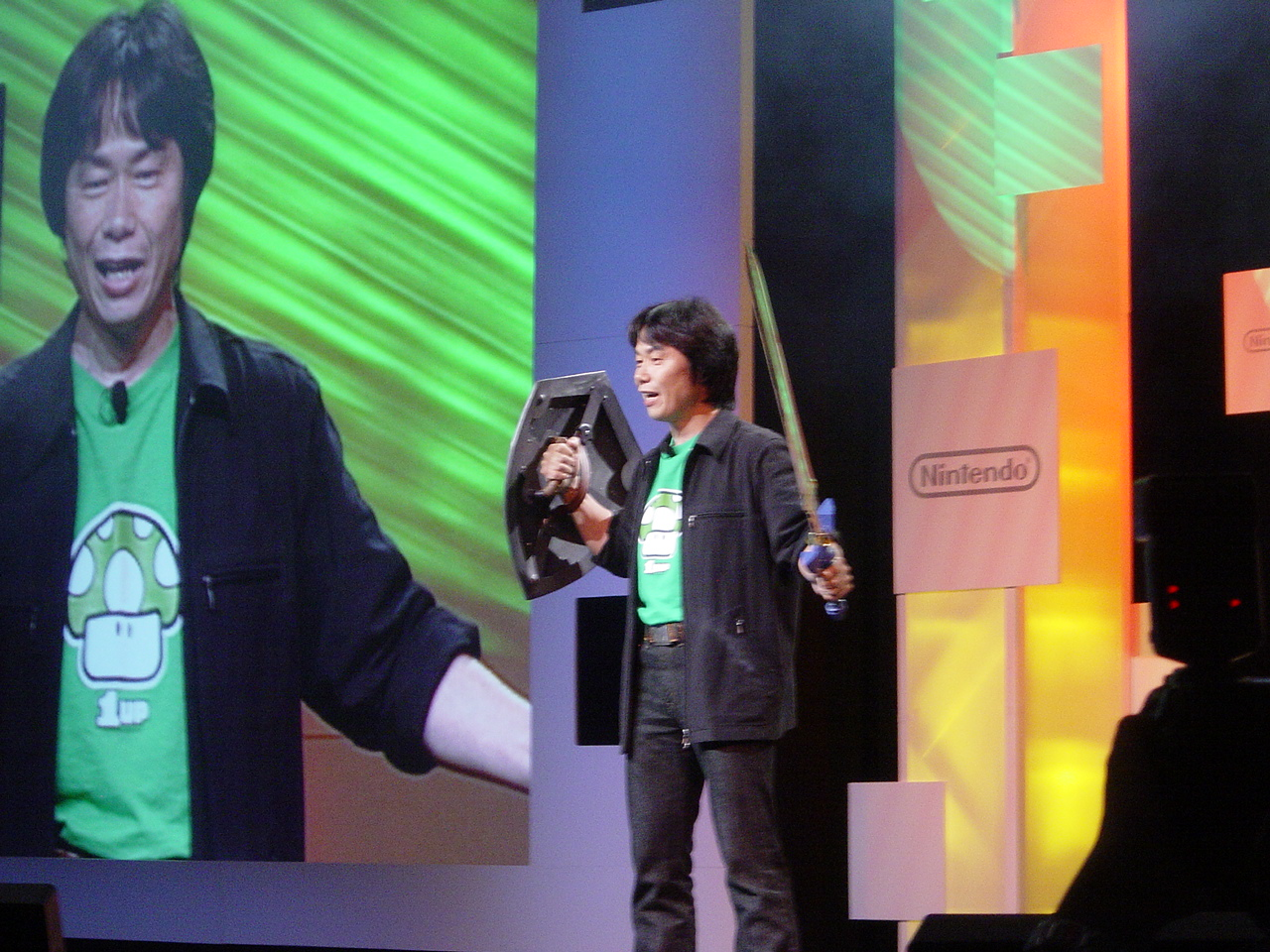
宮本が任天堂のE3 2004プレスカンファレンスで『ゼルダの伝説 トワイライトプリンセス』（2006年）を発表している様子

任天堂のE3 2004プレスカンファレンスで、岩田が「Revolution（革命）」というコードネームを持つゲームキューブの後継機を発表した。この後継機は最終的に「Wii」と命名された。Revolutionの開発はゲームキューブの発売直後に始まり、「小型で静かで手頃な価格」のゲーム機として設計された。グラフィック性能を優先したものではなかった。岩田は、ゲーム機にとってグラフィックは重要ではなく、そのタイトルのゲームプレイこそが「ゲーム革命」を引き起こすと主張した。

任天堂はまた、E3でニンテンドーDSという携帯型ゲーム機を発表した。このシステムは上下に配置された2つの画面でゲームを表示することができ、一方または両方の画面を使用可能である。使用しないときは折りたたむことが可能である。このDSは以下の特徴を持つと発表された。Wi-Fiを利用して近くの15台のデバイスと無線で通信可能である、新しい3Dグラフィックスエンジンをサポートする、近くのデバイスがゲームを実行している場合は無線接続を通じて所有していないゲームのマルチプレイヤーモードがプレイ可能である、近くのデバイスからメッセージを受信可能である、そしてゲームボーイアドバンスのカートリッジもプレイ可能である。また、マイクが搭載されており、DSのゲームと音声でやり取りできる機能も詳細に説明された。トニー・スミスは『The Register』で、この新しい接続性の特徴が「任天堂がゲーム機を超え、一般的な若者向けの通信デバイスを目指していることを示唆している」と記した。任天堂によれば、100の開発会社がこのDS向けにゲームを開発する契約を結んでいるという。

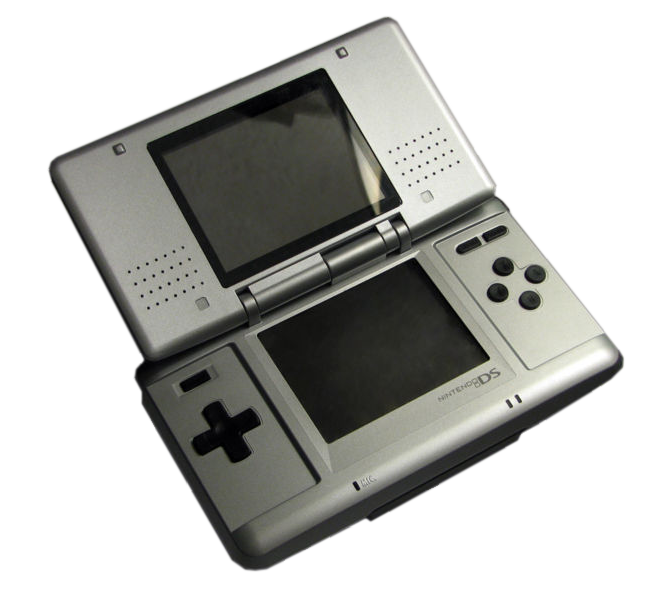
2004年に発売されたニンテンドーDSのオリジナルモデル（プラチナシルバー）

2004年9月、任天堂はニンテンドーDSを11月21日にアメリカで発売すると発表した（価格は149.99ドル）。その後、日本、2005年第1四半期にはヨーロッパとオーストラリアで発売される予定だった。『IGN』は、アメリカでの発売は同国での消費者の期待が大きかったためであり、2004年のアメリカのホリデーシーズンを活用する狙いだったと報じた。また、DSはゲームボーイアドバンスのゲームをプレイできるものの、リンクケーブル用のポートが含まれていないため、ゲームボーイアドバンスのシステムリンクを使ったマルチプレイヤーモードは利用できないことも明らかにされた。ニンテンドーDSには、周囲のDS同士でテキストやイラストを送受信できるメッセージングアプリ『PictoChat』がすべてのデバイスにプリインストールされており、このアプリが先述の無線通信機能として発表された。任天堂はシステム向けに20本のゲームを開発中であると述べた。
任天堂はニンテンドーDSを10代から20代の若者向けに位置づけ、この新しい層が同デバイスを従来の子供向けと認識しないよう努めた。アメリカではDSの発売前に、性的ニュアンスを含むテレビコマーシャルが一連の広告として放送され、「Touching is Good（タッチすることは良い）」というタグラインが用いられた。
任天堂はニンテンドーDSの予約注文数の多さに圧倒された。2004年11月2日、同社はシステムの追加予約を停止した。11月15日に報じられたところによると、200万台のハンドヘルドが予約された一方で、任天堂は発売時点で100万台しか用意していなかった。この時点で、中国の2つの工場がDSの生産に割り当てられていたが、11月16日に任天堂は需要に対応するため第3の工場を追加したと報じられた。
DSは7本のローンチタイトルと共に発売された。そのうち2本は任天堂が開発したもので、『Metroid Prime Hunters: The First Hunt』（2006年のゲーム『メトロイドプライム ハンターズ』の体験版）と、スーパーマリオ64をリメイクした『スーパーマリオ64 DS』である。その直後、ソニーが2004年12月に日本でPlayStation Portableを発売し、ハンドヘルド分野での競争が始まった。

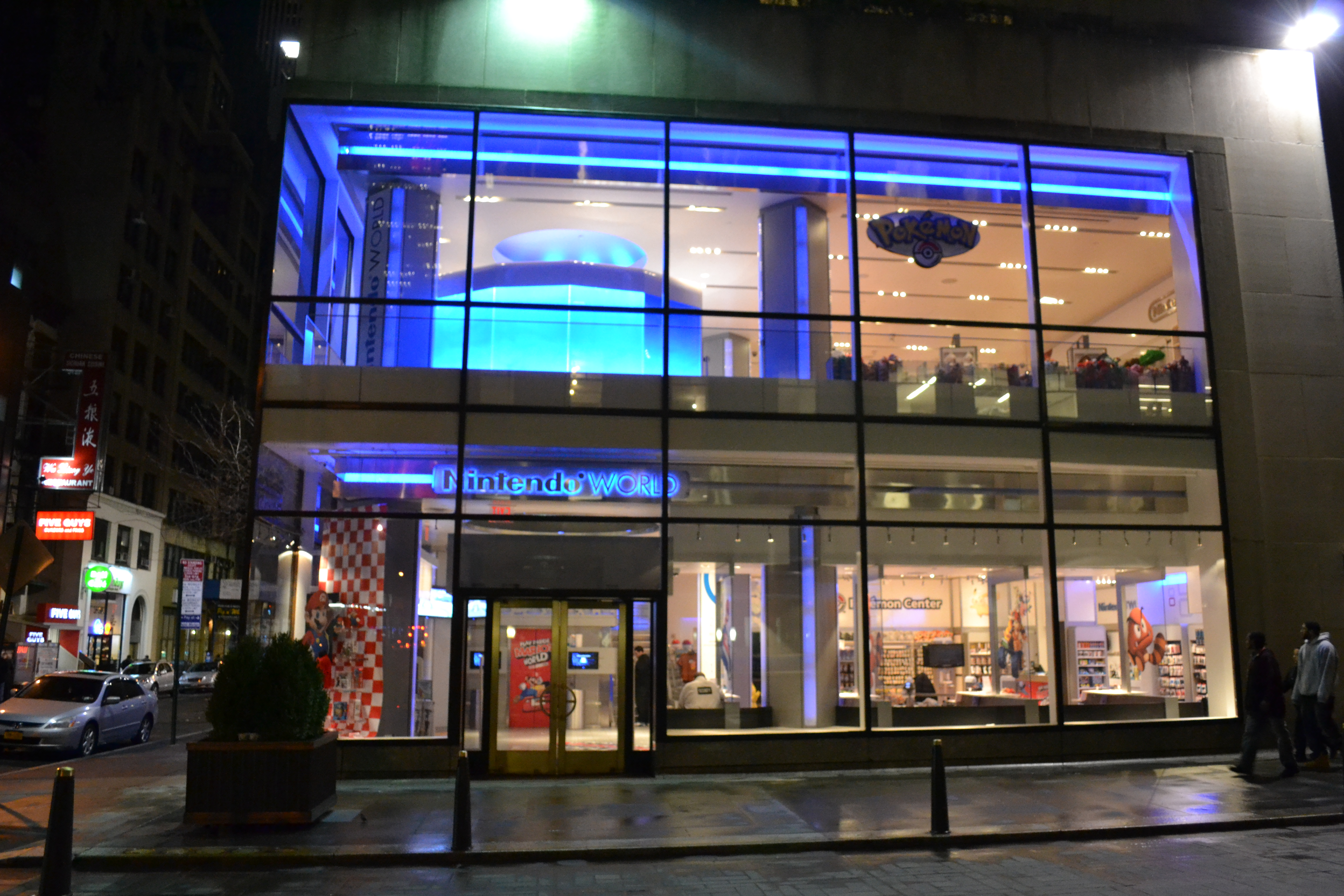
ニューヨークにあるNintendo World Store（2012年撮影）

2005年5月14日、任天堂は一般顧客が利用可能な初の小売店舗「Nintendo World Store」をニューヨークのロックフェラーセンターに開設した。この店舗は2階建てで、ゲームキューブ、ゲームボーイアドバンス、ニンテンドーDSのゲームが多数プレイ可能なキオスクが設置されていた。また、任天堂の歴史を感じられる展示ケースには、花札なども含まれていた。オープンを祝うため、ロックフェラープラザでブロックパーティーが開催された。

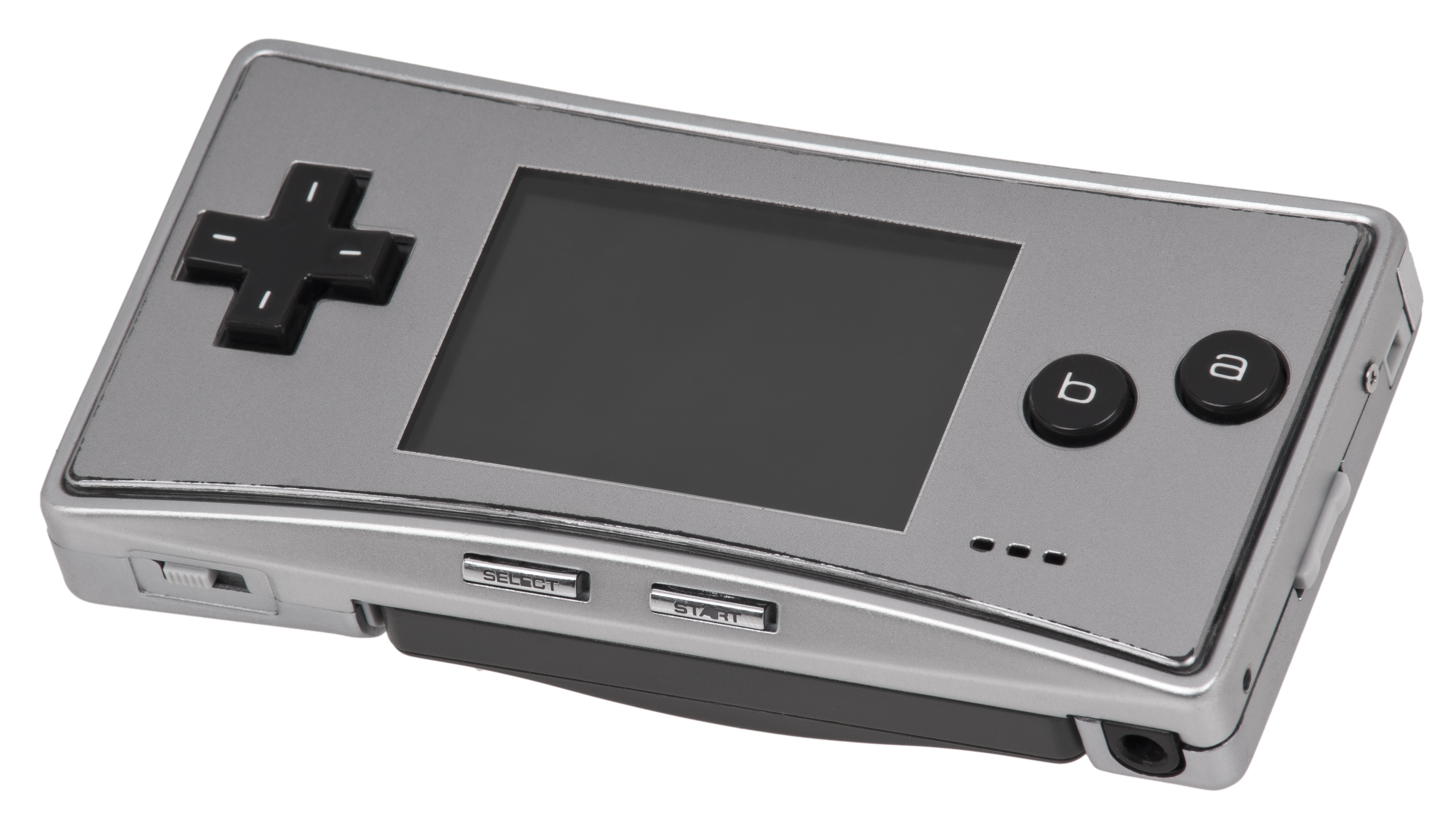
2005年に発売されたゲームボーイミクロ（シルバー）

2005年5月17日のE3では、「Revolution」（後のWii）のデザインが初公開されたが、最終的なモーション操作対応コントローラはまだ披露されなかった。同社はこのゲーム機が2006年に発売されると発表したが、これは2005年末に発売されたXbox 360やPlayStation 3の後になることが注目された。RevolutionはWi-Fiを介したオンラインゲームを提供し、ゲームキューブのゲームもプレイ可能であるとされた。岩田は、システムは「大きな予算よりも大きなアイデアが勝る場所になる」と述べた。Neal Ronaghanは後に『Nintendo World Report』で、振り返ってみるとこれはシステムのモーション操作対応ゲームを指していた可能性が高いと記した。同社はDSとRevolutionの計画について、任天堂の伝統的なユーザー層だけでなく、より広いカジュアルゲーマー層をターゲットにしたゲームを作ることを目指していると述べた。また、ゲームボーイミクロも発表された。これはより小型化され、より明るい画面を持つゲームボーイアドバンスのバージョンで、フェイスプレートが簡単に取り外され、異なるデザインに交換可能な特徴があった。ミクロはその秋に発売されるとされた。
2005年9月16日、東京ゲームショウにおいて、任天堂はRevolutionのコントローラのデザインを公開した。このコントローラは後にWiiリモコンと命名され、リモコンのような形状をしており、取り付け可能なジョイスティックと併用することができた。このジョイスティックは後にヌンチャクと呼ばれることになった。コントローラは、テレビのリモコンのように縦に持つことも、従来型のゲームコントローラのように横に持つことも可能であった。任天堂はこれが従来のゲーマーとカジュアルゲーマーの双方に理解されやすいように設計されているとし、内蔵されたジャイロスコープによりゲーム内で動きを操作できるようにすると述べた。『The Register』は、このコントローラが任天堂がソニーやマイクロソフトとの競争から離れ、「ハードコアゲーマー向けに強く訴求されるであろうコンソール」から距離を置く方向を示しているように見えると記した。

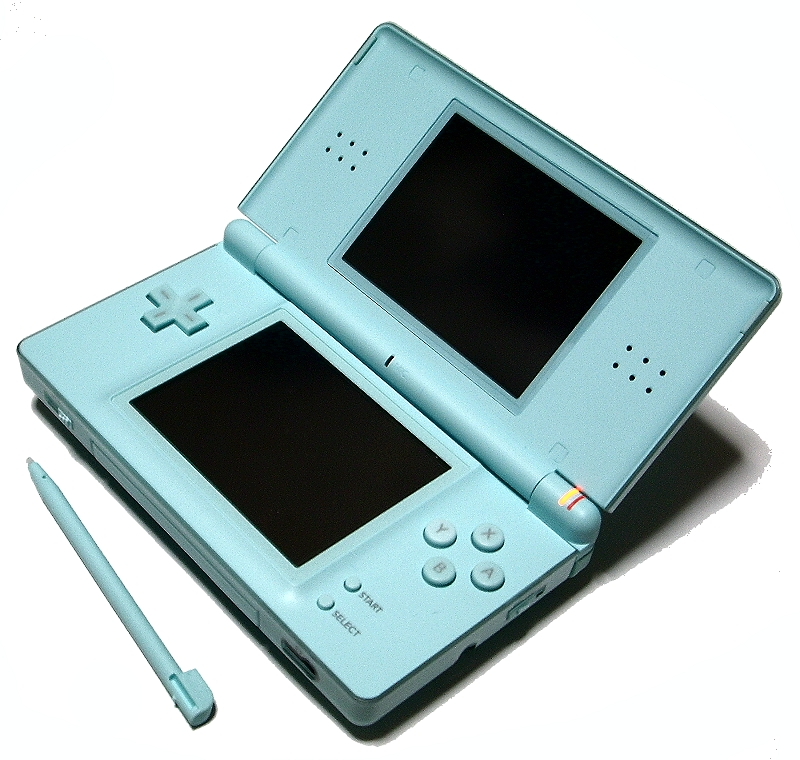
2006年に発売されたニンテンドーDS Lite（アイスブルー）

2006年1月、任天堂はニンテンドーDSの新バージョンであるニンテンドーDS Liteを発表した。このバージョンはハンドヘルドの発売以来開発されていたもので、オリジナルモデルよりも3分の2小型化され、20%軽量化されており、画面もより明るくなっていた。また、画面の明るさは4段階から調整可能である。DS Liteは2006年3月2日に日本で発売され、アメリカでは6月11日、ヨーロッパでは6月23日に発売された。

2006年4月、任天堂はRevolutionを正式名称「Wii」として発売することを発表した。この名前は、ゲーム機全体と同様に、カジュアルな観客にアピールすることを意図しており、発表当初は任天堂ファンの間で非常に物議を醸した。『IGN』のルーカス・トーマスは2011年の記事で「任天堂は、2006年のE3ショーの何か月も前にこの名前を発表することで、名前の奇妙さが論争を巻き起こすと賢明に予測していた」[...]「もしE3ショーの場で発表していれば、この名前がシステムの他のすべてをかき消してしまっただろう」と述べた
2006年5月、任天堂はE3でのプレスカンファレンスにおいて、Wiiを年末までに発売すると発表した。同時に、モーションコントロールを活用したいくつかのゲームを公開した。これには『Excite Truck』（2006年）、『Wii Sports』（2006年）、『スーパーマリオギャラクシー』（2007年）が含まれていた。ルーカス・トーマスは、これらのゲームのE3デモについて「手軽であり、本質的に異なる」モーション操作の実装を示しており、それがWiiの「驚きに満ちたコンセプト」に対するゲームコミュニティの懐疑心を和らげたと記した。さらに彼は、同年のソニーのプレスカンファレンスが「悪評高い失敗」をしたことが、任天堂のE3でのポジティブな評価につながったとも述べた。
2006年5月25日、レジナルド・フィサメィがNintendo of Americaの社長兼CEOに昇進した。同部門の前任社長である君島達己は取締役会会長兼CEOに昇格した。さらに同年7月7日、任天堂は韓国のソウルに新しい現地法人「任天堂コリア」を設立し、大元メディアに代わって韓国での任天堂製品の公式ディストリビューターとなった。
2006年8月初旬、任天堂とマイクロソフトが特許侵害訴訟の標的となったことが明らかになった。Anascape Ltd.という企業は、両社のゲームコントローラで使用されているアナログ技術が自社の特許に違反していると主張し、損害賠償を求めるとともに、問題の技術を使用したコントローラの販売中止を要求した。マイクロソフトはAnascapeと和解したが、任天堂は裁判に持ち込み、初審で敗訴して2,100万ドルの損害賠償金を支払うよう命じられた。その後、任天堂は控訴し、2010年4月23日に連邦巡回控訴裁判所がこの判決を覆した。2010年11月、Anascapeが最高裁に上訴したが、却下された。

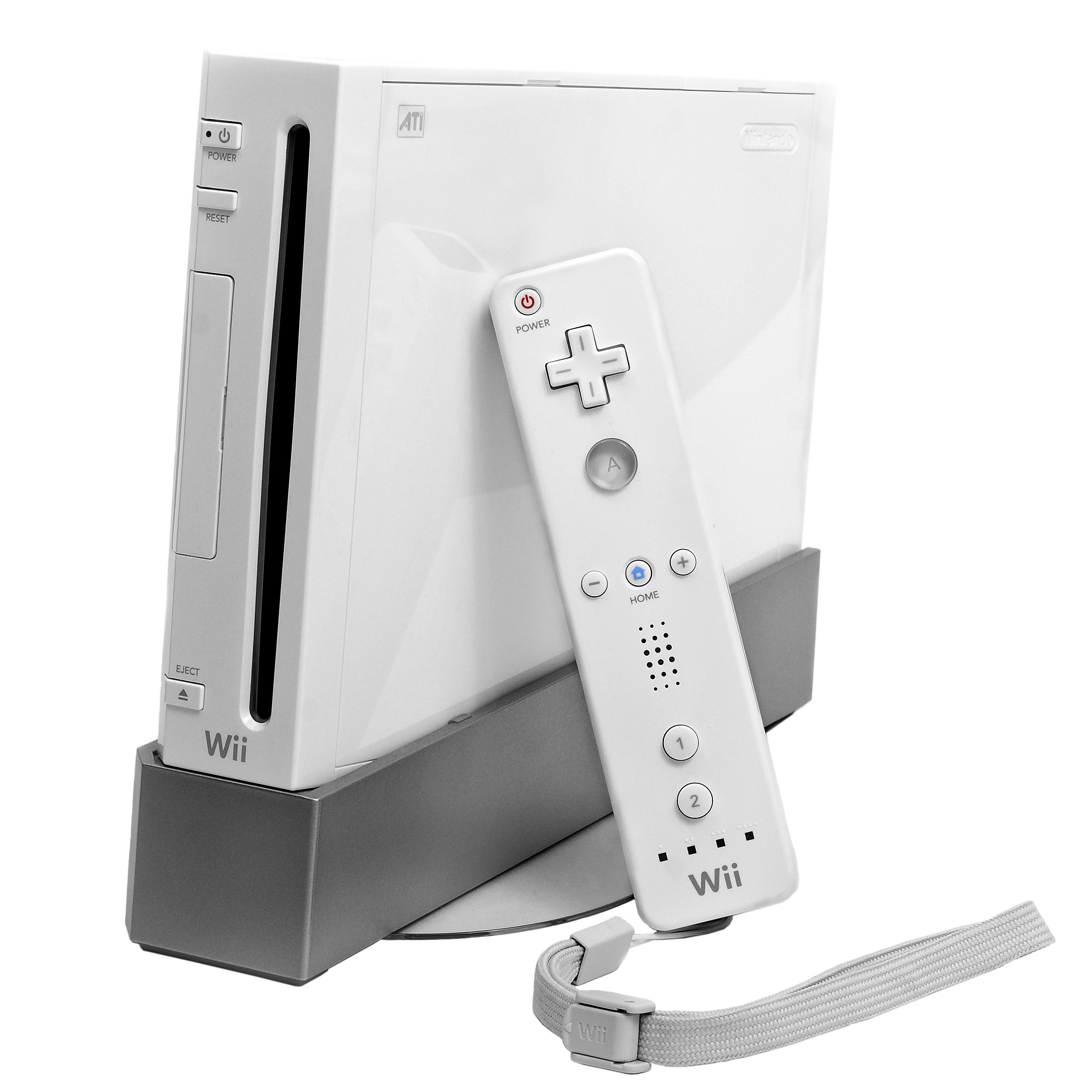
Wiiリモコン付きのオリジナルWii

2006年9月、任天堂はWiiの発売詳細を発表し、Wiiメニューと呼ばれるGUIの機能を披露した。このシステムは11月にアメリカで初めて発売され、その後12月に日本、オーストラリア、ヨーロッパで順次発売された。ゲーム機は非常に速く売れ、任天堂にとって大きな突破口となった。ゲームキューブで失われたペースを取り戻し、その予想外の成功は任天堂がターゲットにした拡大されたユーザーデモグラフィックによるものとされた。このWiiの成功を受けて、2010年にはソニーとマイクロソフトがPlayStation 3およびXbox 360向けに、任天堂と同じ幅広い層をターゲットにした各種アドオンをリリースした。
2007年、任天堂はゲームキューブ向けのファーストパーティゲームの製造を停止した。
2007年9月、Nintendo of Americaは公式インターネットフォーラム「NSider Forums」を無期限で閉鎖した。同社ウェブサイトの大規模なリニューアルの一環であった。数カ月間にわたり、Nintendo of Americaのオンライン部門の削減に伴い、NSiderのチャット時間が短縮されたほか、8月に毎年開催されていたキャンプハイラルイベントが景品抽選に置き換えられていた。この間、任天堂はファンに独自のフォーラムを運営することを奨励した。また、任天堂ヨーロッパのフォーラムセクションも1週間後にサイトの改編に伴い公式に閉鎖されたが、同年6月から「セキュリティ問題」を理由にオフライン状態だった。2007年12月、任天堂は技術サポート専用のフォーラムを開設した。
2007年10月、任天堂はオーストラリア現地法人の新しいマネージングディレクターとしてローズ・ラピンを発表した。彼女は任天堂の子会社の責任者として初の女性であり、オーストラリアで任天堂が事業を開始する前、Mattelのセールスおよびマーケティングディレクターとして働いていた。発表時までその役職を務めていた。

### ニンテンドーDSi

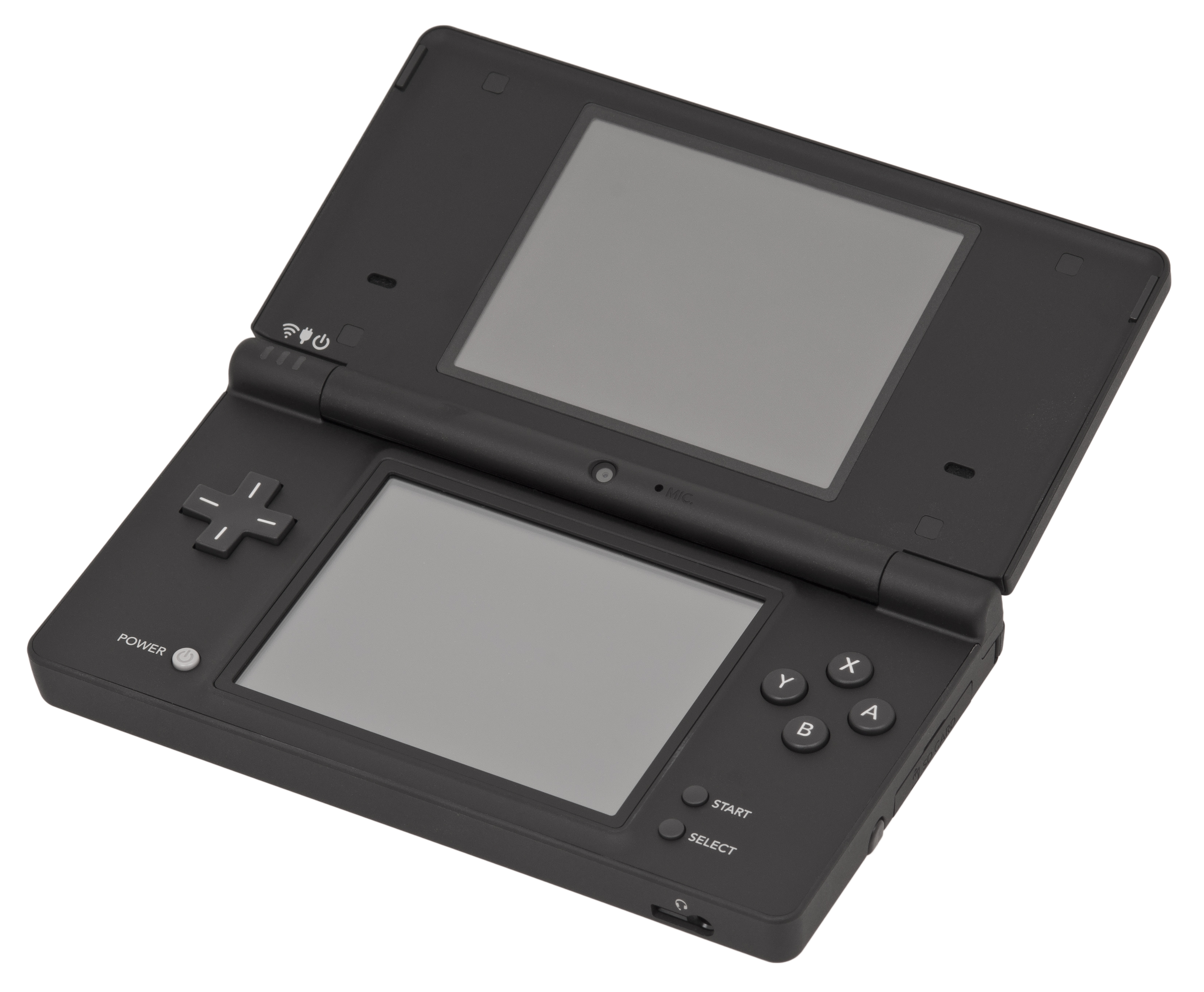
2009年に発売された黒色のニンテンドーDSi

2008年11月、任天堂は日本でニンテンドーDSiを発売した。これはニンテンドーDS Liteの改良版であり、DS Liteの全機能に加えて内側と外側にカメラを搭載し、新しい機能を備えていた。任天堂が製造した携帯型ゲーム機として初めて、システムにゲームコンテンツをダウンロードできるようになった機種である。ニンテンドーDSiは2009年4月にオーストラリア、ヨーロッパ、北米、そしてアジアの他の地域でも発売された。

## ニンテンドー3DSとWii Uの時代（2011年-2017年）

### ニンテンドー3DS

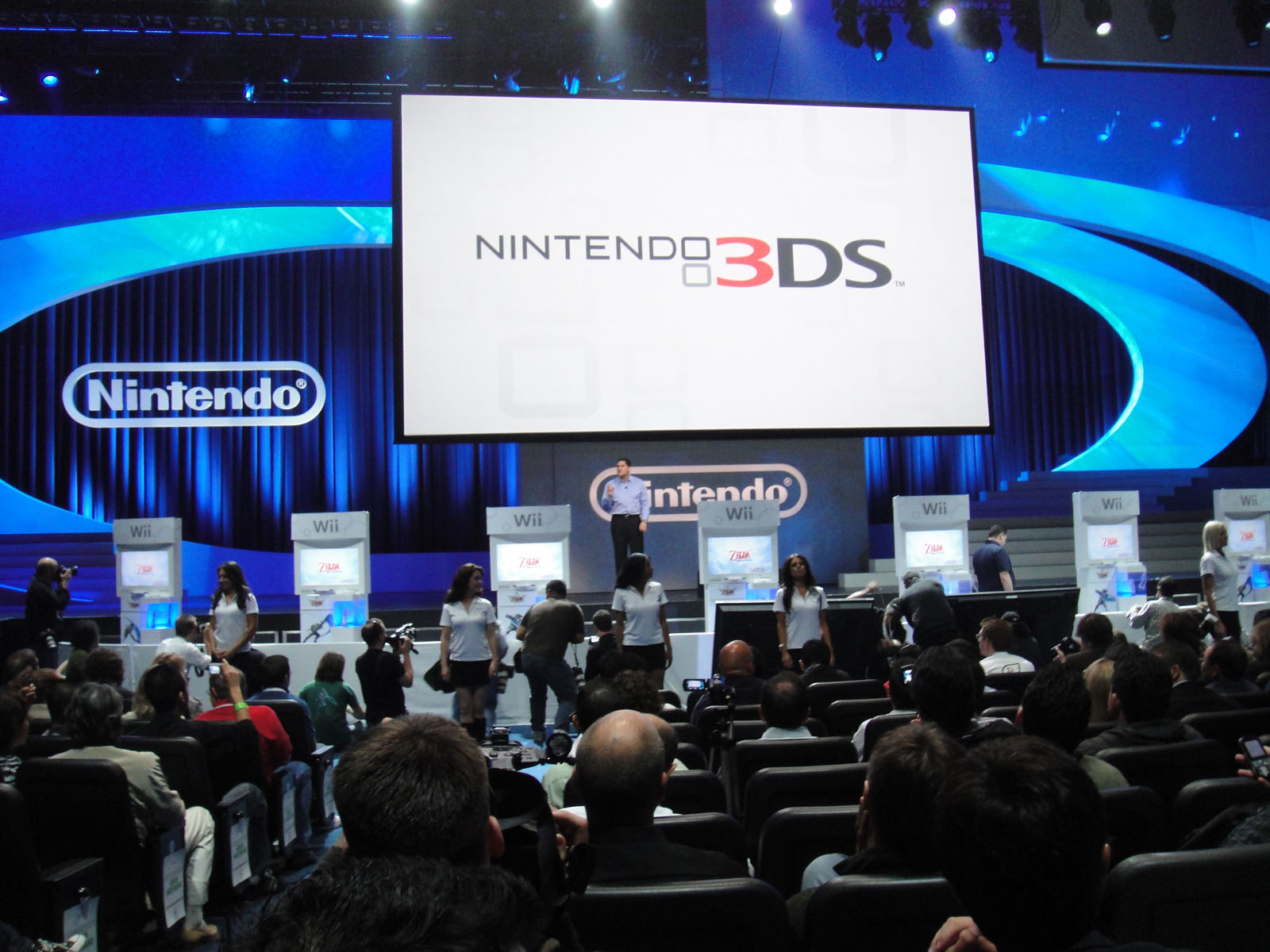
E3 2010での任天堂のプレスカンファレンス

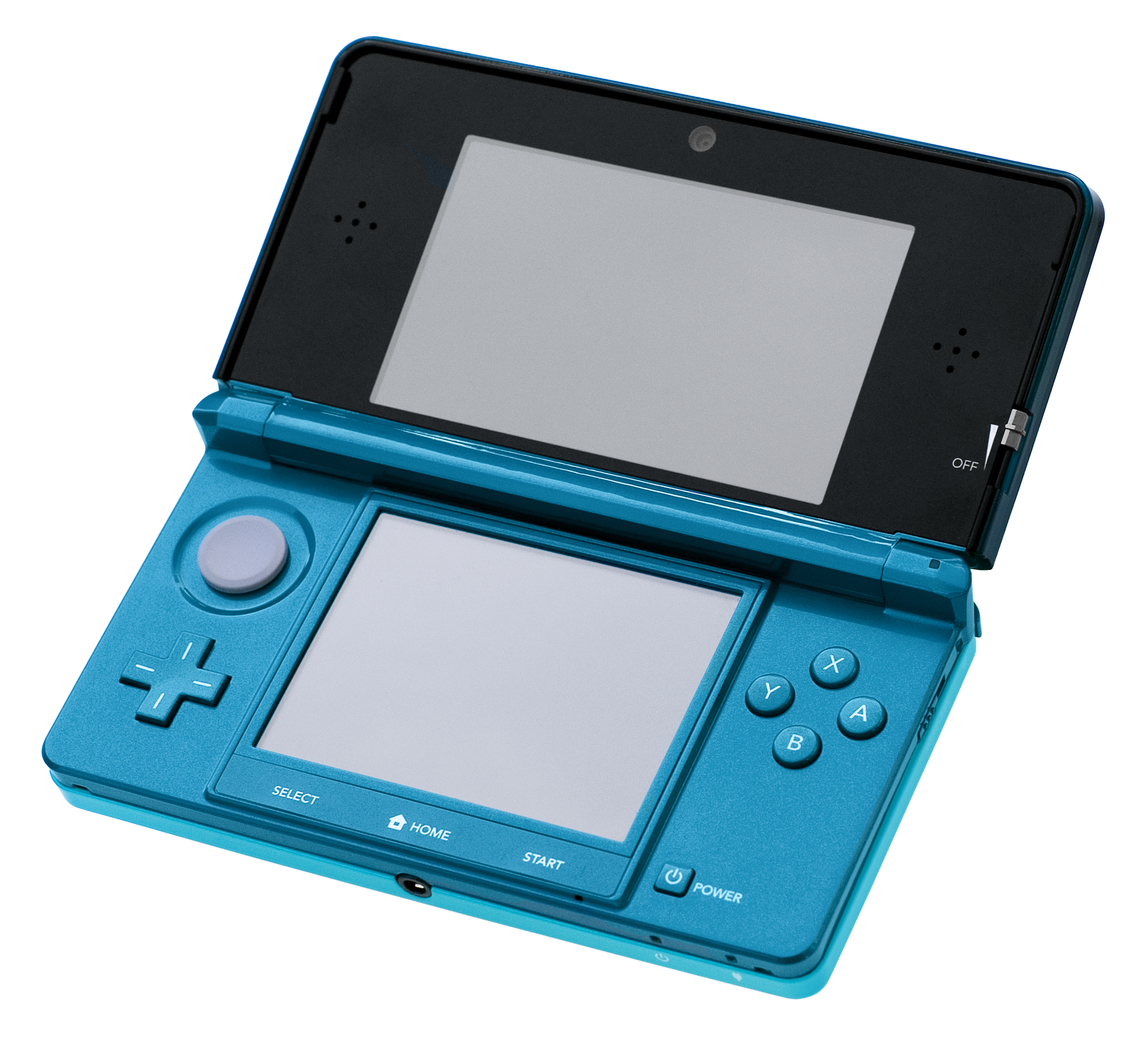
オリジナルのニンテンドー3DS。2011年発売、アクアブルー

2010年6月、E3にて岩田聡が携帯型ゲーム機のニンテンドー3DSを発表した。この機種はDSの2画面デザインを引き継ぎつつ、立体視ゲーム（特別な3Dメガネを使わず3D表現が可能な自動立体視）に対応したことが明かされた。3D効果の深さはスライダーで調整でき、スライダーをオフにすれば従来通りの2D表示となる。本体では一部映画などの3D動画再生（Netflixのサービスは2021年に終了）も可能だった。ジャイロ・モーションセンサー、前面カメラ1つと背面カメラ2つ（後者は3D撮影対応）も搭載。また、3D表示は6歳以下の子どもには眼精疲労や頭痛の恐れがあるとして任天堂は使用を制限するよう呼びかけていた。
本体はすれちがい通信（Wi-Fi接続のスリープ状態で近くの3DS同士が自動でデータ交換）を搭載。例えばレースゲーム『ASPHALT 3D:NITRO RACING』（2011年）では、すれちがった2台の3DSがそれぞれのコースのラップタイム記録を比較し、最速だったプレイヤーに勝利が与えられるかたちですぐにレースをシミュレーションできた。
E3 2010段階で任天堂や他社による70タイトル以上（ミニゲーム・デモ含む）が3DS向けに発表された。2010年9月、日本では2011年2月に25,000円で発売と発表。2011年1月にはアメリカで3月発売、価格は$249.99とアナウンスされた。発売時には3D効果の没入感は高評価だったが、ディスプレイ解像度やバッテリー寿命（特に初代PSPと比べて劣る点）、アメリカ定価の高さなどが批判された。3DSの販売は序盤は低調だった。アメリカでは「ある程度好発進」したが、価格などの影響もあり第2四半期は11万台と振るわなかった。
2011年6月、任天堂はアメリカでの価格を169.99ドルに引き下げた。この価格改定により、3DSの売上は回復し、最終的にはアメリカで発売から初年度に450万台を販売した。日本でも同時期に価格は15,000円に引き下げられた。
2011年12月から2013年11月まで、任天堂はいつの間に交換日記（お絵かきや写真を他の3DSユーザーに送れるオンラインサービス）を提供していたが、日本国内で写真交換を悪用した児童ポルノ事件が発生したことを受け同サービスは終了した。
任天堂は携帯ゲーム市場では成功を続けており、3DSは10年間の販売期間で7500万台を売り上げた。

### Wii U

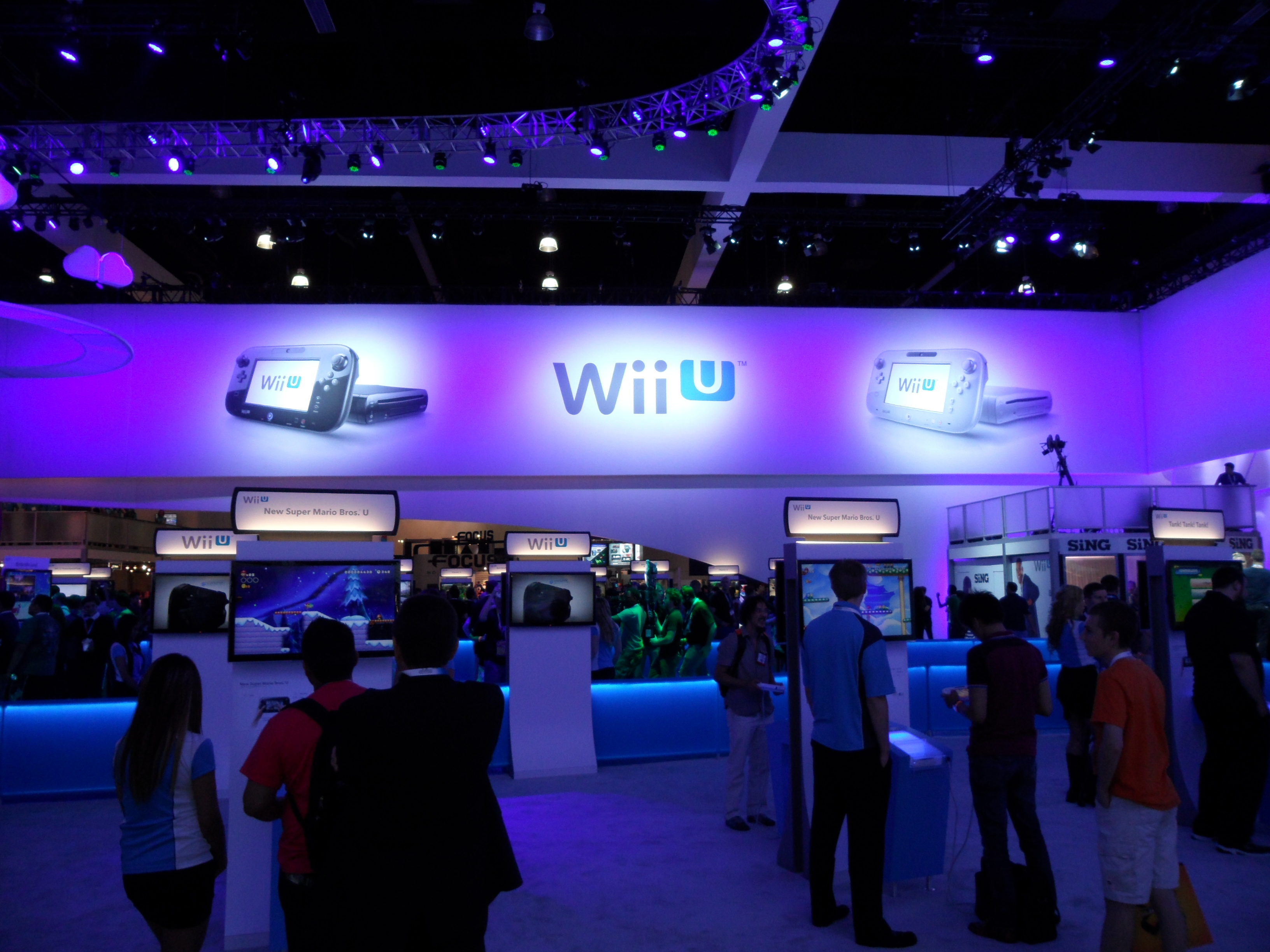
E3 2012でのWii Uキオスク

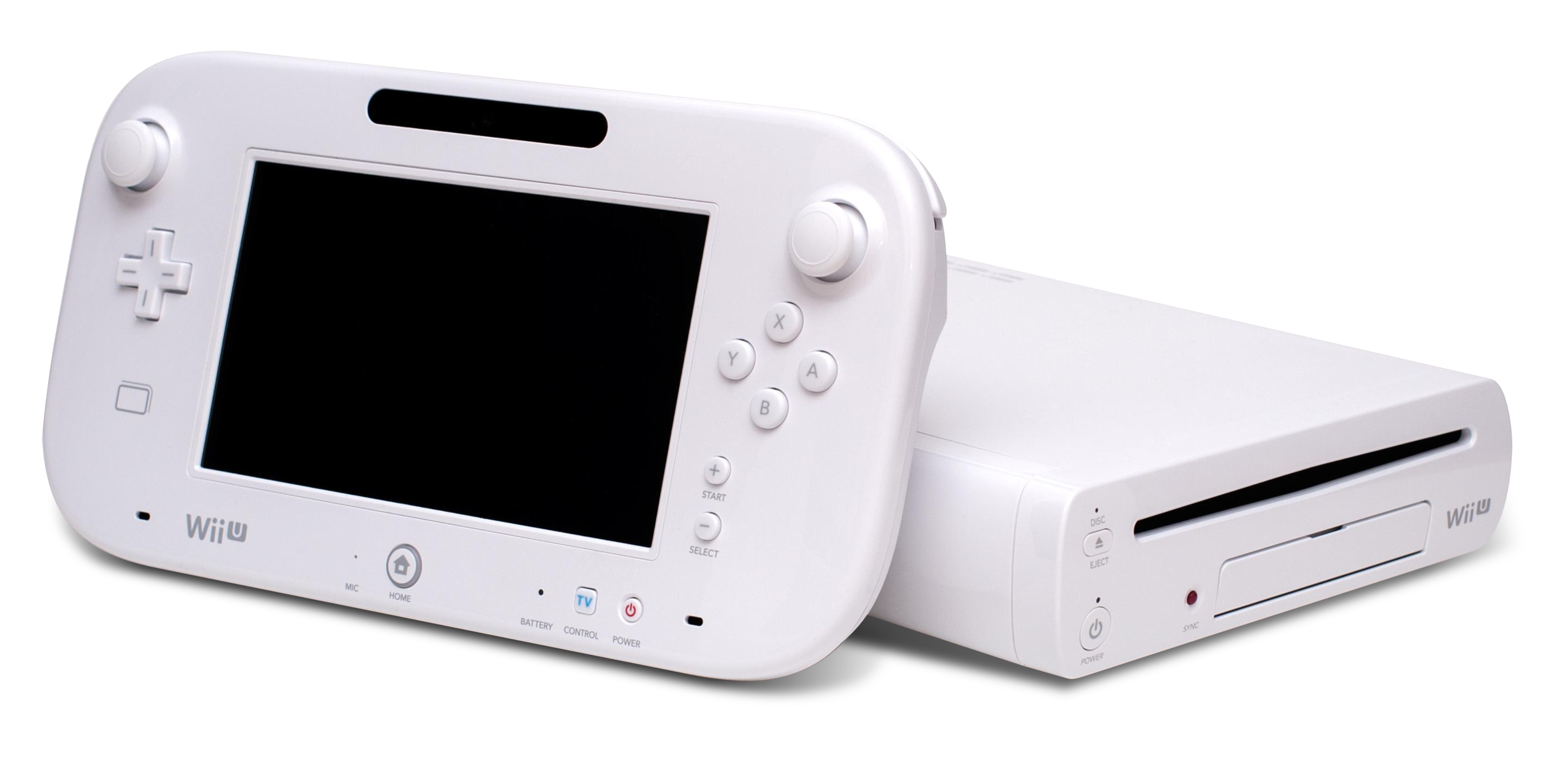
Wii U GamePad（左）とWii U本体（右）、2012年発売、白色

2011年4月、任天堂はWiiの後継機に当たるゲーム機を発表し、「Project Cafe」というコードネームを与えた。このゲーム機の詳細は、2011年6月7日に行われたE3 2011での同社のプレスカンファレンスで発表され、その名称が「Wii U」となることが明らかにされた。クリス・ジーグラーは『The Verge』で、「任天堂はWii Uという名前が、ゲーム体験の中心があなたであることを強調していると言った」と述べている。このゲーム機は一部従来型の「ボックス」（プロセッサを備えた装置で、テレビなどのモニターに接続するもの）を採用していたが、Wii Uの特徴的な機能はWii U GamePadであった。GamePadはタッチスクリーンディスプレイを備えたコントローラで、マイク、ジャイロスコープ、カメラを搭載し、ボックスと無線接続されていた。任天堂はGamePadのディスプレイがゲーム内で多くの用途に使用可能であることを紹介した。例えば、ゲーム内でスコープの視点を表示したり、GamePadのジャイロスコープが向いているテレビの特定部分を拡大表示したりすることが可能だった。また、ゲーム機はハイビジョン映像（HD）を出力し、Wiiのゲームや周辺機器と互換性があり、さらにはある種のビデオ会議機能をサポートすることも発表された。
2010年代初頭、任天堂の利益は、同社がビデオゲーム企業となって以来最低水準まで落ち込んだ。2012年3月期の決算では、売上80億ドルに対して5億3千万ドルの赤字となり、1981年以来初の通期赤字を記録した。2012年初頭は業界全体で販売不振だったが、任天堂は3DSの出足の悪さやWiiの売上低下でさらに苦しんだ。Erik Kainは『Forbes』で、「この赤字は、今後発売されるWii Uの販売がさらに重要であることを意味する」と指摘した。Nick Wingfieldは『ニューヨーク・タイムズ』で、iPhoneやiPod Touchのようなモバイル機器の重要性が増す中で、それ向けのモバイルゲームを展開すれば任天堂にとって助けとなるかもしれないとしたが、任天堂は自社ハード専用のソフトしか作らない方針であり、2011年当時、岩田は「モバイルゲームは任天堂のアイデンティティと相容れない」と述べていたと記した。業界幹部らも、任天堂の判断は「新たな世代のゲームブランドたとえば『Angry Birds』がモバイル機器で独占的地位を築くのを許す機会損失」であり、これはかつてディズニーがピクサーにCGアニメーションで主導権を握らせたのと似ているとした。一方で、Fils-Aiméは任天堂が「モバイル端末でゲームを購入し、任天堂端末に配信する仕組み」の検討を示唆した。
アメリカでは、2012年11月のWii Uの発売直後に需要が高い様子が見られた。同月のブラックフライデーには、小売チェーンのGameStopの全米3,000店舗でほぼ完売となった。GameStopの社長であるTony Bartelは「人々はイノベーションに飢えており、Wii Uがそれをもたらしている」と述べた。しかし2013年1月までに販売は鈍化し、岩田聡は「クリスマス商戦の終わりには、Wiiが最初に大ブームで売切れ続出となったときほど、アメリカの店頭からWii Uが消える展開にはならなかった。ただ、売れ行きが悪いわけではなく、着実に売れていると感じている」と語った。この時点で、日本国内ではWii Uが60万台、アメリカでは40万台売れたが、これはWiiの同期間（アメリカ発売後）の実績より20万台少なかった。この販売数は任天堂の想定を下回り、同社はWii Uおよび3DSの販売見通しを下方修正した。2013年第1四半期もWii Uの販売低迷は続き、4月には2期連続の営業赤字を発表した。
業界アナリストの多くは、Wii Uに対する消費者の関心の低さについて、混乱を招いたマーケティングが原因だと指摘した。Jason Schreierは『Kotaku』で、このシステムは最初からマーケティングが失敗していたとし、E3 2011での初披露について「現代ハードウェア発表の中でも最悪の部類」と評した。任天堂の宣伝資料がGamePadを「新しいコントローラ」とだけ説明し、新型ゲーム機の一部であることを明確にしなかったため、多くの人々はWii UをWii用のタブレット周辺機器と誤認したり、単なるWiiの後継と思い込んだ。2013年4月の経営方針説明会で岩田は、多くの消費者がWii Uを「Wiiの周辺機器」あるいは「ただゲーム用のパッドが付いただけのWii」と捉えている現状を認め「商品を正しく理解してもらう努力が足りなかったことについて、深く責任を感じている」と述べた。
Wii Uは混乱したマーケティング戦略、サードパーティーのサポート不足、消費者からの低い支持率に苦しんだ。その結果、任天堂は2010年代半ばに収益の減少を経験した。Wii Uは任天堂の据え置き型ゲーム機の中で最も売上が低い機種となり、1350万台しか販売されなかったため、2017年に製造終了となった。

### YouTube著作権主張
2013年5月、任天堂はYouTube上での実況プレイ動画に対して著作権を主張し始めた。この取り組みでは、ゲームプレイ動画から得られる将来の広告収入を任天堂が取得するように変更された。それまでは、このような広告収入は動画をアップロードしたユーザーが得ていた。このような著作権主張（Content IDマッチを通じて行われる方法）は、以前から音楽や映画の知的財産所有者が、自身のコンテンツを使用した動画から収益を得るために行っていたが、任天堂がゲームプレイ動画に対して同様の措置を取ったことは物議を醸した。
ゲームコミュニティ内では、ゲームプレイはこの文脈において実況者によって創造されたものであり、任天堂の経済的所有物ではないという声も多く上がった。
任天堂は2013年6月からこれらの主張を撤回し始めた。

### 岩田聡の死去
2014年、岩田聡は胆管癌と診断された。早期発見であったため、すぐに摘出手術が成功裏に行われ、その後、岩田は任天堂を通じて声明を発表した。
一般的に、胆管の腫瘍は早期発見が難しいため、治療が困難と言われている。自分の場合、幸いにも非常に早い段階で発見され、症状もなかった。早い段階での摘出が最良の医学的選択だと助言され、先週手術を受け、予想通り無事に終えることができた。
1年以内にがんが再発した。岩田は2015年6月のE3に出席せず、任天堂は「岩田のこの時期の主な役割はWii Uと3DSの今後のゲーム以外にも日本で彼の出席が求められる他の事業分野に集中することである」と発表した。一方で、任天堂の年次株主総会には発言した。2015年7月に岩田のがんは急速に悪化し、55歳で死去した。

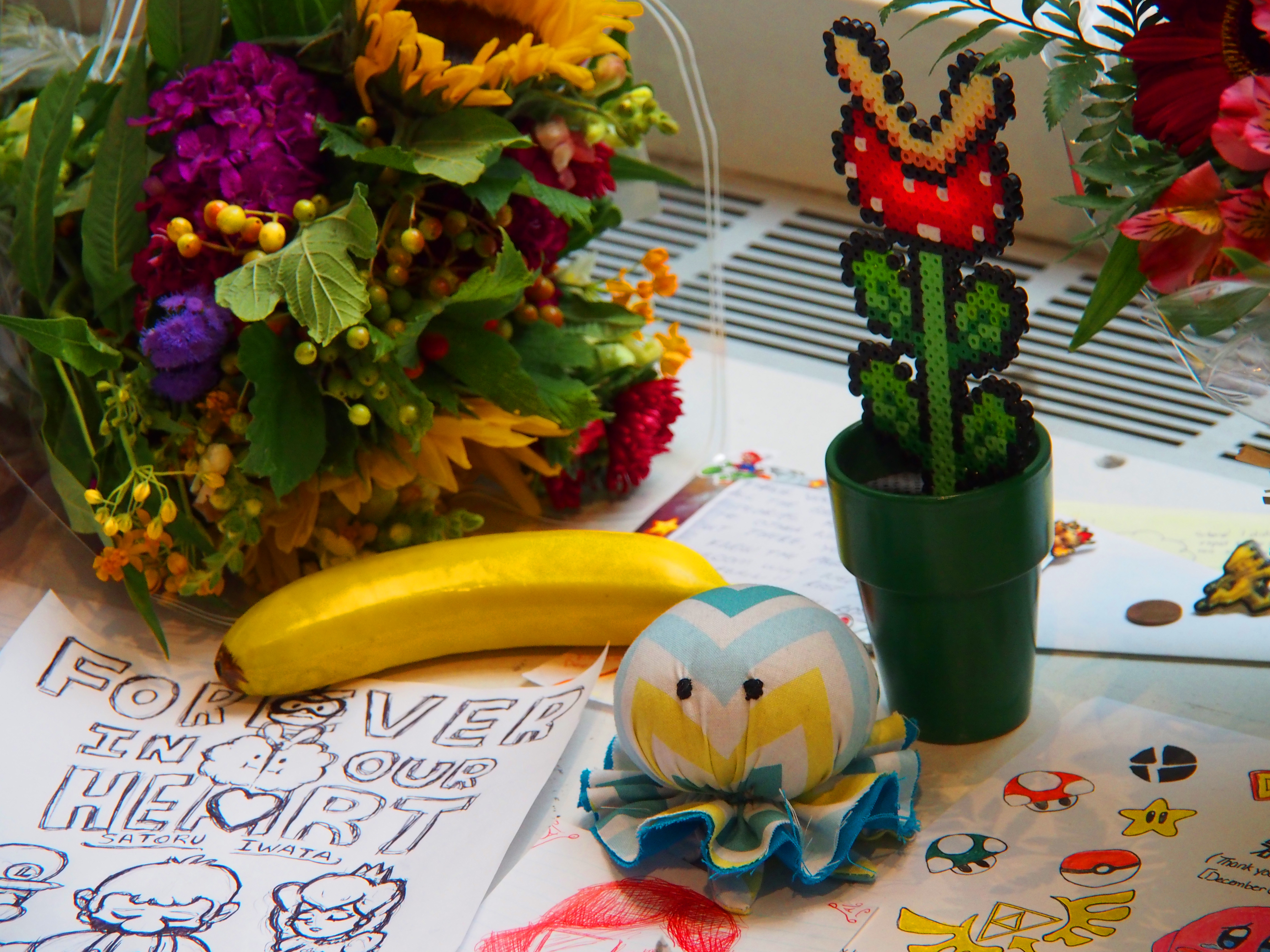
2015年の岩田聡の死去後、Nintendo World Storeに設けられたファンによる追悼

Matt Peckhamは『Time』で、岩田は「ビジネスの世界では極めて珍しい、本物のクリエイティブ経験を持つ経営者」であり、任天堂の「これまでで最も革新的な時代」を率い、Wiiによって「業界の基盤を揺るがした」と記した。望月崇は『ウォール・ストリート・ジャーナル』で、岩田はDSとWiiの成功を牽引した一方で、スマートフォンゲーム台頭に伴い任天堂の株価と市場での存在感が低下し、「岩田が長らく消極的だったこの分野で複雑な遺産を残した」と述べた。彼の死は任天堂ファンから「同情の声」があふれるきっかけとなり、Peckhamは、ファンが岩田の「遊び心があり、ややいたずら好きで、率直で飾らない個性」をE3やNintendo Directの発表で感じて親しみを覚えていた、と記した。
2015年9月、任天堂は岩田の後任として君島達己が社長に就任すると発表した。 Ollie Barderは『Forbes』で、君島の起用は「興味深い」とし、経営上層部で数少ない「純粋なビジネス畑出身者」であると述べた。

### モバイルゲーム
岩田聡は亡くなる前に、任天堂IPを用いたモバイルゲームを制作するため、モバイル開発会社のDeNAとパートナーシップを結んでいた。

## Nintendo Switchの時代（2017年-2025年）

### Nintendo Switch

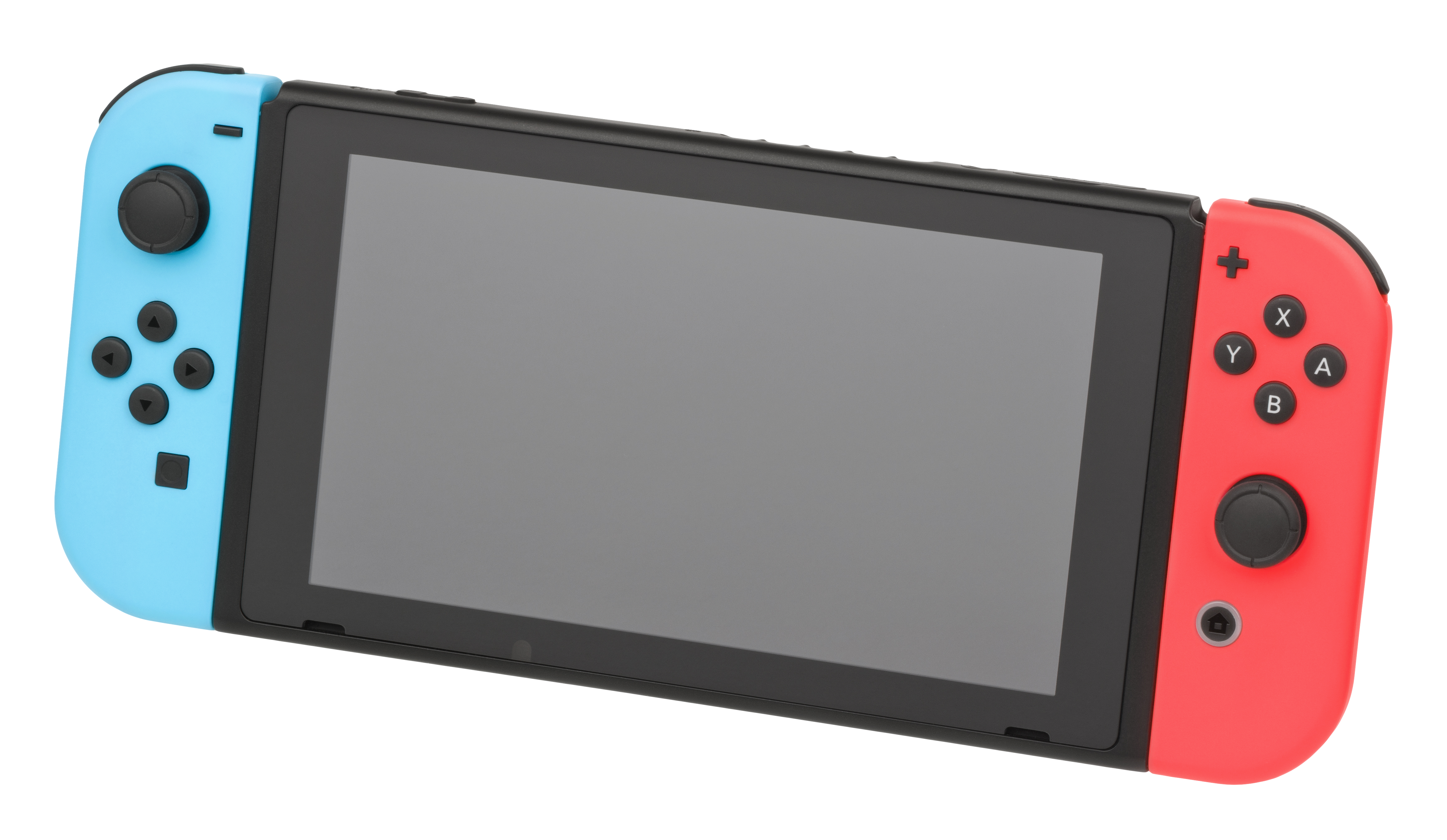
Nintendo Switch（携帯モードでの撮影）は、2017年に発売したハイブリッド型ゲーム機であり、携帯型と据え置き型の両方でプレイすることが可能である。

2012年にコンセプト段階の開発を開始した後、任天堂は2015年3月のプレスカンファレンスで、「NX」というコードネームで呼ばれる専用のゲーム機を開発していると発表した。
フィサメィによると、このシステムは任天堂の成功を左右する「重要な製品」であり、Wii Uのライフサイクルが平均よりもかなり短くなることが明らかだったという。2016年4月、任天堂はNXが2017年3月発売予定であることを明らかにした。NXは2016年10月に正式に「Nintendo Switch」として発表され、携帯型と据え置き型のプレイを切り替えられるハイブリッド型ゲーム機であることが明らかになった。
任天堂は2017年1月のイベントで、Nintendo Switchに関するさらなる詳細を公開した。Switchは2017年3月3日に発売された。発売時には15タイトルが用意され、そのうち5タイトルが日本のニンテンドーeショップ用だった。世界的に発売された任天堂開発のタイトルは『1-2-Switch』『いっしょにチョキッと スニッパーズ』『ゼルダの伝説 ブレス オブ ザ ワイルド』の3本である。後者は同時にWii Uでも発売され、非常に高い評価を得た。その後、『IGN』、『British GQ』、『Rolling Stone』で史上最高のゲームと称された。
2019年4月にはテンセントが中国でSwitchを販売する許可を取得し、その年の12月に販売を開始した。
古川俊太郎は2021年2月に、Switchが「ライフサイクルの中間」にあると述べている。

### 組織内の変化
2018年4月、古川俊太郎が君島達己の後任として任天堂の社長に就任した。2019年2月にはダグ・バウザーがフィサメィの後任としてNintendo of Americaの社長兼最高執行責任者に就任した。
バリューアクト・キャピタルは、サンフランシスコに拠点を置く投資会社であり、2020年4月に11億米ドル相当の任天堂株を購入したと発表した。この金額は同社の2%の持分に相当する。2022年2月、任天堂は株式会社SRDの買収を発表した。SRDは40年以上にわたり主にサポートスタジオとして任天堂と協力してきた。さらに、2022年5月にはサウジアラビア政府のパブリック・インベストメント・ファンド（PIF）が任天堂株の5%を購入した。
2025年3月、Pokémon GOの開発会社であるナイアンティックは、同ゲームの権利をScopelyに売却した。Scopelyはゲーム開発およびパブリッシングを行う企業であり、サウジアラビアのPublic Investment Fundが所有している。

### アトラクション開業
2020年1月、ホテル・レストラン開発会社のPlan Do Seeは、京都市下京区鍵屋町にある任天堂の旧本社をホテル「丸福樓」として改装する計画を発表した。この建物はかつて「丸福任天堂」として知られ、主に花札の製造を行っていた。ホテルは2022年に開業され、レストラン、バー、ジム、スパを備えた20室の宿泊施設となる。

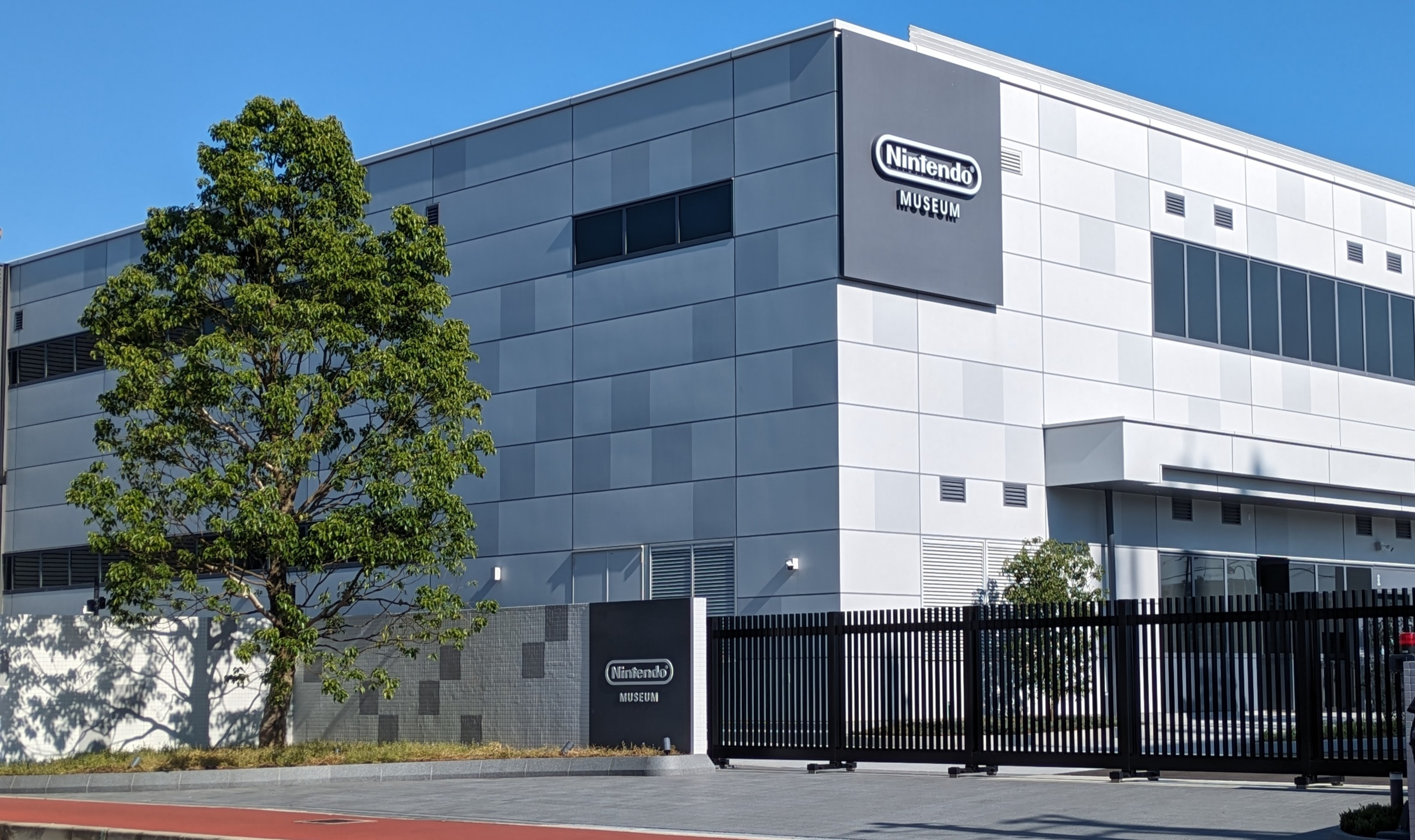
ニンテンドーミュージアムは任天堂宇治小倉工場を改装し、2024年10月に開業した。

2021年6月には、任天堂が宇治市小倉町にある旧任天堂宇治小倉工場を博物館「任天堂資料館」として改装する計画を発表した。この工場は1969年に建設され、主に花札やトランプの製造を行い、製品修理のカスタマーサービスセンターとしても機能していた。2016年にこれらの業務が隣接する宇治工場に移管された後、建物の用途について議論が続けられていた。博物館では任天堂の歴史的な製品や展示を公開し、訪問者が体験できるスペースも設けられる。2024年10月2日、宇治小倉工場は「ニンテンドーミュージアム」として開業した。
2023年2月、ロサンゼルスのユニバーサル・スタジオ・ハリウッドでスーパー・ニンテンドー・ワールド（マリオシリーズをテーマにしたテーマパーク）が開業した。2025年5月には、フロリダ州のユニバーサル・オーランド・リゾートにも新たなスーパー・ニンテンドー・ワールドが開業した。

### 映画事業への再参入

任天堂は2022年7月、日本のアニメーションスタジオである株式会社ダイナモピクチャーズの買収を発表し、同年10月の買収完了後にニンテンドーピクチャーズへ社名を変更した。

1993年の実写映画『スーパーマリオ 魔界帝国の女神』の失敗を受けて、任天堂は自社のシリーズを基にした映画の制作に慎重になった。しかし、バーチャルコンソールサービスは、人気ソフトウェアの新たな活用方法の模索、映画の制作を含む方向性を任天堂に促した。2014年には、任天堂とソニー・ピクチャーズが共同で製作するマリオのアニメ映画計画がリークされたが、2018年1月に任天堂はイルミネーションとの提携を発表し、宮本茂とクリス・メレダンドリがプロデュースし、ユニバーサル・ピクチャーズが配給するアニメ映画を制作すると明らかにした。この映画は『ザ・スーパーマリオブラザーズ・ムービー』と題され、2023年4月5日にアメリカで公開され、日本では4月28日に公開された。主人公マリオの声優は、日本語版では宮野真守、英語版ではクリス・プラットが担当した。
2021年、古川俊太郎は『ザ・スーパーマリオブラザーズ・ムービー』にとどまらず、任天堂のシリーズを題材としたアニメ化の可能性を模索していくと述べた。2022年7月、任天堂は日本のアニメーションスタジオである株式会社ダイナモピクチャーズの買収を発表した。2022年10月の買収完了後、スタジオはニンテンドーピクチャーズ株式会社に改名された。

## Nintendo Switch 2の時代（2025年-）

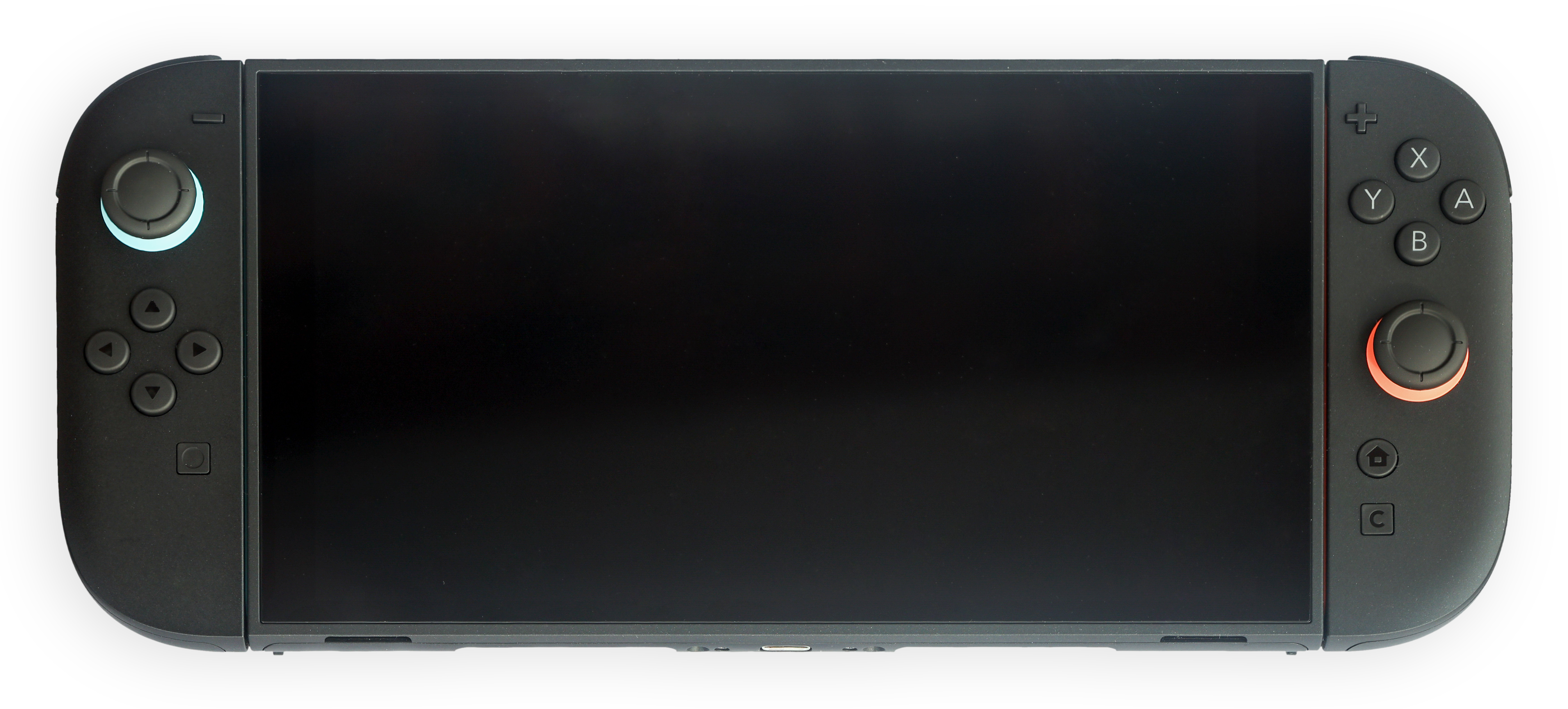
2025年に発売されたNintendo Switch 2。

任天堂は2025年1月にNintendo Switchの後継機であるNintendo Switch 2を発表した。この新型機はSwitchのハイブリッド設計を維持した。新型機についてのNintendo Directが4月に実施された。新型ゲーム機は多くの地域で2025年6月5日に発売された。

## ロゴの歴史

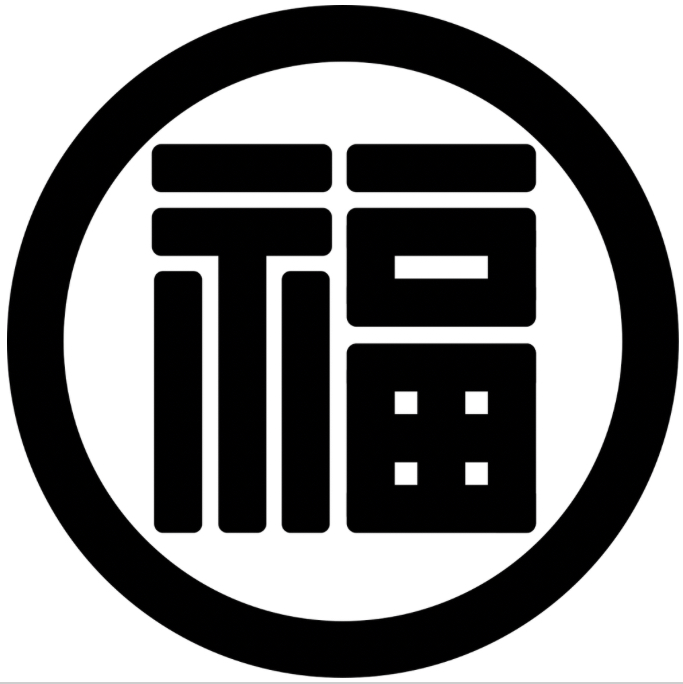
1889年から1957年
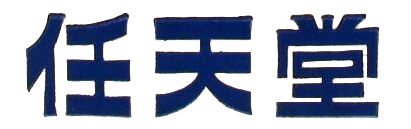
1889年から1950年
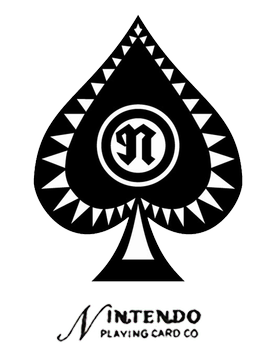
1950年から1960年
1960年から1965年
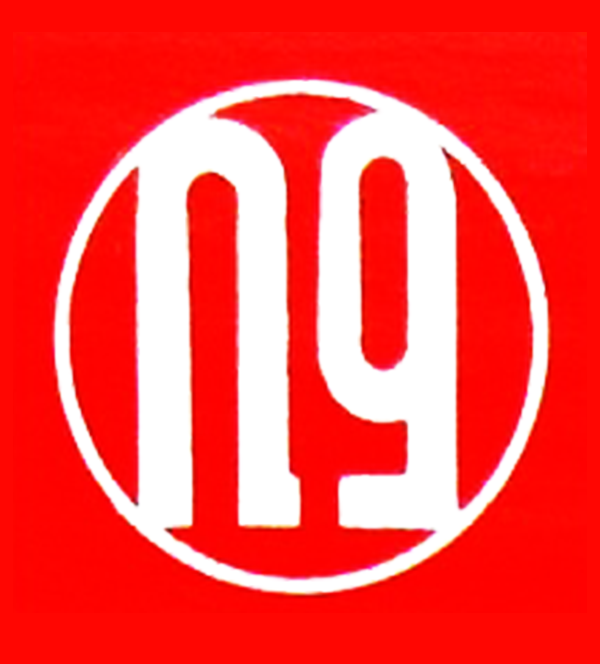
1965年から1967年
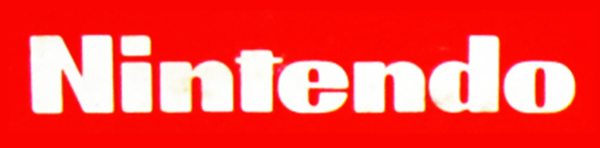
1967年から1968年
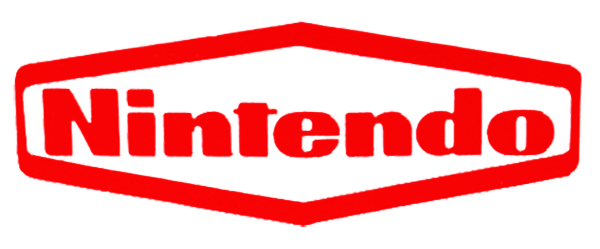
1968年から1970年
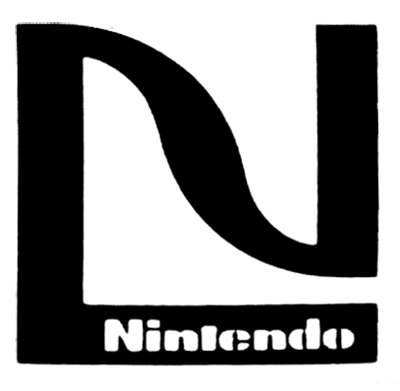
1970年から1972年
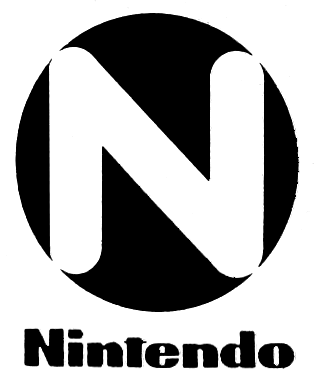
1972年から1973年
1984年から2004年（主要ロゴとして使用） 2004年から現在（副次的ロゴとして使用）
2004年から2016年（主要ロゴとして使用） 2016年から現在（副次的ロゴとして使用）
2016年から現在